# ナイトライダー
『ナイトライダー』（Knight Rider）は、アメリカの特撮テレビドラマ。

## 内容
私立探偵機関の調査員、マイケル・ナイトが、人間の言葉を話し特殊装備を搭載したドリーム・カー『ナイト2000』とともにさまざまな事件を解決するカーアクションドラマ。
本項目ではテレビドラマに関連する作品もあわせて解説する。

## 放送期間
アメリカでは1982年9月26日から1986年8月8日までNBCで全84話（1シーズン毎に21話×4シーズン=全84話）が放送された。 
日本ではテレビ朝日系列で全84話中、74本が放映され米国放送でシーズン4にあたるほとんどのエピソードは『新ナイトライダー』のタイトルで放映された。 
永らく未放映になっていた10エピソードは2015年にFOXクラシック 名作ドラマチャンネルで日本語吹き替え版が日本初放送され、その翌年の2016年にはNHK BSプレミアムでもシーズン1の未放映9エピソード（シーズン2の第11話にあたる1エピソードは未放送）が同じく放送された。衛星波の再放送は上記の2局に加え2019年にはAXNで放送されたほか、2022年10月から2024年8月末までにBS松竹東急で放送された。

## あらすじ
若き敏腕刑事マイケル・ロングは、ある産業スパイを追跡中に同僚を殺され、自らもまた凶弾に倒れた。しかし、マイケルはナイト財団の総帥ウィルトン・ナイトによって辛くも命を救われ、その身分もウィルトン・ナイトの養子として新たにマイケル・ナイトとなる。
重病で死の床についたウィルトンは、マイケルの手を取り「一人の男が世界を変えられる（One man can make difference .）」と説いてこの世を去る。ウィルトンの遺志を受け継いだマイケルは、密かに財団が開発していたドリームカー「ナイト2000」のドライバーとなる。ナイト2000は、人工知能「K.I.T.T（キット）」を搭載しており、自分で考えて言葉を話し、さらには自らの意思で走行する事もできるスーパーマシンである。マイケルはK.I.T.T.と共に、世の中の不正や巨悪と戦っていく。

## 登場人物
主人公と相棒 / ナイト財団 / ナイト家 / ナイト財団関係者 / その他 / 別名義での登場人物
- 主要登場人物の内、マイケル、K.I.T.T.、デボンの3名は全84話において皆勤登場。
- ボニーはシーズン1第1話・第3話、シーズン2全話、シーズン4第21話以外のエピソードに登場。
- エイプリルはシーズン2内での第19話・第21話以外のエピソードに登場。
- RC3はシーズン4内での第13話以外のエピソードに登場。

### 主人公と相棒
マイケル・ナイト Michael Knight　(84エピソード, 1982-1986)
演 - デビッド・ハッセルホフ David Hasselhoff、日本語吹替 - 佐々木功（現：ささきいさお）
本作の主人公。ナイト財団の最重要顧問としてウィルトン・ナイトの遺志を継ぐ。ナイト2000のドライバーとしてK.I.T.T.とコンビを組み、数々の難事件に立ち向かった。
生年月日は1949年1月9日で元々はマイケル・アーサー・ロングという名の敏腕刑事（階級は警部）であったが、産業スパイ事件捜査中敵組織に長年コンビを組んできた相棒マンツィを殺され、自らも組織のボス・タニヤによって顔を撃たれて瀕死の重傷を負い、ウィルトンにより救出される。陸軍の軍歴があり、戦傷を受けた際、額に金属板を埋め込む手術を受けていたため、銃弾がこの板に跳ね返され致命傷を免れていた（ただしそれにより顔は破壊された）。
一命を取り留めた後は、負わされた怪我の治療と合わせてウィルトンの息子ガースをモデルに顔の整形手術も行われ、更にウィルトンの養子として名前もマイケル・ナイトに改められる。後にウィルトンの実子であるガースの存在を知った際、マイケルはデボンに「そいつ（ガース）が俺にそっくりなのは一体どういうことだ!?」と問い詰める場面があった。ナイトとしてのプロフィールは創作されたものであるため、コネを使って経歴を調べた悪党達に「3年前には存在さえしていなかった男だ」と驚かれることもしばしばである。
趣味はロッククライミングで、シーズン1第3話「荒野の大戦争！地獄の暴走族スコーピオンズ対ナイト2000（原題:A GOOD DAY AT WHITE ROCK）」では、休暇を取ってロッククライミングをするためホワイトロックの町を訪れている。
シーズン2第10話「激闘!魔の巨大ダム捜査・ナイト2000決死のターボジャンプ（原題:KNIGHTMARES）」では、敵が投げた手榴弾の爆風でコンクリートの壁に叩き付けられ、そのショックでマイケル・ナイトとしての記憶を一時的に喪失し、マイケル・ロングに戻ってしまったことがある。ロングに戻ってしまったマイケルに「ナイトはどんな奴か」と尋ねられたK.I.T.T.は、「聡明で機敏で論理的だった反面、頑固で短気で若い女性の誘惑にもろく、自分のセンサーがショートしそうなおぞましい音楽（ロック）を好んで聴いている」と答えている。
シーズン4第14話「死の魔術・アリバイに隠された謎（原題:DEADLY KNIGHTSHADE）」で、雌の虎を見て猫アレルギーである事を告白しており、「大きいのは特にダメ」と語っている。
作中では敵相手に拳銃を使う場面は基本的にはない（アメリカでも市民の拳銃携帯は法律上の必要がなければ禁止。拳銃に限らず銃を持つ場合は周囲に見えるように携行しなければならない）。拳銃自体を所持していないという設定でもあるが、例外もあり敵から奪った拳銃を敵に向けて敵組織（あるいはその黒幕）の情報を自白させるといった場面は少数ながらはある。
シーズン1第21話（=シーズン1の最終話）「死の銃撃戦!マイケル・ナイト2000（原題:SHORT NOTICE）」では冒頭にて寝込みをいきなり敵に襲われてもみ合いとなり、敵が拳銃を構えて撃とうとした場面でマイケルは銃口を敵に向けて結果その敵が自滅するという場面になり所謂「正当防衛」となるが、周囲はマイケルを殺人犯扱いをしてしまい、その無実を実証できる人物が実はそれら一連の黒幕との因縁があり、マイケルは自身と無実を実証できる人物の安全を求めて奔走するエピソードとなっている。
元刑事という設定であるため「近距離格闘」にはそれなりの自信があり、拳銃は無くとも1対1でのタイマン勝負の場面ではほとんどの場面において相手を簡単にK.O.をさせるほどである。
ただし必ずしもそうではなく中には打たれ強いタフな敵役もおり、シーズン1第21話での黒幕とのタイマン戦では最終的にはマイケルの勝利であったもののかなりの苦戦を強いられている場面があった。
また1人と格闘中に後ろからもう1人に殴られるなど、不意打ちを食らって気を失い、ピンチに陥る事もある。
シーズン1 - 3までは、パーマをふんわりかけたアフロのような髪型であったが、シーズン4以降では若干変わり、リーゼントのような髪型となる。服装は基本的に黒の革ジャンと赤のハイネックシャツにデニムパンツ。
マイケル・ロングの頃の恋人であるスティービーがかかわる話は全シーズン通して3回あり、その3回目で結婚式を挙げる（後述）。
後に再婚したジェニファー・トレーサーとの間に、息子マイクを授かる（ナイトライダーNEXTでの設定）。
日本版オープニングでのキャスト紹介ではシーズン2第1話「ナイトライダー2・無敵ゴライアスVSナイト2000（原題:GOLIATH）」のみ「ナイトライダー誕生は、ある若者が、悪の凶弾に倒れたことに始まる。ナイト財団の総帥（ウィルトン・ナイト）によって命を救われた彼は、整形手術によって別人の顔となり、その身分もマイケル・ナイトと変わっていた…」と紹介され、それ以外は「ドリームカー・ナイト2000と共に、法の目を逃れる犯罪者たちを追う若きヒーロー、マイケル・ナイト。人は彼をナイトライダーと呼ぶ」と紹介されており、原語版では「Michael Knight, a young loner on a crusade to champion the cause of the innocent, the helpless, the powerless, in a world of criminals who operate above the law」（日本語字幕は「マイケル・ナイト、法の目をかいくぐる犯罪者たちを追う、孤高の若きヒーロー」と表示）と紹介されている。
またパイロット版の日本版エンディングでは「一人の男が世界を変える。マイケル・ナイト。世の巨大な悪に敢然と立ち向かう正義の騎士、ナイトライダーが今誕生した」、シーズン1初期(第17話まで)の日本版エンディングでは「巨大な悪に立ち向かう現代の騎士、マイケル・ナイト。明日、彼を待ち受ける者は果たして誰か」というナレーションでそれぞれ締めくくられており、原語版ではウィルトンを演じたベイスハートによるナレーションで「（One man can make a difference, Michael) Michael Knight, a lone crusader in a dangerous world, the world...of the Knight Rider」（日本語字幕は「悪に立ち向かう現代の騎士、マイケル・ナイト、またの名を"ナイトライダー"」と表示）となっていて、（One man can…）と言っている所はパイロット版(第1話)及び第4話〜第6話までで第7話以降は無くなっている、この部分が「一人の男が世界を変える」（日本語字幕は「独りで戦え、マイケル」と表示）という意味を示している。
K.I.T.T.（キット）Knight Industries Two Thousand　(84エピソード, 1982-1986)
声 - ウィリアム・ダニエルズ William Daniels、日本語吹替 - 野島昭生
ナイト2000に搭載された人工知能で、マイケルの性格を良くも悪くもいちばん理解している相棒。
製造番号AD-227529。元々はワシントンのコンピュータに組み込まれていたが、ナイト財団に移されたと自ら語っている。
離れた場所にいるマイケルとは、マイケルが左腕につけているコムリンクと呼ばれる腕時計型の通信機を通して会話する。
実直で真面目な性格で、ユーモアにも長けている。
恐怖といった感情は持っていないと度々明言しており、ナイト2000の頑丈さもあって無茶な行動も躊躇いなくこなせるが、シーズン3第13話「ナイト2000魔の毒液に溶ける!決死の再生立直れキット!!（原題:JUNK YARD DOG）」では産業廃棄物の沼に浸かり死の淵を彷徨った時は、必要以上に警戒心が強くなり、再び敵の廃棄物処理場に乗り込んだ際にトラウマのような感情を見せて動けなくなり、マイケルからのアドバイスを受けてようやく克服した。
一度路肩の石が車体の底に当たったショックでK.I.T.T.の回線が切れた（言葉のプログラムが、粗暴なブルックリン訛りに切り替わった）時に、マイケルを「マイキー」と呼んだこともある。マイケルはその喋り方を我慢できず「頼むからその喋り方だけは勘弁してくれ」という程で、インパネを叩く（ショック療法）などし、さらに終盤では本部に戻る前にわざわざボニーを呼んでまで修理をさせた。また、ジャガーノートの攻撃で破壊され再プログラミングの際にも、ガレージで作業しているRC3達の会話を拾ったため、同様にマイケルのことを「兄弟」と呼んでいる。
基本的にマイケルの命令で行動し、時にはマイケルの意見に反対する場面も見られるが、最終的にはほとんどマイケルの言うことに賛同している。ただしシーズン3第7話「地獄におちたマイケル!裏切り!逃亡!死のバイオ兵器強奪（原題:Knight in Disgrace）」ではニューオリンズ犯罪王、ボイド・ラサール（ジョン・コンシダイン、声：小林勝彦）の手によってマイケルが悪の道に堕ちた姿（後にマイケルとデボンの二人だけで画策した芝居であったことが判明する）を嘆いており「人命を危険に晒す行為に力は貸せません!!」と言いマイケルの命令を拒否した。
シーズン4第11話（日本版での最終話）「復讐の鎮魂歌・さらばナイト2000（原題:THE SCENT OF ROSES）」で最愛のスティービーの命を奪ったデュランに対して怒り狂い、馬乗りになりひたすら暴行を加えるマイケルの元に駆けつけ、「マイケル、やめなさい! あなたまで人殺しになります!!」と彼を一喝する場面も見られた。
また作中でマイケルが敵に気絶させられ意識が無い状態で車内に乗せられた場面で、今の状況が崖下に一直線となる暴走状況（＝シーズン1第11話「潜入!殺人アカデミー　テロリストの野望を砕け（原題:A PLUSH RIDE）」）やスクラップにされる状況（＝シーズン2第4話「危うしナイト2000!スクラップ地獄　脱出!空中ターボ噴射!!（原題:BLIND SPOT）」）では、結末がどうなるかは明らかにK.I.T.T.自身理解できているものの、あくまでマイケルからの指示命令がなければ自身による独断で行動を取らず、マイケルの意識を戻すことを最優先に行動し、マイケルに意識が戻り、マイケルから（今の状況を）脱出しろと命令が出て初めてそういった行動を取る。
シーズン4第5話「凶悪の牙・襲われた財団司令室!!（原題:THE WRONG CROWD）」でマイケルが捜査途中で人質を盾に取られ気絶させられた場面では非常事態を察知し彼の基へ駆けつけたり、シーズン4第16話「大追跡！凶悪のオフロードレース (原題:KNIGHT OF A THOUSAND DEVILS)」では通信連絡用のコムリンクをRC3に預け自身との直接連絡ができなかった状況で、犯人一味との格闘の最中主犯人が逃走をした際、マイケルが『K.I.T.T.が気付けば良いけどな』と呟いて後を追ったところ、状況をスキャナーで感知し、直接指示が無かったにも関わらず主犯人の逃走を体当たりで阻止したりと、マイケルの思いが通じて（≒空気が読めて）いる場面がある。
またマイケル自身に非常事態が発生し、直接連絡ができない場面やマイケル本人が敵による催眠状態で明らかに正常でない状況ではデボンに指示を仰ぐ場面も見られた。シーズン3第10話「復讐のカメレオンマン・千の顔を持つ男（原題:KNIGHT OF THE CHAMELEON）」及びシーズン4第21話「黒魔術ブードゥ!恐怖の脳支配（原題:VOO DOO KNIGHT）」でそれが見られる。
パイロット版（＝シーズン1第1話）では終盤でタニヤから銃で重傷を負ったマイケルに「あなたは（重傷を負いすぐにも病院で手当てが必要で、体力が）もう限界だ」と言い、同場面で飛行機電話に繋がっていたデボンから「残念だがK.I.T.T.、マイケルに意識のある間は君にはどうすることもできない」と言っている。一方のマイケルは「まだ九回裏、ツーアウト」と野球の終盤場面を例えとした発言で自身を励まし宿敵を討つ姿勢を持っていた。
日本語版ではデボンに対しての呼び掛けは『デボンさん』とさん付けしている。

### ナイト財団
ナイト財団とは、マイクロエレクトロニクス事業で巨万の富を築いた実業家、ウィルトン・ナイトがその収益を投じて設立した組織（財団法人）で、正式名称は「法と政府のためのウィルトン・ナイト記念財団（Wilton Knight Memorial Foundation for Law And Government）」。ウィルトン・ナイトの名前を省略して頭文字をとり「F.L.A.G.」と称されることもある。様々な団体・個人にとって表沙汰にしたくない事件の調査を請け負っている、いわば私立探偵・興信所だが、その実績は政府の公的機関や大企業からも依頼を受けるほどの評価を得ている。財団の総帥であるウィルトン・ナイトは、かねてより犯罪を撲滅するためには積極的な抑止力の必要性を痛感しており、そのためにドリームカー「ナイト2000」が製作されることとなった。
劇中ではマイケルが「民間の調査機関」と名乗っているように、ナイト財団の調査部門そのものに強制権・捜査権は一切ない。そのため、捜査の際には警察や軍との連携を図る場合もある。一方で、マイケルが不法侵入やハッキング等の違法行為を行うシーンがしばしば見られ、キットがマイケルを諌めながらも結局はそれに渋々協力する、というやり取りは半ば恒例となっている。
マイケルが所属する組織は、日本語吹き替え版では単に「ナイト財団」と呼ばれているが、オリジナルではナイト財団の一部門である「F.L.A.G.」となっている。
なお、偶然で全く同一名の財団法人が実在する（ナイト財団）。

#### 責任者
デボン・マイルズ Devon (Shire) Miles　(84エピソード, 1982-1986)（パイロット版及び日本語版ではデボン・シャイアー）
演 - エドワード・マルヘアー Edward Mulhare、日本語吹替 - 中村正
財団の責任者でイギリス人。在りし日のウィルトンとは戦友であり、紳士的かつ温厚な性格。マイケルと意見が対立することもしばしばあるものの、彼の行動を全面的にサポートする良き理解者。
軍を始めとして非常に広い人脈を持ち、大統領とも面識がある。
博士号を持つ科学者でもあり、ナイト2000のボディを覆う分子結合殻の構造式の2/3（内AとBの式を知り『Cの式』のみ知らず後述する他の2名が知っている）を知る3人の人物の1人。
また、過激な過去を持つという逸話もあり、第二次世界大戦中は従軍し、ゲシュタポの捕虜収容所から3度も脱走に成功した、ドイツ軍占領下のフランスにナイフ投げの芸人として潜入した、夜バイクに乗って司令部に行く途中に敵機の夜間爆撃に遭い、バイクは破壊されたものの助かった、若い頃はバイクレースのチャンピオンだった（マイケルが「デボンのヘルメットにゴーグル姿なんて想像もつかないね」と評したため「おいおい、それは偏見だぞ。私にだって若い頃はあったんだ、何ならトロフィーを見せてやろうか？」と言い返した）、等。他、SASへの在籍経験もあるという。ガースからは「親父（ウィルトン）によく似てやがる、だからお前が嫌いだ!!」と言われた。
従軍時代の階級は中尉であり、上官にあたるスマイス中佐の部下であった。
なおシャイアーという名字は原語版ではパイロット用脚本に見られる。
マイケルやK.I.T.T.とともに全話に渡って登場するが、4シーズン中モニター越しでほんの数秒程度の登場だけの「最も登場時間の短い回」が3本あり、ひとつはシーズン3第13話「ナイト2000魔の毒液に溶ける!決死の再生立直れキット!!（原題:JUNK YARD DOG）」でK.I.T.T.が廃溶液によって壊滅的な状況になった場面と、シーズン3第14話「強敵！ミサイル装甲車vsナイト2000!!（原題：Buy Out）」、シーズン4第10話「無法街！嵐のシカゴ・ブルース(原題：Knight Song）」である。これはシーズン3第13話の収録時点でデボン役のマルヘアーが持病を患っていたことへの配慮である。逆にシーズン1第7話「デボン逮捕!!決死の脱獄・迫る巨大トレーラー!橋上の対決（原題:NO BIG THING）」はデボンに焦点が当てられたエピソードで、同話中ではマイケルよりも主人公的な視点で描かれており、先述の「ゲシュタポ捕虜収容所から3度の脱走に成功した」という逸話もこの時に本人が語っている。
性格は常に温厚であるが、シーズン3第8話「マイケル連続危機！殺人フリスビーが襲う！猛毒が狙う！（原題: DEAD OF KNIGHT）」でのエピソード冒頭で、毒スプレーでたまたまマイケルの後ろにいた全くの無関係である女性を殺害し、その後マイケルを毒薬入りのオレンジジュース（マーティン自身が実行した訳ではない）やカミソリ付きのフリスビーで殺そうとしたソニー・マーティン（スタンリー・カメル、声：徳丸完）に対しては、現行犯逮捕したマイケルの尋問に対してあくまでシラを切り続けるマーティンの態度に業を煮やし、彼の襟首を掴んで「私は普段は忍耐強いが、一度堪忍袋の緒が切れると何をするか自分でも分からなくなる！これで最後だ分かったな！どうしてマイケルを殺そうとしたんだ！！」と声を荒らげ激昂する場面が見られた。
マイケルが事件捜査中にFBIや軍といった各機関に協力が必要となった場面では、マイケルからの依頼を受けたデボンが各機関の管理責任者に協力要請を依頼することが基本となっているが、前述のシーズン3第13・14話、シーズン4第10話ではデボン役であるマルヘアーの休養に伴い、ボニーがその代役を務めている。
日本版オープニングでのキャスト紹介では「デボン・シャイアー。マイケル・ナイトの良き理解者」と紹介されるが、シーズン2第1話「ナイトライダー2・無敵ゴライアスVSナイト2000（原題:GOLIATH）」のみ「デボン・シャイアー。彼はナイトライダー誕生の秘密（マイケルのこと）を知る、数少ない人物の1人である」と紹介されている。

#### メカニック
ボニー・バーストウ Bonnie Barstow（シーズン1・3・4）(60エピソード, 1982-1983・1984-1986)
演 - パトリシア・マクファーソン、日本語吹替 - 小山茉美
ナイト2000製作チームのうちの1人。
K.I.T.T.に対しては母親のようにかいがいしく接する一方、メカニック関連の知識に疎くK.I.T.T.に度々無茶をさせたりどこかしらを故障させるマイケルに対しては、冷たく当たる場面もある（このような場面はシーズン1時に特に多く見られたが、シーズン3以降は徐々に少なくなってきており、シーズン4ではあまり見られなくなっている）。またシーズン3第7話「地獄におちたマイケル!裏切り!逃亡!死のバイオ兵器強奪（原題:Knight in Disgrace）」でエピソード序盤でマイケルが停職処分となった場面では、デボンと口論となり「（マイケルの停職処分は）あんまりですわ！」と彼を擁護する場面も見られた。と普段は仲良く無さそうに見えるが、何だかんだでお互いが窮地に陥る場面では助け合う場面がハッキリ見られる。
シーズン2ではボニーは登場せず、エイプリル・カーティス（後述）がナイト2000のメカニックを担当しているが、この交代の理由はエグゼクティブ・プロデューサーの一人、ロバート・フォスターによると「これまでと違った要素を取り入れたかった。きらびやかさが欲しかった」との事。そのためシーズン3第1話「ナイトライダー5・強敵!赤い殺人カー（原題:KNIGHT OF THE DRONES）」で復帰した際には、一時的に財団から離れサンフランシスコの大学に在籍していた設定となっている。なお同エピソードでは彼女たった一人だけでK.I.T.T.の内装をいわゆる「後期型」にバージョンアップしている。
1度K.I.T.T.に身長、体重、スリーサイズをこっそり計測されたことがあり、それによると身長168cm、体重54kg、スリーサイズは上から97cm-61cm-91cm。(シーズン1第9話「決死の替え玉作戦！ナイト2000　凶悪武装軍団マル秘計画を暴け!!（原題:INSIDE OUT）」)。
飛行機嫌いであり、その性格はK.I.T.T.にも反映されている。
誕生日は11月24日。シーズン1第15話「殺しの暗号トパーズの謎！大追跡！ジェット機に飛び乗れ‼︎（原題:THE TOPAZ CONNECTION）」では、事件の鍵となる暗号「トパーズ」に関連して、自身の誕生石もトパーズであるとマイケルに告げると、誕生日を忘れていたマイケルが「11月24日だったね」と答える場面がある。
パイロット版（シーズン1第1話）「電子頭脳スーパーカー誕生（原題:KNIGHT OF PHOENIX）」、シーズン1第3話「荒野の大戦争！地獄の暴走族スコーピオンズ 対 ナイト2000（原題:GOOD DAY AT WHITE ROCK）」、シーズン2全話、シーズン4第21話「黒魔術ブードゥー！恐怖の脳支配（原題:VOODOO KNIGHT）」を除くエピソードに登場する。
上述のシーズン1第3話やシーズン4第21話のオープニングクレジットでは紹介されているが、前者は物語の冒頭のシーンでデボンがレストランにいる事をボニーから教えてもらったとマイケルの会話及び、後者は物語の中盤のシーンで相手を催眠状態に陥れるイヤークリップの分析に関して、デボンが今ボニーが（休暇で）いないが…というマイケルとの会話では登場しているが、どちらもボニー本人は登場していない。
上述のシーズン3第13・14話では本来デボンが担うべき各機関への協力要請の役目をボニーが務めている。
また逆にシーズン4第21話では本来ボニーが担うべきメカニックとしての役目をデボンが務めている。なお同エピソードでは、ボニーは休暇中という設定であるため一切登場しない。
シーズン1第17話「激突!キット対マイケル・悪魔の洗脳!奪われたナイト2000（原題:CHARIOT OF GOLD）」、シーズン3第4話「幽霊殺人事件・謎のゴリラを追え！（原題:HALLOWEEN KNIGHT）」、シーズン4第3話「ハイジャック！人質ボニーを救え!!（原題:SKY KNIGHT）」、シーズン4第8話「謀殺！サーキットに忍び寄る魔手!!（原題:KNIGHT RACER）」といった各シーズン（シーズン2を除く）のエピソードではボニーを焦点にしたエピソードとなっている。
シーズン1第17話ではK.I.T.T.を乗っ取る為に敵組織に洗脳される。シーズン3第4話では新居先で事件に巻き込まれる。シーズン4第3話では姉の結婚式の為、ボストン行への飛行機に乗った所でハイジャック事件に巻き込まれる。シーズン4第8話では自分と同じメカニックの友人が事件に巻き込まれ、その真相を掴むべくデボンにマイケルを事件真相に捜査を要請する場面がある。ただし当のデボンはマイケルに次の仕事を既に予定しており前向きではなく「36時間以内」を条件にその依頼を承諾したが、真相究明に時間が遅れたためデボンはボニーに『残念だが時間が来たこれ以上は無理だ』と非情にも「捜査の打ち切り」を告示したが、ここでマイケルが『ケチな詐欺師を捕まえるのが先か？それとも明日先がわからない人を救うのが先か？』と両者を天秤に掛けて問い詰められたデボンが「全く私を弱みを掴みおって…」と渋々マイケルに7時間以内を条件にボニーの事件解決させることを優先させた。
またシーズン3第19話「女賊アマゾネス!狙われた最新鋭ミサイル!!（原題:KNIGHT IN RETREAT）」でも数年来の知人であるハーリー・フリーマンが飲酒運転での自殺だとはどうしても思えないとボニーの見解でマイケルに調査を依頼し、事件の真実を受け止めた。
家族や親戚については、姉が一人いる事（シーズン4第3話より）が判明している。ただし名前や容姿は不明。
日本版オープニングでのキャスト紹介では、日曜洋画版（ナイトライダー6）及びDVD版とブルーレイ版シーズン1では「ボニー・バーストウ。ナイト2000製作メンバーの中心人物」、同じく日曜洋画版（ナイトライダー5）及びDVD版とブルーレイ版シーズン3では「ボニー・バーストウ。元ナイト財団のメンバー、ナイト2000製作チームの中心人物の1人」、それ以外のTVシリーズ版及びブルーレイ版シーズン4では「ボニー・バーストウ。ナイト2000製作メンバーの1人。メカニック担当」と紹介されている。
「バーストー」は誤記（語尾がeではなくwで終わっているため）。
エイプリル・カーティス April Curtis（シーズン2）(19エピソード, 1983-1984)
演 - レベッカ・ホールデン、日本語吹替 - 潘恵子
ボニーが財団を離れていた間のK.I.T.T.担当メカニック。
ボニー同様、K.I.T.T.に対しては愛情を持って接することから、K.I.T.T.に「技術者というよりはまるで母親のようです」と言わせるほど。
水上走行装置(水上シンセサイザー)やウルトラマグネシウム、車高調節装置、特殊耐熱被膜、赤外線透視装置、サイレントモード、緊急パラシュートなど様々な機能をK.I.T.T.に実装し、常にK.I.T.T.をサポートする。メカニックの他にも、デボンの秘書的な役割や看護婦の仕事もこなせる才女。
シーズン2第20話「ビデオテープは死のサイン!芸能界潜入!マイケル歌手に!!（原題:LET IT BE ME）」において、財団に参加する以前旅行代理店で働いていたこともあると明かし、ロックバンド「クラスアクション」のコンサート中継に紛れて送られた暗号を、麻薬の密輸スケジュールであると解読した。
デボンとともにガースに捕らわれた際には、その可憐な外見からは一見想像もつかないほどの毅然とした態度でガースに接しており、それに怒ったガースに突き飛ばされた直後に、緊張の糸が切れて泣き出している。
シーズン2第15話「死線48時間リミット寸前! 決死のレール・ウェイ大走破!!（原題:RACE FOR LIFE）」ではエイプリルに焦点が当てられ、彼女の義理の姉ローラ（リーン・マルタ、声：伊藤幸子）と姪のベッキー（ロビン・リバリー、声：藤枝成子）も登場している。なお、米国のあるノベライズにおいてデボンの実子であるという描写がされているが、正式な設定の中でその扱いをしているものはない。
なおエイプリルとボニーが同時に出演（=共演）する場面は一切ない。また同様にエイプリルとレジナルド・コーネリアス・3世（RC3）が共演する場面も存在しない。
家族や親戚については、兄と兄嫁（＝義姉）とその姪がいる事（シーズン2第15話より）が判明している。ただし実兄は既に故人となっている。
日本版オープニングでのキャスト紹介ではシーズン2第1話「ナイトライダー2・無敵ゴライアスVSナイト2000（原題:GOLIATH）」のみ「エイプリル・カーティス。ドリームカー、ナイト2000のメカニック担当」と紹介され、それ以外は「エイプリル・カーティス。ナイト2000のメカニック担当」と紹介されている。
シーズン2のみのレギュラーキャストだがナイトライダー4として放送されたシーズン2第19話「殺人ミサイル壊滅作戦（原題:MOUTH OF THE SNAKE）」とシーズン2第21話「巨大ブルドーザーの罠！体当り！転落！恐怖の土砂生きうめ（原題:BIG IRON）」の2エピソードにはエイプリルは登場しない。
レジナルド・コーネリアス・3世 Reginald Cornelius the THIRD（日本語版ではレジナルド・コルネリウス・3世）（通称：RC3）（シーズン4）(20エピソード, 1985-1986)
演 - ピーター・パロス、日本語吹替 - 水島裕
ナイト財団のメカニックとしてシーズン4第1話から登場する、陽気な青年。
シカゴのスラム街で「ストリート・アベンジャー（ビデオ版の字幕では「復讐者」）」と名乗って自警団的な活動（兄がベトナムから持ち帰ったM16ライフルを最初は本物を撃っていたが後にゴムで複製し、それを武器に街に蔓延る悪人達を取り締まっていた）をしていたが、マイケルがシカゴの街に着いた時、2人組の悪人を追いかけて格闘しているRC3に初めて出会いその後、装甲車ジャガーノートによって大破したナイト2000を復活させる際に父親所有のガレージ（財団トレーラーを収容して余るほどの広さ）を提供した上、スラム街に住む失業中のメカニック達のリーダーとしてともにボニーに協力して活躍し、「C（コンバーチブル）モード」、「スーパー追跡モード（S.P.M.、車体形状が大きく変形し、それまでの追跡モード以上の超高速走行が可能となる）」、「緊急ブレーキシステム（空力ブレーキ装置）」等の新機能まで追加し協力した。ガレージが彼の父親のものだと聞いたマイケルは、「名前はRC2か?」と尋ねている。この実績を買われデボンにK.I.T.T.担当のメカニックとしてスカウトされ財団に参加する事となる。
普段の活動は移動本部トレーラーのドライバーとしての仕事がメインであり、それ以外の時はトレーラー内で自分のバイクをいじっている（移動本部トレーラーにはK.I.T.T.と同等の自動走行装置が搭載されており、緊急時に限り使用が許可されている）。
シーズン4第4話「死を呼ぶ聖地・恐怖のガラガラ蛇（原題:Burial Ground ）」ではナイト2000のスタビライザーが損傷した際にナイト財団のマーク入りの白いつなぎを着て作業をしたり、シーズン4第17話「山火事！放火犯を新兵器で追え！（原題:HILLS OF FIRE）」ではナイト2000が急斜面を登れるようにスパイクが飛び出す特殊タイヤをボニーと共に開発したりと、本来のメカニックとしての仕事をしている場面もみられる。またシーズン4後半ではマイケルのサポート役に回ることもあった。
シーズン4第10話「無法街!嵐のシカゴ・ブルース(原題:KNIGHT SONG)」ではRC3に焦点が当てられ、RC3の地元でかつての幼なじみであったキース・ローソン（マーク・ベンチュリー、声：千葉繁）がギャングになって街を荒らす姿に驚愕し、それぞれがいわば敵同士の間柄となってしまうが、それを乗り越え一皮剥けたRC3の活躍が見られるエピソードとなっている。
家族や親戚については、父と兄がいる事（シーズン4第1話より）と伯母がいる事（シーズン4第21話より）が判明している。
日本版オープニングでのキャスト紹介では「レジナルド・コルネリウス・3世。通称RC3、メカニックの天才」と紹介されている。
シーズン4のみのレギュラーキャストだがシーズン4第13話「恐怖のチェインソー・死を呼ぶ森林（原題:Out of the Woods）」にはRC3は登場しない。

### ナイト家
ウィルトン・ナイト Wilton Knight　(1エピソード, 1982)
演 - リチャード・ベイスハート Richard Basehart、日本語吹替 - 大久保正信
ナイト財団の総帥にして、瀕死の重傷を負ったマイケルの命を救った人物。
“ドリーム・カー”ナイト2000を生み出した人物でもあり天才科学者でもあるが、自身は既に病魔（病名は出なかった）に冒され余命幾ばくもない状態であり、自分の後継者としてマイケルを選び、彼に自身の遺志として「1人の男が世界を変えられる（One man can make a difference）」という言葉を託してこの世を去った。
このキャッチフレーズは25年後の時代「ナイトライダーNEXT」においても継承されており、マイケルが自身の息子マイクに対してこの言葉を使った。
シーズン4第1話でも、ウィルトンの娘ジェニファーがナイト財団の理事会においてF.L.A.G.の廃止を提案した際、マイケルはこの言葉を用いてウィルトンの遺志と自身の存在意義をジェニファーに訴えた。
名前は全シーズン通して登場するが、本人が登場する場面はパイロット版の前半のみとなっており、回想シーンを含めて写真や映像が出る場面はない（日本放映版を除く）。
家族は妻エリザベス（ただし離婚している）、息子ガース、娘ジェニファーがおり、エリザベスとガースはシーズン2、ジェニファーはシーズン4にそれぞれ登場する。
ウィルトン役のベイスハートは原語版でのオープニングナレーションを全シーズン通じて担当しており、またシーズン1第17話までの初期エンディングのナレーションもしている。
ガース・ナイト Garthe Knight　(2エピソード, 1983・1984)
演 - デビッド・ハッセルホフ、日本語吹替 - 有川博/(追加吹替：宮崎敦吉)
ウィルトン・ナイトの実の息子。シーズン2第1話「ナイトライダー2・無敵ゴライアスVSナイト2000（原題:GOLIATH）」とシーズン2第17話「ナイトライダー3・替え玉博士略奪作戦（原題:GOLIATH RETURNS）」に登場。悪の限りを尽くし、アフリカの刑務所に投獄されて終身刑を言い渡されていたため、ウィルトンやデボンは二度と彼の姿を見ることはないと信じていた。
顔はマイケルと瓜二つ（※マイケルは整形でガースと同じ顔になったという設定）である為、自身の存在と地位を全て奪っていったマイケルに対して激しい憎悪を抱く。そのため「（マイケルは）親父（ウィルトン）が自分の身代わりに立てた代用品に過ぎない」と述べ、「本物が戻ってきた今、貴様（マイケル）を生かしてはおけない」と言い全面対決の意を表した。
第1話では「レッドブラフ」襲撃による戦術核ミサイルの強奪、第17話ではレーザー技術の第一人者・クラウス・ベルグストロム博士（ピーター・マーク・リッチマン、声：家弓家正）の拉致を企て、ひいては世界を征服しようとの野望を抱くが、一方で前述のようにマイケルに対する敵愾心や復讐心が強く、マイケルを倒すことに固執するあまり本来の目的を忘れそうになり、手を組んでいるアフリカの革命家ツオンベ・クーナ（ゼイクス・モカエ、声：田中康郎）やエイドリアン・マーゴから皮肉交じりにたしなめられる場面もあった。
作中ではマイケル役であるデビッド・ハッセルホフが二役で演じているが、日本版では吹替声優が各々異なる。また原語版を演じたハッセルホフはガースの声をマイケルより低いトーンで話しており二者を使い分けている（面と向かっての会話の場合には、スタントの相手の背後から肩越しに、マイケルなりガースなりを撮影する）。両者の外観上の相違点は髭の有無のみであるため、それを利用してマイケルがガースに変装する場面もあった。シーズン4第1話「無敵装甲車ジャガーノート　大激突“破壊編”／大勝負“再生編”（原題:KNIGHT OF THE JUGGERNAUT）」で登場した実妹・ジェニファーは、マイケルと彼を指して「コインの表と裏」と表現した。
第1話にて母エリザベスの手によってアフリカの刑務所を脱獄してアメリカに舞い戻った後、K.I.T.T.のボディを覆う分子結合殻の構造式を入手して製作した巨大トレーラー「ゴライアス」を駆りマイケルに挑むも敗れ、アメリカの刑務所に投獄された。第17話に再登場した際は、エイドリアン・マーゴが砂漠から残骸をかき集め復活させたゴライアスによってその刑務所からの脱獄に成功しているが、最終的にはゴライアスとともに崖から海に転落した。
その後の生死は不明となっている。
エリザベス・ナイト Elizabeth Knight　(1エピソード, 1983)
演 - バーバラ・ラッシュ Barbara Rush、日本語吹替 - 北村昌子
ウィルトン・ナイトの元妻（彼にとっては4人目の妻）で、旧姓はビショップ。ガースとジェニファーの実母。シーズン2第1話「ナイトライダー2・無敵ゴライアスVSナイト2000（原題:GOLIATH）」に登場。息子・ガースのために裏でアフリカ刑務所から脱獄させるための手続きをとり、さらに分子結合殻の構造式を知るエリオットとデボンに自白剤を盛るなどして、分子結合殻の構造式を手に入れる。
彼女と会うことを「デート」と呼び美しい人だとたしなめるエイプリルに対し、デボンはデートではなく「付き合い」だと訂正した上で、彼女を「確かに美しいが、何を考えているか分からない恐さもある」と表現した。
ガースがゴライアスを駆って軍の施設「レッドブラフ」を襲撃し、戦術核ミサイルを強奪した際には、中継されている映像を見ながら「やった!」と歓喜し「言ったでしょ、あの子はやってのけるって!」と発言している。
しかしマイケルがガースに変装した際には、マイケルの変装を見抜くことができなかった。
ジェニファー・ナイト Jennifer Knight　(1エピソード, 1985)
演 - メアリー・ケイト・マクギーハン Mary Kate McGeehan、日本語吹替 - 鈴木弘子
ウィルトンとエリザベスの娘でガースの妹。
シーズン4第1話「無敵装甲車ジャガーノート 大激突“破壊編”／大勝負“再生編”（原題:KNIGHT OF THE JUGGERNAUT）」に登場。
大統領顧問を辞任し、ナイト財団の活動に直接関与すべくシカゴで理事会を開催する。理事会において、セルニウム116の発見により新時代が到来したが、財団の財力には限りがあると説き、無駄なコストは削減すべきであるとして犯罪調査部門(F.L.A.G.)の廃止を提言する。
セルニウム116強奪を企むフィリップ・ノルドストロム（ジョン・コンシダイン、声：石田太郎）が送り込んだデボンそっくりに整形を施したエリオット（声：仁内建之）を本物と信じ、実兄ガースと同じ顔であるマイケルに対しては嫌っている態度を見せ、ことあるごとに衝突していたが、辞表を提出し自らの人生を賭けてまで、セルニウム強奪を企む組織の存在とデボンが偽者であることを警告するマイケルの決意に心を動かされる。
マイケルの警告を聞き入れ目の前のデボンが偽者であるエリオットであったと気付いたため、一味に捕まり危うく爆弾で本物のデボン諸共殺されそうになるが、すんでのところで復活したナイト2000で駆けつけたマイケルに救われる。
これをきっかけとして、今まで自分のしてきたことが大きな間違いであったことに気付き改心し、「自分の知らない事に干渉しない忍耐力」と「マイケルと自分の姓が同じ『ナイト』である事を誇りに思う事」の二つを学んだと語り、マイケルと抱擁し和解する。

### ナイト財団関係者
エリオット博士 Dr.Eliot　(1エピソード, 1983)
シーズン2第1話「ナイトライダー2・無敵ゴライアスVSナイト2000（原題:GOLIATH）」に登場する。
ナイト2000開発メンバーの一人でウィルトンがデボンと同等絶対的信頼を寄せていた人物であり分子結合殻の構造式の2/3（内AとCの式）を知る人物の一人。しかしそれを付け狙うエリザベス＆ガースが自白を強要させる毒薬オルータにより（実行犯はエリザベス）自白を余儀なくされその後死亡する。身の危険を察したデボンとエイプリルがエリオットの宿泊先のホテルを訪問したが、時既に遅く室内で倒れている遺体で発見された。本人の登場は遺体で発見された場面であり、役者は不明で吹替声優も無し。
ジョージ・アサートン George Atherton　(1エピソード, 1983)
演 - ジョン・サイファー John Cypher、日本語吹替 - 仲木隆司
シーズン2第8話「盗まれたナイト2000 知能戦!天才マイコン少年VSキット（原題:SOUL SURVIVOR）」に登場する。
元ナイト財団の理事であり、ナイト2000即ちK.I.T.T.のこともよく知っている人物でもある。財団を辞職した後は実業家として名を馳せている人物で、その途中で知り合ったエイドリアン（日本語吹替版ではアンジェラ）と愛人関係でもあった。K.I.T.T.のことをふとした弾みでエイドリアンに洩らしてしまったもしくは、K.I.T.T.の極秘書類を盗み見されたのが今回の事件の発端となってしまう。
キャシー・カニンガム Kathy Cunningham　(1エピソード, 1984)
演 - シンディ・ジェームス・ゴゼット Cyndi James-Reese、日本語吹替 - 橋本るり子
シーズン2第17話「ナイトライダー3・替え玉博士略奪作戦（原題:GOLIATH RETUMS）」に登場する。このエピソードのみ財団の事務員として登場。ガース一味により財団が襲撃されデボンとエイプリルが拐われた事をマイケルに伝える。その後、誘拐された2人に代わり財団本部でマイケルとの連絡役をする。
フォン・ブーアマン博士 Dr.Von Boorman　(1エピソード, 1985)
演 - カート・ロウェンス Curt Lowens、日本語吹替 - 松岡文雄
シーズン3第13話「ナイト2000魔の毒液に溶ける!決死の再生!立ち直れキット!!（原題:JUNK YARD DOG）」に登場する。
ボニーと同じくナイト2000開発メンバーの一人で、廃液により壊滅状態となったK.I.T.T.の事を知りスイスのベルンから駆けつけ、先頭に立って再生の指揮を執る。
シーズン2第1話「ナイトライダー2・無敵ゴライアスVSナイト2000（原題:GOLIATH）」において、ナイト2000の分子結合殻の構造式がガース側に漏れた際、デボンが構造式を知る三人の人物の安否について「一人はスイスで無事を確認した」と言っているが、その人物（後述のクインラン博士）とは別人である。
ヤマタ博士 Dr.Yamata　(1エピソード, 1985)（日本語吹き替え版ではボニーがリー博士と呼んでいる人物）
演 - ?、日本語吹替 - 無し
シーズン3第13話「ナイト2000魔の毒液に溶ける!決死の再生!立ち直れキット!!（原題:JUNK YARD DOG）」に登場する。
ボニー、ブーアマン博士と同じくナイト2000開発メンバーの一人で、廃液により壊滅状態となったK.I.T.T.の再生に力を借してくれる。
ブリーランド博士 Dr.Breeland　(1エピソード, 1985)
演 - ?、日本語吹替 - 無し
シーズン3第13話「ナイト2000魔の毒液に溶ける!決死の再生!立ち直れキット!!︎（原題:JUNK YARD DOG）」に登場する。
ボニー、ブーアマン博士、ヤマタ博士と同じくナイト2000開発メンバーの一人で、廃液により壊滅状態となったK.I.T.T.の再生に力を借してくれる。
クインラン博士 Dr.Quinlan　(1エピソード, 1985)
演 - ?、日本語吹替 - ?
シーズン4第1話「無敵装甲車ジャガーノート　大激突“破壊編”／大勝負“再生編”（原題:KNIGHT OF THE JUGGERNAUT）」に登場する。
ナイト2000開発メンバーの一人でウィルトンがデボンと同等絶対的信頼を寄せていた人物であり分子結合殻の構造式の2/3（内BとCの式）を知る人物の一人で核物理学者でもある。先述のエリオット博士が亡き以降、デボンが唯一知らない分子結合殻の構造式のCの式を知る『事実上最後の人物』の一人である。
先述のシーズン2第1話「ナイトライダー2・無敵ゴライアスVSナイト2000（原題:GOLIATH）」の時点で名前こそ出ていないが存在は仄めかされており、デボンによってスイスで無事が確認されている。シーズン3第13話「ナイト2000魔の毒液に溶ける!決死の再生!立ち直れキット!!︎（原題:JUNK YARD DOG）」でK.I.T.T.が廃液により壊滅状態となった際には、ボニーがオリジナル開発メンバーを再集結させる際に初めて名が挙げられていたが本人は登場せず、シーズン4第1話「無敵装甲車ジャガーノート　大激突“破壊編”／大勝負“再生編”（原題:KNIGHT OF THE JUGGERNAUT）」でようやく満を持しての登場となった。しかし作中ではセルニウム116（アイソトープ）の強奪計画を企てる国際的テロリストである、フィリップ・ノルドストロム（ジョン・コンシダイン、声：石田太郎）に拉致され構造式を自白させられた上に終盤まで人質にされていたなどかなり酷い扱いをされていたが、最終的にはマイケルの手によって無事救出されている。その後、直接の描写は無いもののナイト2000の分子結合殻は再び復元されており、以降のエピソードでそれが実証されている。
イアン・ブラウニング博士 Dr.Browning　(1エピソード, 1986)
演 - ウィリアム・ジョードン、日本語吹替 - 池田勝
シーズン4第14話「死の魔術・アリバイに隠された謎（原題:DEADLY KNIGHTSHADE）」に登場する。
ナイト2000開発メンバーの一人で、デボンと共にカーティス基金の運営を務める。カーティス基金はデボン、ブラウニングの他ジェイスン・デシルヴァ（デボンの台詞のみの登場）とマックス・ヘンダーソン（マーク・ハリス、声：北村弘一）の4人で運営されていたが、1ヶ月の内にデシルヴァとヘンダーソンの2人が変死するという事件が起きる。ブラウニングは、残ったデボンと2人で基金5000万ドルの貸し付け先を決めるべく協議していたが、マジシャンのオースティン・テンプルトン（ランス・バートン、声：池田秀一）と共謀し、5000万ドルのうち1000万ドルを着服すべくデボンを殺害しようとする。事件の容疑者としてテンプルトンを疑うマイケルが、彼のマジックショーにK.I.T.T.を参加させトリックを暴こうとしている事を知ると、K.I.T.T.のスキャナーが作動しないようプログラムを書き換えてマイケルの計画を阻止し、スーツケースに仕込んだ銃でデボンを脅してテンプルトンがマジックのセットを保管している倉庫に拉致する。テンプルトンと共にデボンを溺死させようとするが、乗り込んで来たマイケル、K.I.T.T.、RC3に動揺し、裏口から逃げようとした所をRC3に殴られて気絶する。

### その他
ナレーション
声 - リチャード・ベイスハート、日本語吹替 - 小林清志
全シーズンでオープニングナレーションを担当。
原語版では「Knight Rider. A shadowy flight into the dangerous world of a man, who does not exist.」という台詞で始まる。キャスト紹介はマイケルのみで、他の登場人物の紹介はない。
日本語吹替では「ナイトライダー。陰謀と破壊と犯罪の渦巻く現代に蘇る正義の騎士。（中略、登場人物紹介がある）巨大な悪に立ち向かう現代の騎士、ナイトライダー。今日、彼を待ち受ける者は、果たして誰か」という台詞で始まり、日本版最終話となるシーズン4第11話「復讐の鎮魂歌・さらばナイト2000（原題:THE SCENT OF ROSES）」ではオリジナルエンディングナレーションも務めた。また、小林は本編中においてゲストキャラの吹き替えとして出演したこともある。
タニヤ・ウォーカー Tanya Walker (1エピソード, 1982)
演 - フィリス・デイビス Phyllis Davis、日本語吹替 - 藤田淑子
パイロット版に登場した産業スパイ一味の女ボス。
マイケル・ロングの顔面を銃で狙撃し瀕死の重傷を負わせた張本人であり、マイケル・ナイトへ生まれ変わる切っ掛けを作った。
自分の身辺を嗅ぎまわる謎の男マイケル・ナイトの正体が、殺したはずのマイケル・ロングであると知って命を狙う。
最終的には、ナイト2000に乗る瀕死のマイケルに止めを刺そうと窓越しで銃を撃とうとした際に、部下のフレッド・ウィルソン（ビンセント・エドワーズ、声：中田浩二）はナイト2000に銃弾は効かない上に跳ね返すことを知っていたため制止し、同時にマイケルも「よせ、タニヤ撃つな!!」と止めたが、タニヤはどうしてもマイケルとの決着を優先しようとしたが故にそれを聞かずに発砲した。そのため、分子結合殻に覆われたボディ（窓ガラスも同様のコーティングを施されている）に跳ね返された銃弾が自身に当たり死亡した。
その後シーズン2に登場するキャメロン・ザッカリー（ジョン・ヴァーノン、声：森川公也）は、自分の部下の中でNo.1の工作員であり愛人でもあったタニヤの死に関して、マイケルを逆恨みしている。
タニヤに銃で狙撃され瀕死の重傷を負ったという場面はマイケルにとっては忘れることができないトラウマであり、シーズン途中にも何回かこの場面が回想されている。
パイロット版の小説版においては、終盤ナイト2000に乗るマイケルを銃撃したタニヤは、分子結合殻に跳ね返された銃弾が皮肉にもマイケル同様顔面に命中し、顔が無くなるものの死亡はしていないという描写となっている。
K.A.R.R.（カール） Knight Automated Roving Robot　(2エピソード, 1982・1984)
声 - ピーター・カレン Peter Cullen（初登場時） / ポール・フリーズ Paul Frees（再登場時）、日本語吹替 - 天地麦人（現：麦人）
ナイト2000のプロトタイプに搭載された人工知能。シーズン1第8話「ナイトライダー6・激闘!善と悪2台のナイト2000（原題:Trust Doesn't Rust）」及びシーズン3第5話「悪魔のナイト2000カールまたまた出現!復讐の空中大勝負!!（原題:K.I.T.T. vs. K.A.R.R.）」に登場する。性格は「自己保存」を最優先にプログラミングされているため冷徹・冷酷である。なお車両（ナイト2000）としてのK.A.R.R.については後述する。
“スティービー”ステファニー・メーソン (Stephanie "Stevie" Mason)　(3エピソード, 1983・1984・1986)
演 - キャサリン・ヒックランド Catherine Hickland、日本語吹替 - 藤田淑子（TV版放映時）/樋口あかり(ソフト用新録版のみ)
マイケルがかつて「マイケル・アーサー・ロング」であった頃の恋人。シーズン1・2・4と計3回登場する。
シーズン1第18話「危機一髪!ナイト2000窮地の女性を救え!（原題:WHITE BIRD）」で初登場する。この時は弁護士の秘書をしており、ある事件に巻き込まれマイケルが彼女を助けるというエピソードであった。この時点のスティービー自身はマイケル・ナイトに対して何故ここまで自分に力を貸そうとしているのかを不思議に思っていたが、終盤では彼がかつての恋人であろうことにうすうす気付いていた。ラストは、証人保護プログラムを受けるべくパトカーに乗って去っていった。
2回目はシーズン2第20話「ビデオテープは死のサイン!芸能界潜入!マイケル歌手に!!（原題:LET IT BE ME）」に登場、この時は姓がマーチ（スティービー・マーチ）に変わっており、バンド「クラス・アクション」のボーカルをしている。メンバーであり新たな恋人グレッグが不審な死を遂げたことから、今度はスティービー自身がデボンを通じてマイケルに事件の解決を依頼する。捜査のため歌手としてバンドに潜入したマイケルと息の合ったデュエットを披露し、コンサートを成功させる。ラストは、財団を辞めて一緒に暮らしたいと切り出すマイケルに対し、「私だけのあなたじゃない。世界にはあなたの助けを待っている人が沢山いる」と諭した。そして自身はコンサートツアーに出るために家を引き払い、再び車窓からマイケルに別れを告げる。
そして3回目はシーズン4第11話（ただし日本放映版では「最終話」となっている）「復讐の鎮魂歌・さらばナイト2000（原題:THE SCENT OF ROSES）」に登場、この時は姓が元のメーソン（スティービー・メーソン）に戻っており、マイケルが（マイケル・ナイトであることに疲れ）新しい人生を見出すため財団を辞める決意をした際、デボンは今のそんな状態の彼のためにスティービーの元に訪れこれまでの経緯を全て打ち明けた。その後スティービーは再会したマイケルと、また昔のように愛を育み、そしてついには晴れて結ばれるが、結婚式で夫婦の誓いを立てた直後にテロリスト集団のボス・デュラン（アーロン・イパレ、声：中田浩二）の襲撃を受け、マイケルをかばって殺されてしまう。彼女が生前マイケルに語った「花は枯れ花瓶は割れても薔薇の香りは永久に残る」という言葉は、愛する人を失った悲しみに暮れていたマイケルに、デボンやボニー達の待つ財団へ再び戻る気力をもたらした。
本編で直接顔を合わせている人物はマイケル、K.I.T.T.、デボン、ボニー（=シーズン1、シーズン4）、RC3（=シーズン4）のみ。シーズン2でのエイプリルには直接対峙している場面が存在しない。
スティービーというのはマイケルによる愛称。シーズン2第20話「ビデオテープは死のサイン!芸能界潜入!マイケル歌手に!!（原題:LET IT BE ME）」及びシーズン4第11話「復讐の鎮魂歌・さらばナイト2000（原題:THE SCENT OF ROSES）」では皆からスティービーと呼ばれており逆にステファニーと呼ばれる場面は無い。今まで日本未放映であったが、2014年11月27日リリースのブルーレイ版で新録日本語吹替版が収録されたシーズン1第18話「危機一髪!ナイト2000窮地の女性を救え!（原題:WHITE BIRD）」のみステファニーと呼ぶ場面が確認できる。また同エピソード中敵に襲われそうになり一時身を隠しマイケルが彼女を落ち着かせる際にスティービーと呼ばれて「今、私のことを何て呼んだ？」と聞き返している。なおスティービーが登場するこれらのエピソードで全て共通して挙げられるのが、途中で挿入歌White Bird（初登場時の題名と同じ）がBGMとして起用されているという点。
要約すると1回目「危機一髪!ナイト2000窮地の女性を救え!（原題：WHITE BIRD）」は「ステファニー・メーソン」、2回目「ビデオテープは死のサイン!芸能界潜入!マイケル歌手に!!（原題:LET IT BE ME）」は「スティービー・マーチ」、3回目「復讐の鎮魂歌・さらばナイト2000（原題:THE SCENT OF ROSES）」は「スティービー・メーソン」となっている。
シーズン4第11話「復讐の鎮魂歌・さらばナイト2000（原題:THE SCENT OF ROSES）」で海老アレルギーであることが発覚している。
シーズン2第20話「ビデオテープは死のサイン!芸能界潜入!マイケル歌手に!!（原題:LET IT BE ME）」劇中でマイケルとスティービーが歌唱する「Our First Night Together」、「No Way To Be In Love」、「Let It Be Me」の3曲は、実際にマイケル役のハッセルホフとスティービー役のヒックランドが歌っており、ハッセルホフが歌手として1985年にリリースしたアルバム「Night Rocker」に収録されている。
日本放映版でもこれらの場面においては、ハッセルホフ＆ヒックランド本人の歌唱ボイスとなっている。
ハッセルホフとヒックランドは1984年に実際に結婚したが、1989年に離婚している。
エイドリアン・マーゴ Adrienne Margeaux　(2エピソード, 1983・1984)
演 - アン・ターケル Ann Turkel、日本語吹替 - 弥永和子
シーズン2第8話「盗まれたナイト2000 知能戦!天才マイコン少年VSキット（原題:SOUL SURVIVOR）」とシーズン2第17話「ナイトライダー3・替え玉博士略奪作戦（原題:GOLIATH RETURNS）」に登場。
日本語吹き替えでは、アンジェラ・マーゴ（第8話）とアンドリエンヌ・マーゴ（第17話）という異なる名前になっている。さらに、第17話ではマイケルを見たエイドリアンの台詞「あれがマイケル」や、マイケルがエイドリアンに「あんた誰？」というなど基本的に初対面の設定になっている。これらすべては、日本放映ではエイドリアンが初登場する第8話よりも、再登場の第17話の方が、日曜洋画劇場枠で「ナイトライダー3」として先に放映されたということが原因であり、それぞれ名前（呼称）が違うことからして、つじつま合わせとして「別人」として日本語吹き替え版では扱われているせいである。
第17話では、ガースに囚われたデボンが彼女を見るなり「エイドリアン・マーゴ!」と叫び、さらにエイプリルから「刑務所に入れられたはずでは？」と質問される描写があり、エイドリアン本人はその質問に対して「高い弁護士を雇い裁判官も買収した」と言っているシーンがあるが、これはBD発売の際にソフト用に新録された吹き替えの部分であり、前述の事情を無視した原語からの直の翻訳になっているからである。ゆえに名前（呼称）もオリジナルの「エイドリアン」となっている。
そのためテレビ朝日放映当時とBD発売版でここの部分の整合性が取れていない。
第8話ではランディ・メリット（ブライアン・ロビンス、声：鳥海勝美）というコンピュータ技術の天才少年を唆してナイト2000を奪い、美術品の窃盗を行おうとしていた。
第17話ではガースと手を組み、復活させたゴライアスにキットのCPUを改修して搭載しようとしていたが、最終的にはガースとともにゴライアスに乗ったまま海に転落した。
またマーゴを演じたアン・ターケルはシーズン3第19話「女賊アマゾネス!狙われた最新鋭ミサイル!!（原題:KNIGHT IN RETREAT）」ではビアンカ・モーガン（吹替声優も同じ「弥永和子」）という敵役として登場しているが、マーゴとの関連は不明である。
デイビッド・ドルトン David Dalton　(1エピソード, 1984)
演 - チャールズ・タイラー L.Charles Taylor、日本語吹替 - 池田秀一
シーズン2第19話「ナイトライダー4・殺人ミサイル壊滅作戦（原題:Mouth of The Snake）」に登場する。
器械体操のような動きの常人離れ（K.I.T.T.曰く「人間業ではありません」と言うほどの超人的な才能）をした運動能力を持つ。
「蛇の口（ボカ・クエブラ）」というキーワードにまつわる事件を追うマイケルが途中で敵の手に陥り、絶体絶命の危機に晒された時にマイケルを助けた。
正体はアメリカ元司法省の大物「アーチ」ことアーチボルド・ヘンリー（ジョージ・マードック、声：大久保正信）の部下の調査員でいわばマイケルの同業者的な立場であり、マイケルの素性も予め知っていた（マイケルについて「ナイト財団の若き総帥にしてデボン・シャイアーの友人」と説明している）。
先述の危機を助けてもらいお互い共通の敵を追うという立場からマイケルから「お互い手を組まないか？」と誘われるものの一匹狼であるドルトンは一度は拒否をした、しかし後に意気投合しマイケルに協力するようになる。
一連の事件を追ううち、敵組織に夫を殺された未亡人ジョアンナ・セントジョン（ジョアンナ・ペティット、声：小原乃梨子）と出会い、当初は反発しあうも次第に良きパートナーとなっていき、この事件の真の黒幕であるエデュアルド・オブライエン（ペドロ・アルメンダリス・Jr、声：内海賢二）を追い詰め、事実上ドルトンとジョアンナの2人で事件を解決している。
事件解決後マイケルには「お互い相棒が要る時は真っ先におたく（マイケル）のことを思い出すよ」と言い、マイケルも「俺もだよ」と言い握手を取り別れを告げた。また、彼の上司であるアーチボルドが登場し、ジョアンナに「この先ドルトンのパートナーになってほしい」と告げジョアンナはそれを快く承諾し、ドルトンはアーチボルドに「今まで一人でやってきた」と言うがアーチボルドは「これからは（ジョアンナと）二人だ」と言い戸惑いを見せながらも渋々同意した。このエピソードではマイケルよりもむしろドルトンのほうが主人公視点で描かれている。
このエピソード製作から2年後に、チャールズ・タイラー演じるドルトンを主人公にした、ナイトライダー初のスピンオフ作品「Code of Vengeance」が製作されており、本エピソードはそのパイロット版と言える。「Code of Vengeance」は14話製作されたが、実際の放送ではわずか4話で打ち切りとなっている（ナイトライダー・コンプリートブック」より）。
この回のマイケルとK.I.T.T.は、主な捜査はドルトンとジョアンナに任せ、終始ミサイルを搭載したトラックを追跡しているなど出番が極端に少ない上、デボンも序盤と終盤にほんの少し登場する程度、挙句にエイプリルに至っては一切登場しない（DVD版では紹介はある）という異色のエピソードであるが、これはマイケル役のデビッド・ハッセルホフとマイケルの恋人・スティービー役のキャサリン・ヒックランドがこの時期に結婚しており、結婚式と新婚旅行のための休暇を取ったことによるものである。
C.J.ジャクソン C.J. Jackson　(1エピソード, 1984)
演 - ジム・ブラウン Jim Brown、日本語吹替 - 飯塚昭三
シーズン3第1話「ナイトライダー5・強敵!赤い殺人カー（原題:KNIGHT OF THE DRONES）」に登場する。
ウィルトン・ナイトが財団の後継者に選んでいたケン・フランクリンを殺害した凶悪犯で、財団の仇敵と言える存在。金庫破りのプロ。サンタクララ刑務所に収監されていたがデビッド・ホルストン博士（ジャレッド・マーティン、声：津嘉山正種）の手引きにより脱獄する。その後、連邦準備銀行の金庫を奪う計画に参加していたがホルストンに裏切られ殺害される。
ケン・フランクリン Ken Franklin
ウィルトン・ナイトが財団の後継者に選んでいた人物。あらゆる点で資格を満たしていたがマイケルと違い運に恵まれず、ある夜凶悪犯であるC.J.ジャクソンを追跡中、逆に彼に殺害されてしまった。
ケンの死はウィルトンにとって大きなショックであり、財団を閉鎖し予定していたプロジェクトを全部取りやめ、新たな後継者であるマイケルを見つけるまでそれが続いた。
なお、作中では名前のみの登場であるため、役者及び吹替声優は無い。
ジム・コートニー Jim Courtney　(1エピソード, 1984)（愛称：ジンボ）
演 - クリフ・オズモンド Cliff Osmond、日本語吹替 - 大塚周夫
シーズン3第3話「ひき逃げ！死のスピードレース！黄金のスーパーカーを追え！（原題:KNIGHT OF THE FASTLANE）」に登場する。
マイケルがかつて「マイケル・アーサー・ロング」であった警官時代の先輩であり上司でもあり仕事のパートナーでもあった人物で、マイケルや同僚からは「ジンボ」と呼ばれていた。
ロング時代の地位は巡査部長で、現在の地位は警部補である。エピソード冒頭で愛娘であるスティシー・コートニー（ダニー・ドゥースティ、声：滝沢久美子）が何者かの手によって意識不明の重体にされてしまい、真犯人を捕まえるべく奔走する。一方のマイケルも今回の事件に関してデボンにかつての恩師であるジンボとその娘であるスティシーの為に自ら調査することを志願し、デボンも事情を踏まえた上でそれを承諾した。当初マイケル・ナイトに対してはあまり協力的では無かったが、真相を突き止める内に彼に対してかつて自分の後輩で部下でもあったロングの面影とナイトの人物像がデジャブし、事件解決後には娘・スティシーの意識が戻り、車椅子ながらも元気を取り戻し父として安心し、事件解決に協力したナイトに対して、かつて自分の後輩であったロングの形見となった警察手帳をマイケルに託した。
ゴードン・バクスター Gordon Baxter　(1エピソード, 1984)（別名：カメレオンマン）
演 - ディック・ゴーティエ Dick Gautier、日本語吹替 - 小林修（追加吹替：？）
シーズン3第10話「復讐のカメレオンマン・千の顔を持つ男（原題:KNIGHT OF THE CHAMELEON）」に登場する。
変装の名人で『カメレオンマン』という異名を持つ男。それを駆使した犯罪者であり、かつてマイケルの手によって逮捕され刑務所に送られていたが、エピソード冒頭で監視官の隙を狙って脱走を図り、すぐさま変装を施して追手の目を欺け見事脱走に成功した。
変装の名人という肩書き通り作中では様々な人物に変装する上、声帯模写をも駆使し本物との区別が非常に困難な正真正銘『変装のプロ中のプロ』。
家族は一人娘のトニー・バクスター（キンバリー・フォスター、声：深見理佳（現：深見梨加））がいる。ゴードンは娘・トニーのために危険な犯罪を犯してまで大金を得ようとする。一方のトニーは本人との直接の対話では犯罪者である父・ゴードンを毛嫌いしているが、本心は例え犯罪者であっても父は父という複雑な想いをマイケルに打ち明けている。
作中では自分を刑務所に入れた張本人であるマイケルに対して復讐心を抱いており、機密兵器保管庫の管理者を騙す為にデボンの声を模写（ここの場面において日本語版では"中村正"が担当）、さらにマイケルに変装（デビッド・ハッセルホフ、日本語版では"ささきいさお"が担当）して、兵器を強奪した。この直後に本物のマイケルと変装したゴードンとが鉢合わせした際、マイケルは「おや？俺がもう一人いたとは知らなかったぜ」といい、ゴードンは「一人で十分、お前は余計だ！」と言い放った。
『ローン・イーグル』と呼ばれる一人用ジェットパックを作中に軍基地から強奪しそれを使い逃走を図ったが、終盤ではマイケルがシートイジェクションのジャンプ力でゴードンの懐に飛び付き、ジェットパックのホースを抜かれて真下の池に墜落、トニーの目の前でマイケルに取り押さえられた。
ニック・オブライエン Nick O'brien　(1エピソード, 1986)
演 - ケン・スウォフォード Ken Swofford、日本語吹替 - 小林修（追加吹替：？）
シーズン4第20話「野望の血脈・奇襲ニンジャ軍団（原題:KNIGHT OF THE RISING SUN）」に登場する。
デボンの軍隊時代の戦友で現在はオブライエン工業という製造工場を経営している社長。社員全員を家族同然といい一方の社員達からも恩師と慕われている人望の厚い人物である。養子のコーイ・オブライエン（ルミエル・モア、声：菊池正美）の養父。かつて観光で日本を訪れた際、ある女性から（この時点では赤子である）ムネハル・カスガ（コーイの本名）をスキー・タニカ（ジョージ・チェン、声：青野武）一味から守ってほしいと託された。その後は養子であるコーイを実の息子のように育て、一方のコーイもニックを実の父と慕う間柄となり、マイケルから『本当の親子だ』と言わせた。そのコーイを付け狙うタニカの妨害にも屈せずマイケルやRC3と共にタニカ一味を撃退した。

### 別名義での登場人物
同作品中において2人以上の別名義で演じた俳優の一覧。
役名の後のカッコ内は吹替え声優。
備考は外観上の相違点など。
デビッド・ハッセルホフ
- マイケル・ナイト（佐々木功＝現：ささきいさお）
- ガース・ナイト（有川博、ただし2014年リリースされたブルーレイ版の追加吹替では既に故人(2011年没)となっているため代役）

「ナイトライダー2・無敵ゴライアスVSナイト2000（原題:GOLIATH）」と「ナイトライダー3・替え玉博士略奪作戦（原題:GOLIATH RETURNS）」に登場。所要はナイト家のガース・ナイトを参照。
備考：髭の有無。「ナイトライダー3・替え玉博士略奪作戦（原題:GOLIATH RETURNS）」冒頭での刑務所からの脱獄シーンでは、髭は鼻から顎下まで覆うように濃くなっている。
2008年に稼働したパチスロ（銀座）ではガースがゴライアスのパイロットとして登場する。声優は同じく有川博。
- 偽マイケル（小林修）

シーズン3第10話「復讐のカメレオンマン・千の顔を持つ男（原題:KNIGHT OF THE CHAMELEON）」に登場。
変装の名人、ゴードン・バクスターが機密兵器保管庫に潜入する際マイケルそっくりに変装した姿。
備考：変装中正体がばれるまでの声は佐々木功（＝現：ささきいさお）が担当。
エドワード・マルヘアー
- デボン・シャイアー（中村正）
- エリオット（偽デボン）（仁内建之）

「無敵装甲車ジャガーノート 大激突“破壊編”／大勝負“再生編”（原題:KNIGHT OF THE JUGGERNAUT）」に登場。
ナイト財団が発見した強力なアイソトープ「セルニウム116」強奪を企むテロリスト、フィリップ・ノルドストロムが、部下であるフォン・ファウスト博士の「レーザー構成法」を用いて、デボンと背格好が酷似しているエリオットの顔をデボンそっくりに作り替えた姿（整形後はエドワード・マルヘアーが演じている）。
デボンになりすましたエリオットは、声帯模写を駆使して本物と全く区別ができないほどの完璧な変装をしていたが、マイケルはナイト2000が破壊された状態で「誰が見ても明らかだ、K.I.T.T.は死んだ！」、「これから休暇でも取ったらどうだ？」というあまりにも現状の空気が読めていない発言を連発する彼に不信感を抱き、「私の名はイシュメイル」と問いかけ、カマを掛けて「有名な小説の出だしさ。デボンの言う通りヘミングウェイだ」と言ったところ「そうだろう？」と答えたことから、この男が偽者であると確信した。
終盤でノルドストロム共々警察に逮捕され写真撮影をされた際、原語版ではマイケルは偽デボン（エリオット）に「私の名はイシュメイル」の正解を「メルビル」と言ってネタばらしをしたが、日本語吹替え版では「いいねえ、そこの偽デボンさん、もう一枚。ニッコリと笑って」と何故か会話の内容が変更されていた。
またエリオットという名であるが、分子結合殻の構造式を知る同名のエリオットや財団研究員のエリオット・サイクスとは当然ながら全くの別人であり、前者は既に死亡している。
備考：エリオットは偽デボンに整形後のみで、変装中正体がばれるまでの声は中村正が担当。
パトリシア・マクファーソン
- ボニー・バーストウ（小山茉美）
- 偽ボニー（達依久子）

シーズン4第12話「謀略！復讐の暗殺車ナイト2000（原題:KILLER K.I.T.T.）」に登場。
ナイト財団に恨みを持つマルコ・ベリオがK.I.T.T.を乗っ取るために送った刺客の女性ブロウィン（アンドリア・ハワード）が冒頭にてボニーそっくりの姿に変装して登場。K.I.T.T.に正体が見破られずナイト2000車内に潜入しK.I.T.T.の記憶モジュールをすり替えて車を降りた後に正体を現す。
備考：変装中正体がばれるまでの声は小山茉美が担当。
パメラ・スーザン・シュープ
- マギー（宗形智子）

パイロット版「電子頭脳スーパーカー誕生（原題:KNIGHT OF PHOENIX）」に登場。一人息子のバディ（バレット・オリバー）がいる。夫の死の真相をつかむ為にシリコンバレーに在るコムトロン社員行きつけのバー「ライジング・サン」でホステスとして働いている時にタニヤを探しているマイケルと出会い最初は不審がるが次第に惹かれるようになり、終盤では結婚をほのめかす発言（バディには父親が必要である旨）をする。
- マータ・シモンズ（上田みゆき）

「無敵装甲車ジャガーノート 大激突“破壊編”／大勝負“再生編”（原題:KNIGHT OF THE JUGGERNAUT）」に登場。テロリスト・ノルドストロムの部下であるハウアーの指示で核物理学者・クインラン博士の自宅に愛犬のロジャーと共に潜入し、助手に化けてデボンをソーテックス社に誘導し、マイケルを罠にはめ、装甲車ジャガーノートによるナイト2000破壊の御膳立てをする。その後、罪の意識にかられマイケルに全てを話して改心し、ノルドストロムのセルニウム116強奪阻止に協力する。
ランス・レガルト
- クレイグ・グレイ（石井敏郎）

パイロット版「電子頭脳スーパーカー誕生（原題:KNIGHT OF PHOENIX）」に登場。コムトロンの警備員でフレッド・ウィルソン（ビンセント・エドワーズ、声：中田浩二）の部下。マイケル・ロングの相棒マンツィ（ハーバート・ジェファーソン・ジュニア、声：屋良有作）を射殺した男。終盤ではヘリを操縦しウィルソンと共にマイケルを追うがナイト2000に放った銃弾が跳ね返されヘリに損傷を被った後はウィルソンの命令を無視しタニヤの待つ空港へ急行した。最終的にはタニヤが自滅した後ウィルソン共々州警察に逮捕された。
- クリストファー・ストーン（家弓家正）

「ナイト2000地中大突入！地図に隠された秘宝の謎を追え!!（原題:A KNIGHT IN SHINING ARMOR）」に登場。冒険家チャーリー・グレンジャー（アート・ランド、声：石森達幸）に仕えていた執事であったが、自身には莫大な借金がありそれを返済するために主であるチャーリーを裏切り殺害した上、娘のキャサリン・グレンジャー（ダフネ・リー・アッシュブルック、声：横沢啓子（現：よこざわけい子））を付け狙う。終盤ではキャサリンに秘宝のある場所へ拉致をし脅迫をかけていたが、マイケルがストーンの車内電話を鳴らし注意を逸らした所で背後から飛びかかり、マイケルが「これは（お前に殺された）チャーリーの分だ！！」といい思い切り顔面を殴りつけて気絶させられた後逮捕された。
ショーン・サウスウィック
- ロニー（一城みゆ希）

パイロット版「電子頭脳スーパーカー誕生（原題:KNIGHT OF PHOENIX）」に登場。冒頭のラスベガスのカジノではウィルソンの命令でマイクロチップの設計図のデータを奪い、その後の命令ではコムトロン社員行きつけのバー「ライジング・サン」でホステスとして働いていた。店に入ろうとする所をマイケルに呼び止められるが、直前に車（K.I.T.T.）相手に怒鳴っていたマイケルを不審に思いタニヤのことを嗅ぎまわる彼が去った後、車種とナンバーをタニヤに伝え警戒するように呼び掛けている女性。
- リタ・ウィルコックス（横尾まり）

「ナイトライダー2・無敵ゴライアスVSナイト2000（原題:GOLIATH）」に登場。ラスベガスのシーザース・パレスでカジノのディーラーとして働く女性で、失踪した兄・ロンの捜索をナイト財団に依頼する。ガース・ナイト（デビッド・ハッセルホフ、声：有川博）の情婦でもある。エピソード途中でマイケルはデボンが毒を盛られたことで「捜査を一時中止する」と言った時は「もういいわ!」と突き放すが、ゴライアスの走行テストの場所を教えたことでマイケルを罠にはめたと思われやしないかと心配し、自らネバダ州ラスベガスにあるナイト財団ベガス支部を訪れる。
アラン・オッペンハイマー
- フレデリック・ダンクトン将軍（小林勝彦）

「ナイトライダー6 前半・重戦車砲撃網大突破（原題:DEADLY MANEUVERS）に登場。エンゲルハート陸軍基地の最高責任者。核ミサイルを横流ししていた黒幕。
- ジョー・ルイス（石森達幸）

「恐怖の殺人改造車！激突！断崖の対決!!（原題:CUSTOM MADE KILLER）に登場。ファッションデザイナー トム・オマリー（ジミー・マフィー）の古くからの友人であったが彼が殺され、次の標的である「デブジョファッション」を救うべく借金を肩代わりしてくれる役所。
アン・ロックハート
- シェリー・ベンソン (上田みゆき)

「荒野の大戦争 ! 地獄の暴走族 スコーピオンズ対ナイト2000（原題:A GOOD DAY AT WHITE ROCK）」に登場。歳の離れた弟のデイビー・ベンソン（キース・ミッチェル、声：浪川大輔）がいる。
- ジェニファー・シェル（上田みゆき）

「驚異のスーパーカーナイト2000水上爆進！黄金像の謎を暴け！（原題:RETURN TO CADIZ）」に登場。一緒に店をし、ダイバーをしている弟のボビー・シェル（マイケル・ボーウェン、声：中尾隆聖）がいる。
備考：髪型。シェリーはロングヘアー、ジェニファーはショートヘアー。またどちらのエピソードも共通して言える点として、弟がいることと、店舗を経営しているという点。なお前者はファーストフードも販売している雑貨店、後者は海の側で営む「スリーシェルズ」というシーフードレストラン。
ジェームス・キャラハン
- ブルックナー保安官（大木民夫）

「荒野の大戦争 ! 地獄の暴走族 スコーピオンズ対ナイト2000（原題:A GOOD DAY AT WHITE ROCK）」に登場。ホワイトロックの保安官でよそ者のマイケルを毛嫌いする。なおホワイトロック保安官事務所に副保安官はおらず、ブルックナーが一人で全業務をこなしている。
- ジェフ・バーンズ（大木民夫）

「死の空中ブランコ！疑惑のサーカス団!!（原題:CIRCUS KNIGHTS）」に登場。メイジャー・サーカスに出資している銀行の頭取でサーカスが在る土地を狙っている。
アレックス・キュービック
- ルガー（仲木隆司）

「死の山荘脱出作戦!ナイト2000殺しのバリケード大突破‼（原題:Just My Bill）」に登場。ディクソン（ロバート・シンプソン、声：原田一夫）が雇った刺客で上院議員であるマギー・フリン（キャロル・クック、声：藤波京子）を殺そうとしたり終盤では山荘に孤立させ、発電所の裁決議会に出席できないよう外部との連絡手段を絶ち、街への主要道路を行き来出来ないようバリケードを張って妨害する敵役。
- サム（有本欽隆）

「巨大ブルドーザーの罠!体当り転落！恐怖の土砂生きうめ（原題:Big Iron）」に登場。ブルドーザーなど重機を強奪する犯人グループのひとり。
- マイク・ズーメジアン（仲木隆司）

「ナイト2000魔の毒液に溶ける！決死の再生！立ち直れキット!!（原題:JUNK YARD DOG）」に登場。ジョン・バイロック（ラモン・ビエリ、声：小林修）の廃棄物処理会社にまつわる放火のプロ。表向きはバイロックとは被害者と加害者の間柄になっているが、その実は火事を装い機密書類などの証拠隠滅を図る始末屋。
備考：いずれのエピソードも共通して言える点として、黒幕から雇われた悪役のひとり。
ローガン・ラムジー
- ローランド・S・パクストン（藤本譲）

「デボン逮捕！決死の脱獄 迫る巨大トレーラー！橋上の対決（原題:NO BIG THING）」に登場。郡を牛耳る悪徳判事でパクストンセメント工業の社長でもある。
- エドガー（藤本譲）

「トンネル爆破！ナイト2000暗黒からの大脱出!! （原題:KNIGHT STRIKE）」に登場。駐車中のK.I.T.T.にわざとぶつけて修理代を請求する、いわゆる当たり屋夫婦の夫役。
ドン・ゴードン
- デッカーソン警部（仁内建之）

「消えた証人を探せ ! 爆走ナイト2000波止場の大激突!!（原題:THE FINAL VERDICT）」に登場。アル・ファーラン（ラモン・ビエリ、声：安田隆）の会社の悪事を暴くべく計理士であるマーティ（マービン・カロン、声：富山敬）に付きまとう刑事役。
- ランディ・カバナウ（柴田秀勝）

「狙われた名馬！転倒に秘められた陰謀!!（原題:KNIGHT BY A NOSE）」に登場。違法闇カジノのオーナー。
ラモン・ビエリ
- アル・ファーラン（安田隆）

「消えた証人を探せ ! 爆走ナイト2000波止場の大激突!!（原題:THE FINAL VERDICT）」に登場。盗品を売買するファルコン・エンタープライズの社長。
- ジョン・バイロック（小林修）

「ナイト2000魔の毒液に溶ける！決死の再生！立ち直れキット!!（原題:JUNK YARD DOG）」に登場。有害物質を垂れ流している廃棄物処理会社の社長。
備考：どちらのエピソードも共通して言える点として、犯罪に加担している悪徳会社の社長役。
ジュディ・ランダース
- ミッキー・ブラッドバーン（西島麻紘）

「大統領暗殺犯を追え ! 記憶喪失の美女の謎（原題:FORGET ME NOT）」に登場。テレビ朝日では未放映であったがコンプリートブルーレイBOXに吹き替え版収録。酒に酔って休んでいる時にサンミラダ国初の大統領暗殺を目論む組織の計画を偶然聞いてしまった事から捕らわれ車で連れ去られるが、途中で車から飛び降り崖から転落し、記憶喪失となってしまう。自分が何者か思い出そうと調べているうちに、偶然目にしたテレビドラマに映る自分の姿を見て、女優である事を思い出す。
- シーラ（平野文）

「トンネル爆破！ナイト2000暗黒からの大脱出!!（原題:KNIGHT STRIKE）」に登場。銃火器の展示会でコンパニオンを務めていた時にマイケルと知り合い、押収品を満載したトラックを強奪した際に使用された通行書の持ち主トム・オマリーの消息を知っていると思われた女性。だが彼女自身も押収品の銃を販売していた事からトラックの所在も知っていると思いマイケルと共に捜査に同行する。
サム・ブラホス
- カルロス・ラグナ（？）

「闇の武器商人を追え ! マイケル決死の潜入捜査!（原題:HEARTS OF STONE）」に登場。テレビ朝日では未放映であったがコンプリートブルーレイBOXに吹き替え版収録。神父であり、弟のロベルトがラグナ・ファミリーの一員として敵対するストーン・ファミリーとの抗争に参加していることに心を痛めている。
- アルフレッド・ディアス（清水信介）

「危うしナイト2000！スクラップ地獄・脱出！空中ターボ噴射（原題:BLIND SPOT）」に登場。悪徳スクラップ業者ルイス・R・ガストナー（ジョン・ミルフォード、声：安田隆）の自動車スクラップ工場で働く作業員。ガストナー一味に殺された仲間のセルソがテキーラの飲み過ぎとして運ばれ、そのままスクラップ行きの自動車に乗せられてプレス機で潰されるのを目撃し、ナイト財団に助けを求める。スペイン語訛りで話す事から、盲目の女性のジュリー・ロビンソン（エリサ・タバロス、声：鵜飼るみ子）は密告者が彼であると気付く。
備考：どちらのエピソードも共通して言える点として、事件の黒幕を知っているが、自分一人では到底太刀打ちできないためナイト財団に救援を呼びかけている役回りである。
ロビン・デアデン
- リバティ・コックス（高島雅羅）

「爆殺！狙撃！事故続出！恐怖のサバイバル・レースに勝て!!（原題:GIVE ME LIBERTY... OR GIVE ME DEATH）」に登場。ニューホイールズマガジンの記者兼カメラマン。
- “メル”メラニー・ミッチェル（高島雅羅）

「強敵！ミサイル装甲車 VS.ナイト2000!! （原題:BUY OUT）」に登場。装甲リムジンの製作販売会社アーマービルド社の社員。悪徳社長のハンソン（クルー・グラカー、声：田口計）が自己倒産を企て、隠し口座の現金を独り占めにしようと企むがメル率いる従業員が会社を買い取ることで存続させようとみんなの代表となり、ハンソンの逮捕後はアーマービルド社の女社長となる。
カイ・ウルフ
- ヘルムート・グラス（若本紀昭＝現：若本規夫）

「爆殺！狙撃！事故続出！恐怖のサバイバル・レースに勝て!!（原題:GIVE ME LIBERTY... OR GIVE ME DEATH）」に登場。ドイツ出身のメタンガス燃料車のドライバー。
- フラット（若本紀昭＝現：若本規夫）

「恐怖の殺人改造車！激突！断崖の対決!!（原題:CUSTOM MADE KILLER）」に登場。D・G・グレブス（ジェームズ・ルイージ、声：糸博）が雇った殺し屋で殺人改造車のドライバー。
備考：どちらのエピソードも共通して言える点として、プロのカードライバーである。
ジャック・スターレット
- ヘイゲン（中庸助）

「殺しの暗号トパーズの謎!大追跡!ジェット機に飛び乗れ!!（原題:The Topaz Connection）」に登場。製薬会社社長ポール・ドゥブレ（マイケル・ダレル、声：小島敏彦）に雇われた殺し屋。
- ジョージ・バース（大塚周夫）

「宝石強盗゛黒猫゛の正体を暴け！怪盗キャットvsナイト2000（原題:K.I.T.T. the Cat）」に登場。怪盗キャットの正体がグレース・ファラン（ジーナ・デイヴィス、声：高島雅羅）であるとにらみ彼女を執拗に付け狙う警部補。
- エイモス（嶋俊介）

「ハイジャック！人質ボニーを救え（原題:Sky Knight）」に登場。アリゾナ南西部、カクタスの町の保安官。
ガイ・ストックウェル
- ジル・リギンズ（宮崎敦吉）

「陰謀を暴け!トラック乗りを狙う強盗（原題:Knight Moves）」に登場。トラック運送業者を襲撃し積荷を奪う強盗団の黒幕。
- ザッカリー・スレイト（石田太郎）

「驚異のスーパーカーナイト2000水上爆進！黄金像の謎を暴け！（原題:Return to Cadiz）」に登場。海底に沈んだアステカ族の遺産である黄金像を探し求めるトレジャーハンター。
デボラ・アリソン
- アメリア・クレルモン（榊原良子）
- カメラ・クレルモン（榊原良子）

「殺人ヘリ攻撃ミサイルの恐怖！決死の空中戦 超パワー全開!!（原題:MERCHANTS OF DEATH）」に登場。
備考：髪型と眼鏡の有無、上記エピソードで二役を演じており、母アメリア役と娘カメラ役を演じている。デボンは若き日のアメリアに想いを寄せておりいつの日にか彼女との結婚を夢見ていたが、彼女が他の男と結ばれ、以降数える程しか会うことが無かった。好奇心旺盛な彼女が冒頭で殺人ヘリコプターのミサイルによって命を落としてしまい非常に残念な心の内を打ち明けた。娘のカメラは、母に想いを寄せていたデボンの書いたラブレターを読み「こんなにもママを愛してくれるなんてとても素敵です」と答えた。エピソード後半では亡き母に扮して敵の目を欺く作戦に協力した。
ジョー・ラデュウ
- ジャック・クレイゲン（柴田秀勝）

「殺人ヘリ攻撃ミサイルの恐怖！決死の空中戦 超パワー全開!!（原題:MERCHANTS OF DEATH）」に登場。エドワード・ストロック（ダナ・エルカー、声：阪脩）の部下で殺人ヘリSX-411のパイロット。上述のアメリア・クレルモン（デボラ・アリソン、声：榊原良子）を殺害した張本人。
- ダン・ハネガン（加藤精三）

「真夜中の転落死！高層ビルに隠された罠（原題:Knightlines）」に登場。スティーブン・バーンズ（ハンク・ギャレット、声：池田勝）の部下。最終的にはこの一連の黒幕であるソルティス（フランク・アニース、声：納谷六朗）に殺害される。
備考：髭の有無（クレイゲンは無し、ハネガンは有り）。どちらの役柄も部下の一人。
アン・ターケル
- エイドリアン・マーゴ（弥永和子）

「盗まれたナイト2000 知能戦！天才マイコン少年VSキット（原題:SOUL SURVIVOR）」と「ナイトライダー3・替え玉博士略奪作戦（原題:GOLIATH RETURNS）」に登場。概要はその他のエイドリアン・マーゴを参照。
- ビアンカ・モーガン（弥永和子）

「女賊アマゾネス！狙われた最新鋭ミサイル!! （原題:KNIGHT IN RETREAT）」に登場。
備考：髪型（エイドリアンはストレートヘアー、ビアンカはウェーブヘアー）。どちらの役柄も男を手玉に取り操っている悪女。
ジョージ・マードック
- オリバー・キャラン（梶哲也）

「壮絶ジャングル戦！絶体絶命！ナイト2000底なし沼脱出不能（原題:RING OF FIRE）」に登場。街を牛耳る判事であり、同エピソードの黒幕であるクレイ・キャラン（ロバート・レイノルズ、声：谷口節）の実父。
- アーチボルド・ヘンリー（大久保正信）

「ナイトライダー4・殺人ミサイル壊滅作戦（原題:MOUTH OF SNAKE）」に登場。アメリカ元司法省の大物であった人物で現在はデイビッド・ドルトン（チャールズ・タイラー、声：池田秀一）の上司。
備考：髭と眼鏡と帽子の有無、キャラン判事は眼鏡と髭があり、アーチボルドは帽子を被っている。
メアリー・ベス・バーンズ
- シンディ・マッテゾン（原えり子）

「電撃スクランブル!!ナイト2000 凶悪暴走強盗団を壊滅せよ!!（原題:WHITE-LINE WARRIORS）」に登場。街で多発する強盗事件を財団に調査してもらうため依頼したデボンの古くからの友人マリエッタ・マッテゾン（オーリン・アン・マリレリー、声：相生千恵子）の姪で強盗容疑者の濡れ衣を着せられているロン・プレスコット（ウッティー・ブラウン、声：古谷徹）の彼女役。
- ナンシー・マースデン（原えり子）

「死の魔術 アリバイに隠された謎！（原題:DEADLY KNIGHTSHADE）」に登場。マジシャンで殺人犯のオースティン・テンプルトン（ランス・バートン、声：池田秀一）のアシスタント役。
ピーター・マーク・リッチマン
- クラウス・ベルグストロム（家弓家正）
- 偽ベルグストロム（家弓家正）

「ナイトライダー3・替え玉博士略奪作戦（原題:GOLIATH RETURNS）」に登場。レーザー技術の第一人者で、アメリカで開催されるセミナーに参加するため姪のクリスティーナと共にスウェーデンからやって来る。ガース・ナイトとエイドリアン・マーゴにより拉致され、代わりに彼そっくりに顔や声をコピーされた替え玉を送り込ませる。同じ場所に囚われたデボンやエイプリルと共に手製の爆薬を作りドアを破ることに成功したがそれも空しくガースに見つかってしまい今度はデボン、エイプリルとは別々の部屋に拘束されてしまう。最終的にゴライアスの荷台に詰め込まれ運ばれる途中にマイケルとK.I.T.T.に救出される。
- クライスト（仁内建之）

「対決！恐怖の武装ホーバークラフト！（原題:MANY HAPPY RETURNS）」に登場。同エピソードにてローウェル社が開発した軍事用ホーバークラフトの強奪を企てた主犯格。
備考：ベルグストロム役では本物・偽者両者の外観上相違点はないが、姪のクリスティーナ（スザンヌ・バーンズ、声：高島雅羅）は些細な違和感（本物の伯父は前日に足を捻挫していたこと）から偽者と察し、直後に駆けつけたマイケルが彼に「頼まれていたディズニーランドのチケットが取れそうにない」とカマを掛けた所、偽者であると確信する。
ジョン・ヴァーノン
- キャメロン・ザッカリー（森川公也）

「復讐の罠！マイケルは2度死ぬ シグナルGO！高層ビル激突（原題:A GOOD KNIGHT'S WORK）に登場。マイケル・ロングの顔を銃撃し、瀕死の重傷を負わせたタニヤ・ウォーカーのボス。No.1工作員であり愛人でもあったタニヤを殺したマイケルを恨んでいる。自分の身辺を調査するマイケルを不審に思い、マイケル・ロングの墓をあばいてその死が偽装である事を知ったほか、部下のシンプソンからマイケル銃撃を無人の車に邪魔されたという報告を聞き、「ウィルトン・ナイトのドリーム・カー」が完成していた事を知り、他の計画は後回しにしてでも車を手に入れろと指示する。
- クロード・ワトキンス（仁内建之）

「黒魔術ブードゥー！恐怖の脳支配　（原題:VOO DOO KNIGHT）」に登場。
備考：ザッカリー役では同エピソード中での黒幕役であったが、ワトキンス役ではその黒幕ハラナ（ロザリンド・キャッシュ、声：此島愛子）に利用される所謂チョイ役である。
ロバート・オレイリー
- シンプソン（納谷六朗）

「復讐の罠！マイケルは2度死ぬ シグナルGO！高層ビル激突（原題:A GOOD KNIGHT'S WORK）」に登場。キャメロン・ザッカリー（ジョン・ヴァーノン、声：森川公也）の部下。仲間がマイケルに逮捕される現場に居合わせ、その声や歩き方からマイケルの正体は死んだはずのマイケル・ロングであると気付き、慌ててザッカリーに報告する。
- スナイダー（沢木郁也）

「美女とナイト2000を取り戻せ!!（原題:KITTNAP）」に登場。ジュリアン・マーチン（ダニエル・ファラルド、声：谷口節）の部下。
ジョン・コンシダイン
- ボイド・ラサール（小林勝彦）

「地獄におちたマイケル！裏切り！逃亡！死のバイオ兵器強奪!!（原題:KNIGHT IN DISGRACE）に登場。ニューオリンズの犯罪王。
- フィリップ・ノルドストロム（石田太郎）

「無敵装甲車ジャガーノート 大激突“破壊編”／大勝負“再生編”（原題:KNIGHT OF THE JUGGERNAUT）」に登場。国際指名手配中のテロリストであったが誰もが死亡していたと思われていたのだが偽デボン同様の整形手術によって別の人物となりソーテックス社の社長となっていた。
備考：髭の濃淡の差、ラサール役では髭は鼻下から口上の間のみ。一方のノルドストロム役では髭は鼻から顎下まで覆うように濃くなっているのと右手には強力な握力を保つ義手を着けている。それ以外の共通して言える点として、危険な兵器（バクテリア、アイソトープ）を狙うエピソードのボス（＝即ち黒幕）役。
ケン・フォリー
- ダントン（田中康郎）

「地獄におちたマイケル！裏切り！逃亡！死のバイオ兵器強奪!!（原題:KNIGHT IN DISGRACE）に登場。ボイド・ラサール（ジョン・コンシダイン、声：小林勝彦）の部下。
- スパイダーマン（笹岡繁蔵）

「死のリング!仕掛けられた世界戦!!（原題:REDEMPTION OF A CHAMPION）」に登場。
ニコラス・ワース
- ライルス（郷里大輔）

「復讐のカメレオンマン・千の顔を持つ男（原題:KNIGHT OF THE CHAMELEON）」に登場。アルマン・プレスラー（バイロン・ウェブスター、声：勝田久）の部下。
- ハウアー（郷里大輔）

「無敵装甲車ジャガーノート 大激突“破壊編”／大勝負“再生編”（原題:KNIGHT OF THE JUGGERNAUT）」に登場。フィリップ・ノルドストロム（ジョン・コンシダイン、声：石田太郎）の部下でソーテックス社の保安主任。装甲車ジャガーノートのドライバー。
備考：どちらのエピソードも共通して言える点として、黒幕の側近もしくは部下役。
2008年に稼働したパチスロ（銀座）ではハウアーがジャガーノートのパイロットとして登場するが、声優は郷里大輔ではない。
クリフ・カーネル
- ジョーイ・ローム（青野武）

「謀略！デトロイト・マフィア！死の19番ホール（原題:THE NINETEENTH HOLE）」に登場。デトロイトから来たマフィア。
- ジョナサン・タンケル（谷口節）

「謀殺！サーキットに忍び寄る魔手!!（原題:KNIGHT RACER）」に登場。マイケルを鋭利な槍がフロントに沢山付けられた改造車で殺そうとしたヒットマン。ナイト2000とのカーチェイス後、運転を誤り改造車共々爆死した。

## 設定

### 登場メカ＆マシン

#### 主要メカ＆マシン

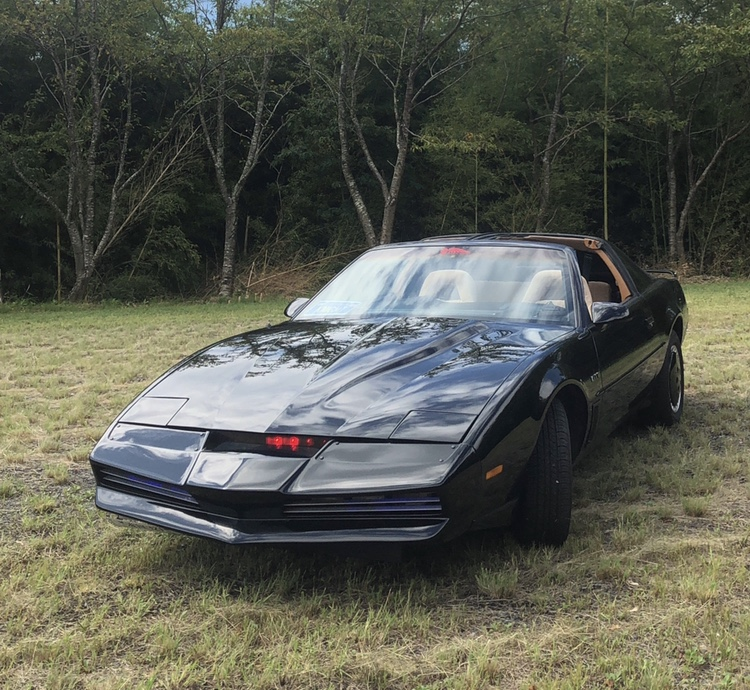
ナイト2000のレプリカ車両

以下は主要級。
ナイト2000(K.I.T.T.)
ナイト2000(KNIGHT 2000)とは、「未来の車の原型」を志向して製作された“ドリーム・カー”である。数々の先進的な機能を搭載した車体をK.I.T.T.（Knight Industries Two Thousand の略。カタカナ表記では「キット」）と呼ばれる高性能人工知能が制御し、人間との自然な会話による指示・応答や自律での無人走行など、まさに「夢の車」の呼び名にふさわしい性能を持つ。
外観は黒一色で統一されたカラーリングで、第三世代ポンティアック・ファイヤーバード・トランザム（1982年デビュー）をベースに製作されている（日本語吹き替え版ではやや微妙なニュアンスになっているが、かつてのマイケル・ロング刑事の愛車とナイト2000となったトランザムは別の車両である）。
このボディの黒は一般に言う「塗料の色」ではなく、外板に施されている、新開発の分子結合殻を組み込んだ特殊セラミックによりそう見えるものであるとされている。これは金属でもファイバーグラス等でもない全く違った新物質であり、これによってナイト2000は大抵の銃器程度では傷すら付けられない程の強力な耐弾・耐爆性を実現させている（ただし決して無敵というわけではなく、主にシーズン開始時には敵役に様々な手段で破壊され、その後大幅に強化改造されるという展開が半ばお約束となっていた）。
ベース車同様、駆動方式はフロントエンジン・リアドライブの2WD。最高速度はノーマルモード時で322mph（約520km/h）、トランスミッションは8段オートマチック。またシーズン4では、スーパー追跡モード（車体各部を変形・展開させて出力を約40%上げ、450mph（約720km/h）での走行を可能とする）とそれに伴った緊急ブレーキシステム（外装各部を展開し、エア・ブレーキとして機能する）が追加され、さらにルーフ部分を後部トランクルームへ自動的に格納して「コンバーチブルモード」にも変形出来るようになった。
一度のみの改造であるがシーズン2第7話「スペシャルカーを取り戻せ!ナイト2000車ドロ壊滅作戦（原題:CUSTOM K.I.T.T.）」では、捜査中に知り合った女性カーリー・ヘイパー（デニス・ミラー、声：玉川砂記子）がカスタムカーショーの会場からエントリーしていた自分の車が盗まれ、その代わりに外観をカスタムしたナイト2000がピンチヒッターとしてショーにエントリーした。マイケルとエイプリルの手によってファイヤーペイント、サイドマフラー、ルーフスポイラー、ダブルリヤスポイラー、ゴールドカラーの5スポーク・ワイドリムホイールがこのエピソードのみで装着され登場した。
燃料については一部に「水素」としている資料もあるものの、実際の劇中での燃料関連の描写は、シーズン1第7話においてガソリンスタンドで給油するシーンや、同シーズン第14話で「代替燃料を用いたレースに出場するために液体水素エンジンに載せ換える」というシーンがある程度で、具体的な設定としては言及されていない。
電子機器を多数搭載しているせいか、高熱には弱い。そのため、シーズン2第9話ではエイプリルが特殊耐熱皮膜を開発して装備された他、シーズン3第17話では超高温を発するクリスタルレーザーに対抗するため、ボニーと財団の研究生エリオット・サイクスによって10秒という時間制限付きの耐熱コーティングが装備されている。またシーズン3第21話では軍のものに匹敵する火炎放射器を搭載したサーカスの消防車と対決した時には、炎を浴びて車内の温度が上昇したため、K.I.T.T.がマイケルに「動き回って下さい。スピードで炎を散らすしか方法がありません」と助言した。シーズン4第18話「恐怖の溶岩地獄・死の中米大冒険（原題：KNIGHT FIGHT TO FREEDOM）」では、火山の噴火で流出した溶岩が道路を寸断している状況で、溶岩の幅が広くターボブーストでは飛び越せない事から、全速で溶岩に突入し特に被害もなく通過している。
製作総指揮のグレン・A・ラーソンによれば「ナイト2000」とは車の部分であり、「K.I.T.T.」は車に搭載された人工知能を指す（DVDの特典インタビューより）。しかし劇中では両者が明確に区別されないこともしばしばある。
ナイトライダー放映開始直後、内外装が劇中と同じナイト2000仕様のトランザムを求めてポンティアックのディーラーに来店する客が殺到したため、車両を提供したGMサイドから制作側へ、ポンティアックのロゴをエンドロールに表示しないよう直接要請があった。また劇中でナイト2000を指す台詞も、シーズン2までは「New black Trans-Am（吹替：黒のトランザム）」だったが、シーズン3後半からシーズン4にかけては「Black T-top（吹替：黒のスポーツカー）」に変化している（一部吹替でトランザムと発言しているシーンもある）。
ナンバーはカリフォルニア（紺地に黄文字）で文字通りのKNIGHT。アメリカでは特別に手数料を払う事で希望する文字列のナンバーが取れる（日本での希望番号制度と同じ）。
K.I.T.T.についての詳細は別項を参照。
ルークワン(F.L.A.G.SEMI)
デボンやボニー（エイプリル）が現地で調査しているマイケルたちと合流する際に使用する18輪の大型トレーラートラック（トラクター部10輪、コンテナ部8輪）。日本語吹替版では「ナイト財団移動本部」と呼ばれている。
設計者はボニー。
初登場の第2話から第12話まではコンテナが白塗りだったが、第13話から黒地に財団紋章（チェスのナイト）と2本のストライプが金色で描かれた塗装に変わった。なおこれまでは止まっているトレーラーの後部の扉をナイト2000が上がっていき収納されていたが、このエピソードから走行中のトレーラーにナイト2000がコンテナ内に収納されるシーンが見られるようになった。丁度K.I.T.T.のボイスインジケーターが「伸縮式バーグラフ」に変更になったのと全く同時のタイミングである。
後部の扉をスロープとして使用することでナイト2000をコンテナ内に収容することができ、車内ではK.I.T.T.のメンテナンスもある程度可能。
シーズン3第5話「悪魔のナイト2000カールまたまた出現！復讐の空中大勝負!!（原題:K.I.T.T. vs．K.A.R.R.）」にてK.A.R.R.の襲撃を受け、ターボブーストで後部扉を突き破って侵入された後は、K.I.T.T.のものよりも弱い分子結合殻を装備しており、その後シーズン3第18話「爆走コンボイ軍団！トラック野郎とナイト2000（原題:TEN WHEEL TROUBLE）」で捜査の為に財団トレーラーを貸出した時にはコンクリートの残骸(その直前にK.I.T.T.が体当たりで破壊した)に当たってもビクともしない場面が確認できる。
シーズン4からはRC3が運転を担当しているが、それ以前には設計者であるボニー自身が運転することもあったという（書籍「ナイトライダーコンプリートブック」より）。
車内には大型のコンピュータが搭載されており、ナイト財団の多数の機密データもこの中に入っているため、ウォッカを積んだトレーラーと間違えて強奪した暴走族がその利用価値に気付き、コンピュータを悪用されてしまう場面もあった（シーズン4第5話「凶悪の牙・襲われた財団司令室!!（原題:THE WRONG CROWD）」）。
K.I.T.T.と同等の自動走行装置が搭載されており、緊急時に限り使用が許可されている。なおデボンは「いくらK.I.T.T.と同じ自動走行装置が搭載されているとはいえ、重さ30tのトレーラーが無人で走るのは気が気でならない」と言っているが、トレーラー内でナイト2000のスタビライザーの修理作業をしているRC3（本来移動中は運転席に座ってトレーラーを操縦しているはず）を見た際には彼に対して「どうりで運転がスムーズだなと思った!!」と言っている。またK.I.T.T.が敵の策略にはまって奪われた際、移動手段のないマイケルはRC3にコンテナ部分を切り離させ、トラクターのみで敵地へ乗り込む場面もあった（シーズン4第2話「美女とナイト2000を取り戻せ!!（原題:KITTNAP）」）。
他に財団トレーラーが活躍するエピソードはシーズン1第19話「陰謀を暴け!トラック乗りを狙う強盗　(原題:KNIGHT MOVES）」でデボンは渋々であるが事件解決と犯人逮捕の為に運搬用トラックとして貸し出した。また同様にシーズン3第18話「爆走コンボイ軍団！トラック野郎とナイト2000（原題:TEN WHEEL TROUBLE）」で捜査の為に財団トレーラーを貸出した時、デボンは「何を積んどるんだ？」とマイケルに尋ねた際「タマネギ」だと知ると「うちのトレーラーに臭いが染み付いてしまう!!」と慌てていた。その後にK.I.T.T.から「わざとデボンさんを困らせて楽しんでいるのでは？」と尋ねられたマイケルは「その通り」と即答している。
外装はシーズン1・2とシーズン3・4の2種類のトラクターが存在するが内装はシーズン1とシーズン2以降では異なっている。K.I.T.T.を収納するスペース部分は全シーズン通して変わりは無いが、内部コンピューターの設置スペース部分の内張りがシーズン1には無く筋交い部分が露出し所々に「スポットライト」が設置されている一方でシーズン2以降は「黄土色の内張り」が張られており「スポットライト」の台数が減っている。またK.I.T.T.の収納スペース部分と内部コンピューターの設置スペースとの境界箇所にはカーテンが設置されており、シーズン3第1話「ナイトライダー5・強敵!赤い殺人カー（原題:KNIGHT OF THE DRONES）」でそれを確認できる。
ベース車両はシーズン1及びシーズン2では82年モデルのGMC・ジェネラルでライセンスプレート（ナンバープレート）はK.I.T.T.と同じくカリフォルニア（紺地に黄文字）で"1U13265"、シーズン3及びシーズン4では84年モデルのGMC・ジェネラルでライセンスプレート（ナンバープレート）は同じくカリフォルニア（紺地に黄文字）で"2J01192"に変わっている。
RC3のバイク(RC3 MOTORCYCLE)
シーズン4第12話「謀略！復讐の暗殺車ナイト2000（原題:KILLER K.I.T.T.）」に登場する。
RC3が仕事の合間（休憩時間など）で、廃車置場からタダで貰った部品をよせ集めて財団トレーラー内で修理し動くようにしたバイク。
同エピソード序盤でK.I.T.T.がマルコ・ベリオ（ハーベイ・ジェイソン、声：麦人）の策略により人格が乗っ取られた際、移動手段が無いマイケルは丁度完成したそのバイクに目を付けテスト走行もしていない状態で借りて敵のアジトに忍び込み情報を掴み取る。マイケルが目を付けた時、RC3は慌てて途中で壊されるのではと終始不安な表情をしていたが、無事戻ってきたので安心した。その後終盤では、マイケルは乗っ取られたK.I.T.T.の標的がコンベンションセンターのアルバート博士であることを突き止め、建物に突っ込む前にK.I.T.T.のCPUを交換しようとRC3と共にバイクに乗って追いかけサンルーフから室内に乗り込み、CPUを交換しK.I.T.T.を元に戻すことに成功し、博士がいる演台の寸前で止める事が出来た。
以降はRC3がマイケルと別行動する場面で登場している。シーズン4第16話「大追跡！凶悪のオフロードレース (原題:KNIGHT OF A THOUSAND DEVILS)」では、非公式のオフロードレース「ミル・ディアブロ」に出場してメキシコへの国外逃亡を企む凶悪犯・ロナルド・ベッカー（ジョナサン・ゴールドスミス、声：柴田秀勝）を追って、RC3は「ミル・ディアブロ」のスタート地点の町をマイケルと二手に分かれて探索する。合流した後、K.I.T.T.を追走する形でコースである砂漠や川などの悪路を激走する。ベッカーのボディガードがライフルでマイケルを狙撃する場面では、RC3は場所が斜面であるにも関わらずバイクに乗ったままボディガードに飛びかかり、見事KOしている。事件解決後K.I.T.T.から「車輪に絡んだサボテンはまさに勲章です」と褒められるものの、RC3が軽く叩いただけで前輪まわりが壊れてしまい、「またくず置き場から部品を拾ってくれば良いんです」と慰められている。
シーズン4第21話「黒魔術ブードゥ！恐怖の脳支配（原題:VOO DOO KNIGHT）」では、ハラナ（ロザリンド・キャッシュ、声：此島愛子）に操られたマイケルがナイト2000で爆破解体予定のビルに向かっていることを知ったRC3がバイクで急行するが、ビルが爆破解体される直前であったため、バイクを置き去りにしてナイト2000で脱出してしまい、バイクはビル爆破に巻き込まれて壊れてしまった。その後は解体現場から無残な姿に変わり果てたバイクをトレーラー内に引き上げ、デボンからは「何だこの鉄クズは？」と言われるが、マイケルからの励ましでもう一度組み立てて蘇らせることを決意した。車種はヤマハXT250でカラーはグレイでタンクはオフブラック&シート下ホワイト。ライセンスプレートは3W6810。

#### 強敵メカ＆マシン
以下は敵側による脅威級能力を持つメカ＆マシン
カール(K.A.R.R.)
K.A.R.R.とは、ナイト2000よりも半年早く完成していた、同じくウィルトン・ナイト開発による"ドリーム・カー"の第1号車であり、正式名称はKnight Automated Roving Robot。
K.I.T.T.の基本プログラムが「人間（主にマイケル）への奉仕および命の遵守」という利他的なものであるのに対し、K.A.R.R.のそれは「自己保存」という利己的なものであり、野生動物の本能に近いものであるという。ウィルトンがK.A.R.R.のプログラムが大いなる欠陥をもつと気付いた時には、既に自身を侵していた病魔と経営周りでのごたごたが重なったこともあって、新たなドリーム・カー（後のK.I.T.T.）製作と自らの後継者探しを優先せざるを得なくなり、K.A.R.R.は財団関係者から忘れ去られたままナイト工業博物館の3番研究室に機能停止した状態で放置されることとなった。
その後、"お宝"を目当てにナイト工業博物館に侵入したコソ泥、トニー（マイケル・マクレー、声：内海賢二）とレブ（ウィリアム・サンダーソン、声：千田光男）によって偶然再起動され、そのまま2人を乗せて逃亡。
基本的なデータ以外は全くの初期状態であるK.A.R.R.は社会常識にも欠けており、不遜な態度を取りながらもギブ＆テイクの関係として2人に請われるがままに協力しての金品強奪を繰り返す。だが、整備をさせるためにボニーを拉致したことから、彼らの居場所と次の計画がマイケル側に発覚。K.I.T.T.との対決となるが、基本プログラムの違いを利用して正面から突っ込み合うチキンレースを仕掛けたマイケルの作戦に嵌り、衝突直前で反射的にステアリングを切ったために断崖から落下し、爆発炎上した（シーズン1第8話「ナイトライダー6（後半）・激闘!善と悪2台のナイト2000（原題:TRUST DOESN'T RUST）」）。
それから2年後の夏、海岸でトレジャーハンティング中のカップルのジョン・スタントン（ジェフリー・オストラッジ、声：佐古雅誉（現：佐古正人））とマンディ（ジェニファー・ホルムス、声：高橋ひろ子）に砂浜に埋まっていたところを掘り起こされ、ジョンが外れていた車内のコードを接続したことによりK.A.R.R.は復活する。
この時点ではK.A.R.R.も「駆け引き」を身につけており、ジョンに自分の性能を見せつけた上で「（時給4ドルでボートの修理をしている現状を）空しいとは思わないか？人生を変えてみたくはないか？」と言葉巧みに誘惑し、利用する事でマイケルとK.I.T.T.をおびき寄せようと画策する。
また、ジョンが勤めているボート会社のオーナー・エディが体調を理由に会社をジョンに譲ると言っていたのを盗聴し、エディの体をスキャンしてペースメーカーを入れている事を知ると、ペースメーカーを誤作動させて心臓発作を起こし会社の譲渡を前倒しさせようとしたり、ジョンの声色を使ってマンディを呼び出し、車内に閉じ込め室温を上げてジョンを脅迫したりといった冷酷な一面も見せる。
故障しているアルファ回路のスペアを奪うためナイト財団トレーラーを襲い、その際にボニーが対K.A.R.R.用に出力を倍に調整したレーザーを奪う。
奪ったレーザーを取り付け、金の延棒を輸送するトラックを囮にマイケルとK.I.T.T.をおびき寄せ最終決戦を挑むが、マイケルが切り札としてK.I.T.T.に取り付けておいた強力反射板によってレーザーをはね返され、唯一の弱点であるスキャナーに被弾する。最後は、K.I.T.T.とのターボジャンプによる空中戦に敗れ、バラバラに破壊されてしまうが、K.A.R.R.そのもの。はまだ機能を停止していなかった（シーズン3第5話「悪魔のナイト2000カールまたまた出現!復讐の空中大勝負!!（原題:K.I.T.T. vs. K.A.R.R.）」。
日本語版での一人称は「私」、二人称は「お前（またはお前達）」。また、特定の相手に対しては名前で呼び、シーズン1では「K.I.T.T. 警告する、コースを変えろ!!」、シーズン3では「これで最後だマイケル・ナイト!!」と言う場面がある。なおK.I.T.T.は丁寧口調な話し方をするのに対し、K.A.R.R.は威圧（＝上から目線）的な話し方をする。
また2008年に稼働していたパチスロ（銀座）でのバトルイベントにも登場（声：麦人）する。外観は再登場時後半以降（スキャナーの色がアンバー、カラーリングがブラック&シルバーの上下ツートン）のものとなっている。倒した時の演出は原作（シーズン1第8話）と同じチキンレースの場面であるが、原作でK.A.R.R.が衝突寸前状態でハンドルを切って崖から転落ではなく、K.I.T.T.と衝突して弾き飛ばすとゲーム勝利となり逆にK.I.T.T.が弾き飛ばされるとゲーム敗北となる。
K.A.R.R.のK.I.T.T.に対する外観の相違点は以下の通り。
- 初登場時
  - ボイスインジケータがK.I.T.T.のように表示部全体が明滅するタイプではなく、縦3列のグラフィック・レベルメーター方式となっている。表示色はイエロー。表示パターンは中央列が表示部中心から上下へ、左右の列が表示部上端と下端から中心へ向けて伸びる方式。
  - ライセンスプレート（ナンバープレート）は無し[注 46]。
  - スキャナーの作動音がK.I.T.T.より低く、濁った「グオーン、グオーン」という音色になっている。K.I.T.T.の音は「フォンフォン」である。
  - このエピソードではK.I.T.T.と外観上の相違点が一切無く、全身ブラックでスキャナーの発光色も赤である。中盤辺りで拉致されたボニーを救出するため、K.A.R.R.のルーフにしがみつくマイケルに後方からK.I.T.T.が駆けつける場面に於いて、その直後マイケルがK.I.T.T.に飛び移る場面では両者が同じ画面で2台映っている（この場面では右前方がK.A.R.R.で左後方がK.I.T.T.）。

- 再登場時
  - ボイスインジケーター（K.A.R.R.側は初登場時と同じだが、K.I.T.T.側のインジケーターがシーズン1第13話からK.A.R.R.と近いタイプのもの（表示色は赤で表示パターンが3列とも中心から上下へ伸びる方式）に変更されている[注 47]。
  - ライセンスプレートの追加。K.I.T.T.と同じカリフォルニアナンバーだが、表記は「KNIGHT」ではなく「KARR」。
  - スキャナーの発光色がアンバー（黄とオレンジの中間の色）に変更。作動音は、K.I.T.T.の音をベースに禍々しくしたような「ボォンボォン」というような音に変更されており、初登場時の音とは異なる。
  - エンジン音、走行音についても、スキャナーと同じくK.I.T.T.のものをベースに禍々しさを加えた音となっており、初登場時とは異なる。
  - 内装関連が前期型（シーズン1のK.I.T.T.と同じ）。例：「TURBO BOOST」のスイッチボタン、アクセルペダルに発光LEDがない等。
  - エピソード後半よりブラック&シルバーのツートンカラーに変更（脚本ではジョンによる塗装）。なおエピソード前半は初登場時やK.I.T.T.と同じ全身ブラックでスキャナーの発光色のみアンバーとなっている。

ゴライアス(GOLIATH)
シーズン2第1話「ナイトライダー2・無敵ゴライアスVSナイト2000（原題:GOLIATH）」に登場する、ウィルトンの息子ガースが作り上げた箱型セミトレーラー。
AI等のハイテク装備は搭載していないため、車両としては人間が運転しなければならない一般的なトレーラーである。K.I.T.T.曰く「バカデカいだけが取り柄のくず鉄の塊」。
自白を強要させる毒薬「オルータ」を使用し、K.I.T.T.と同じ分子結合殻の構造式を知るエリオット（後に死亡）とデボンから3つの構造式を獲得して完成させた。
初対決では、マイケルがゴライアスを見くびっていたためにK.I.T.T.共々瀕死の重傷を負わされてしまった。
初登場時には、キャビン屋根部にロケットランチャー4基、およびフロントバンパーに催涙ガス発射口4門を装備している。また、レッドブラフ襲撃要員であるツオンベ配下の兵士をバンに乗車させていたが、ナイト2000に装備されたレーザーで扉を焼かれて閉じ込められている。
トレーラーヘッド側のカプラとトレーラーのキングピンとを連結する第五輪だけ分子結合殻のコーティングが薄く脆いことが唯一の弱点であり、2発目のレーザーで撃ち抜かれトレーラーヘッドのみの状態となる。最後は、残り1発となったミサイルを発射する瞬間にナイト2000の最後のレーザーを撃ち込まれ、爆発炎上する。
その後、シーズン2第17話「ナイトライダー3・替え玉博士略奪作戦 （原題:GOLIATH RETURNS）」にて再登場。エイドリアンが破壊された部品を回収して復活させたもので、その際にロケットランチャーは取り外され、弱点も解消されている。
マイケルを倒すことに固執したガースは、本来の目的を完全に忘れてナイト2000を後ろから追跡し続けるも、断崖絶壁の丘でグラップリングフックで軌道を逸らして急停車したナイト2000に対してアクセル全開で突っ込みそのまま海へ転落した。その際の落下中にヘッドとトレーラーが外れている。
トレーラーヘッドのベース車両は1973年式ピータービルト・352 ペースメーカー。ライセンスプレート（ナンバープレート）は無し。2008年に稼働していたパチスロ（銀座）でのバトルイベントでもガース（声：有川博）と共に登場する。倒した時の演出は原作ではレーザーを使っていたが、レーザーは使わずゴライアスの前輪に体当たりするという形に変更されている。前輪に体当たりしゴライアスを横転させるとゲーム勝利となるが、逆にK.I.T.T.が弾き飛ばされるとゲーム敗北となる。
殺人ヘリ(SX-411)
シーズン2第3話「殺人ヘリ攻撃ミサイルの恐怖!決死の空中戦 超パワー全開（原題:MERCHANT OF DEATH）」に登場する最新鋭の戦闘型ヘリコプター。
強力な破壊力を持つ熱線追尾型の「スレッジハマー・ミサイル」を搭載している。操縦者はジャック・クレイゲン（ジョー・ラデュウ、声：柴田秀勝）。終盤でナイト2000との一騎討ちになり、機銃とスレッジハマー・ミサイルで攻撃する。ミサイルを新装備のウルトラマグネシウムでかわし、スモーク・リリースの煙幕で視界を遮りかく乱するマイケルの戦法に怯んだ隙に、高台に上りパワー全開のターボブーストでヘリの上空にジャンプしたナイト2000から発射されたマイクロジャム（劇中では「マイクロウェーブ」と呼称）の直撃を受け、エンジンが停止し不時着した。操縦者のクレイゲンは機を乗り捨てて逃げようとしたが、ナイト2000のルーフから身を乗り出し飛び掛かるマイケルの前に倒された。また2008年に稼働していたパチスロ（銀座）でのバトルイベントにも登場する。倒した時の演出は原作と同様高台からジャンプする場面までは同じだが、原作ではマイクロジャムを使う描写が、テレ朝コミックス版｢ナイトライダー2 爆走！ナイト2000｣と同じ体当たりで墜落させる描写となっている。
赤い殺人カー(DRONE CAR)
シーズン3第1話「ナイトライダー5・強敵!赤い殺人カー（原題:KNIGHT OF THE DRONES）」に登場する。
開発者はデビッド・ホルストン博士（ジャレッド・マーティン、声：津嘉山正種）。コンピューターを搭載し、リモートコントロールで遠隔操作ができる無人の車。冒頭ではサンタクララ刑務所のゲートを突き破り収監されていたC・J・ジャクソン（ジム・ブラウン、声：飯塚昭三）を乗せて走り去り、降ろした後サンフランシスコの坂をナイト2000から逃げ回ったがタクシーに激突寸前でかわし、道路工事の土砂に突っ込んで停車した。中盤ではフロントグリルに搭載した強力なミサイルでナイト2000を攻撃し、完全破壊寸前にまで追いやった。終盤では同型の車が2台同時に登場し、装いも新たに後期仕様で復活したナイト2000を前後から挟み撃ちして追いつめるが、スキーモードでミサイルをかわされて同士討ちとなり破壊された。車種は1983年式フォード・サンダーバード。ナンバープレートは冒頭の1台目は1FPE817で終盤の2台は1GDM087と1GKE220。また2008年に稼働していたパチスロ（銀座）でのバトルイベントにも登場するが、車体の色が赤色ではなく白色となっている。倒した時の演出は原作と同じくスキーモードでミサイルを回避し同士撃ちさせるとゲーム勝利となるが、ミサイルを回避できず被弾するとゲーム敗北となる。
ジャガーノート(JUGGERNAUT)
シーズン4第1話「無敵装甲車ジャガーノート　大激突“破壊編”／大勝負“再生編”（原題:KNIGHT OF THE JUGGERNAUT）」に登場する。
セルニウム116（アイソトープ）の強奪計画を企てる国際的テロリストである、フィリップ・ノルドストロム（ジョン・コンシダイン、声：石田太郎）によって設計され、ファーンドリー社によって開発された装甲車。車体前部に象の鼻のような伸縮式の激突用ラムを装備しており、これによって標的を粉砕する。操縦者はノルドストロムの部下・ハウアー（ニコラス・ワース、声：郷里大輔）。分子結合殻を無効化する溶液を散水車で浴びせられた直後のナイト2000を不意討ちし、猛攻を加えてスクラップ状態にまで陥れ、その後はゴライアスのように厳重警戒を強行突破してセルニウム116の強奪を行った。終盤では激突用ラムに強力な爆破装置が追加されており、SPM仕様で復活したナイト2000と再戦するも、オイルスリックで制御不能となり燃料タンク車に激突して爆発・炎上した。カラーは冒頭ではシルバーメタリックで、フロントゲージを装備後はグレーに変更。また2008年に稼働したパチスロ（銀座）でのバトルイベントにも登場し激突用ラムの先端部分が常時回転しており、ミサイルを撃ってくるなど原作よりも大幅に強化されている。パイロットのハウアーは原作よりもスマート体型で声も原作と異なる。倒した時の演出は原作と同じくオイルスリック（マイケル（＝ささきいさお）の声で「オイルのごちそう」）で横転させればゲーム勝利となるが、ミサイルを回避できず被弾するとゲーム敗北となる。

#### その他メカ＆マシン
以下はその他（1話限りのゲスト等）のメカ＆マシン
パワーショベル
シーズン1第6話「命をつなぐ水 渓谷の水を守りぬけ!（原題:NOT A DROP TO DRINK）」に登場する。
ハーブ・ブレーメン（ジェイソン・エバース、声：？）一味がフランチェスカ・モーガン（サンドラ・カリー、声：？）達が営む牧場への送水配管を破壊するために駆り出した大型パワーショベル。
マイケルがブレーメンの一番下っ端の手下から情報を聞き出した直後それを阻止すべく現場に急行し一騎討ちとなる。最終的にはエピソード冒頭でボニーが新機能として搭載したグラップリングフック（このエピソードが初登場となる）でタイヤを撃ち抜かれ、さらに「ROCKET BOOST」（これ以前では「TURBO BOOST」で急加速をしていた）による急加速パワーで送水配管から引き離された。
ペニングトン・アスコット・レージェンシー(PENNINGTON ASCOT REGENCY)
シーズン2第7話「スペシャルカーを取り戻せ!ナイト2000車ドロ壊滅作戦（原題:CUSTOM K.I.T.T.）」に登場する。
デボンの軍隊時代の上官であるスマイス中佐（バーナード・フォックス、声：細井重之）の愛車。
エピソード冒頭でデボンがドライブを楽しんでいたところ、近辺で多発しているクラシックカーやカスタムカーを狙う車泥棒に追突され、応対している隙をつかれて奪われてしまう。
デボンは、中佐が出張から戻ってくるまでに何としても取り戻すことをマイケルに要請するが、中佐が予定よりも早く戻ってきたため非常に場の悪い状況になってしまう。何とかあの手この手で時間を稼いでマイケルが奪還を果たし中佐の下に戻ってきたが、後部バンパーに追突時の痕が残ったままでデボンはどうしようか悩んでいたら、当のマイケルは「おぉ、気の毒にじっくりとごまかしの手を考えるんですな、先に本部に帰ってるよ」と言いその場を後にした。
ベース車両は33年型デューセンバーグII SJを忠実に再現した79年製作のレプリカでボディカラーはブラック&ホワイトのツートン。ライセンスプレート（ナンバープレート）は5Z59988。
カーリー・カスタムカー(Carrie CUSTOM CAR)
シーズン2第7話「スペシャルカーを取り戻せ!ナイト2000車ドロ壊滅作戦（原題:CUSTOM K.I.T.T.）」に登場する。
カーリー・ヘイパー（デニス・ミラー、声：玉川砂記子）がカスタムカーショーに出品した車。元々は車づくりの名人である父親が製作した形見の車。
ベース車両は70年シボレー・コルベット・スティングレイC3をベースに製作された限定7台のカスタムカーで正式名称はBARRISTERと呼ばれる車である。ボディカラーはホワイト&ゴールドのツートン。ライセンスプレート（ナンバープレート）は1EVB831。なおシーズン4第19話「死を呼ぶ映画・28番街ステージの怪」にて映画撮影セットの路上に駐車されているがカラーが違う車両でベージュ&ブラウンのツートン。
ロングホーン・カスタムリムジン(LONG HORN CUSTOM LIMOUSINE)
シーズン2第7話「スペシャルカーを取り戻せ!ナイト2000車ドロ壊滅作戦（原題:CUSTOM K.I.T.T.）」に登場する。
バック・レイバーン（アルバート・サルミ、声：富田耕生）がカスタムカーショーに出品した車。6輪車に改造し、ボンネットに角のフードオーナメント（模造品）、リアにはバスタブを付けている。
ベース車両は77年リンカーン・コンチネンタル・ストレッチリムジンでボディカラーはホワイト。ライセンスプレート（ナンバープレート）はHUN639。
デボンの愛車(Devon My Cars)
シーズン1第7話「デボン逮捕！決死の脱獄 迫る巨大トレーラー！橋上の対決（原題:NO BIG THING）」に登場する。
エピソード冒頭にてデボンが運転していた車。サンダース巡査に左テールランプを故意に割られてしまう。車種はメルセデス・ベンツ380SLでカラーはレッド。ライセンスプレート（ナンバープレート）は288BAG。
シーズン2第8話「盗まれたナイト2000 知能戦!天才マイコン少年VSキット（原題:SOUL SURVIVOR）」に登場する。
ナイト2000がランディにハッキングされ盗まれた為、移動手段に使ったデボンの愛車。マイケルがTVデッキに組み込まれたK.I.T.T.と共に乗車。車種は81年メルセデス・ベンツ380SL(R107)でカラーはブラウンメタリック。ライセンスプレート（ナンバープレート）は1XZZ581。
シーズン3第3話「ひき逃げ！死のスピードレース！黄金のスーパーカーを追え！（原題:KNIGHT OF THE FASTLANE）」に登場する。
マーク・ティラー（アラン・フェインスタン、声：有川博）に捜査の囮としてナイト2000を明け渡した際、移動手段に使ったデボンの愛車。K.I.T.T.からの発信電波をキャッチするためボニーと共に乗車。車種はメルセデス・ベンツ380SLでカラーはレッドのオープンカー。ライセンスプレート（ナンバープレート）は1DN1489。
交換したボロ車(Exchanged rags Car)
シーズン2第8話「盗まれたナイト2000 知能戦!天才マイコン少年VSキット（原題:SOUL SURVIVOR）」に登場する。
同エピソード内でマイケルが美術品強奪の襲撃予想場所に向かう途中にデボンから借りた車がガス欠になり、やっと止まってくれた男性（声：沢りつお）に「おたく高級外車のオーナーになる気ない？」と言ってデボンの愛車と60ドル+K.I.T.T.の入っている物と同型のTVデッキと交換した車両。車種は51年オールズモービル・チャンピオン DXでボディカラーはグリーン。ライセンスプレート（ナンバープレート）はCCU936。
デボンのバイク(Devon Motorcycle)
シーズン2第16話「激走!殺人レース・荒野に死を呼ぶマッドライダーを倒せ!!（原題:SPEED DEMONS）」に登場する。
同エピソード終盤にてデボンが「（バイクレースで）昔の血が騒ぎ出した」とのことで乗り始めたバイク。ライセンスプレート（ナンバープレート）は9E5593。
ダガーD-X(DAGGER D-X)
シーズン3第3話「ひき逃げ！死のスピードレース！黄金のスーパーカーを追え！（原題:KNIGHT OF THE FASTLANE）」に登場する。
フットボールチーム・クーガーズと会員制レースクラブ・レーサーズエッジのオーナーであるマーク・ティラー（アラン・フェインスタン、声：有川博）が街道レースで使用した自慢の車。冒頭でレーサーズエッジのメンバーであるライヒ（アレン・ウィリアムス、声：千田光男）とのレースでのゴール直前、ブレーキ故障による警告ランプが点灯し制御不能となり、歩道に立っていたステイシー（ダニー・ドゥースティ、声：滝沢久美子）を轢いてしまう。車両データはイタリア製、ツインターボ（エンジン）、600馬力、0〜100kmまで3.5秒、最高速度320km、アメリカの公道を走ることは法律で禁止されている。隠し場所はティラーズスタジアム本社ビル跡の工場ガレージ。ベース車両は77年フェラーリ308GTS。ボディカラーは、ステイシーが轢かれ置き去りにされた現場をマイケルが捜査中、ごみ箱に付着した塗料片を発見しK.I.T.T.のアナライザー（科学物質分析器）で分析した結果、ダガーD-X専用塗料のゴールドメタリック&ブラウンだと判明した。ライセンスプレート（ナンバープレート）は432MEG。
マイケルが、ロング時代の元相棒ジンボと共にティラーズスタジアム本社ビルに踏み込んだ際、ティラーがチアリーダーのダイアンを人質に乗り込み逃走を図るが、ダガーDXの性能では山道を猛スピードで走るのは困難であり、K.I.T.T.のマイクロロックで車輪をロックされて停止した。
殺人改造車(KILLER CAR)
シーズン3第11話「恐怖の殺人改造車！激突！断崖の対決!!（原題:CUSTOM MADE KILLER）」に登場する。
金貸しのD・G・グレブス（ジェームズ・ルイージ、声：糸博）が雇った殺し屋フラット（カイ・ウルフ、声：若本規夫）が乗る殺人改造車。K.I.T.T.の解析によると出力は450馬力、追突時の速度は160km、強力なブレーキシステム装備、エンゲイジ・バンパー、ニトロ（NITROUS OXIDE）搭載。ベース車両は76年プリムス・フューリーでボディカラーはレッド&ホワイトのツートンだったがマイケルとのカーチェイスから逃げた後、洗車場に入り洗車後にはグリーンに変更された。ライセンスプレート（ナンバープレート）は1ALE458。
フォークリフト・ホイールローダー
シーズン3第13話「ナイト2000魔の毒液に溶ける!決死の再生!立ち直れキット!!（原題:JUNK YARD DOG）」に登場する。
ジョン・バイロック（ラモン・ビエリ、声：小林修）が経営するバイロック廃棄物処理場で使われているホイールローダーでフォークリフトのような長い爪を装備している。序盤で捜査に潜入していたマイケルがたまたまK.I.T.T.と別行動をとっていた際、不意に現れその長い爪先でナイト2000を掬い上げ、身動きが取れないナイト2000をそのまま有毒廃溶液の溜池に落とした。その後奇跡の復活を果たしたナイト2000との対決では、今度はこの一連事件の主犯であるバイロックがこのホイールローダーを駆り再戦するものの、今度はマイケルが運転するナイト2000による有毒廃溶液の溜池への誘導に引っかかってしまい背後を取られ、パワー全開のナイト2000に有毒廃溶液の溜池へ押し落とされた。車高が高いため半分ぐらいしか沈まなかったが廃液の中に取り残されたバイロックは降参した。車種はキャタピラー950B。
なお序盤で登場した際、暗闇であったため操縦者は誰であるか全く不明であるが、その場に居た従業員（=部下）の一人の会話からバイロック本人では無い事だけは確かな事実で、即ちバイロックの部下の一人の誰かである。
ルースター・カスタムレースカー(ROOSTER CUSTOM RACER)
シーズン3第16話「謀略！デトロイト・マフィア！死の19番ホール（原題:THE NINTEENTH HOLE）」に登場する。
マーベリー・グランプリでマイケルとK.I.T.T.の対戦相手ルースター（マイケル・マクマナス、声：西尾徳）の愛車。スーパーチャージャー・ツインブロアー、サイドマフラー、大型リアウィング装備。車種は83年シボレー・カマロでボディカラーはレッドでイエロー&ブラックの塗り分けがされている。ライセンスプレート（ナンバープレート）はQTY512。
ナード(KNERD)
シーズン3第17話「暗躍!謎の忍者軍団・超高温ビーム砲の恐怖!!（原題:KNIGHT & KNERD）」に登場する。
ナイト財団の研究員、エリオット・サイクス（アリー・グロス、声：田中亮一）が所有する50ccバイクで、自転車と同様にペダルを漕いで走行することもできる。色は当初はホワイトでライセンスプレートは7286D4が付けられていたが、話のラストでブラックに塗り替えられ、ナイト2000のスキャナーを模した4連の赤いランプとナイト2000と同仕様の「KNERD」のライセンスプレート（オタクを意味する単語「NERD」に、「KNIGHT」の最初の文字「K」を付けている）が取り付けられた。マイケルはKNERDをK.I.T.T.に紹介する際、原語版では「お前の友達」、日本語吹き替え版では「お前の弟分」と紹介した。その直後、日本語吹き替え版でのみエリオットが「そっくりでしょ、ナイト50！」と紹介し、それを見たK.I.T.T.は「まだ子供ですね」と答えている。ベースはイタリア・デルビ社のヴァリアント。
RC3のオープンカー(RC3 OPEN CAR)
シーズン4第1話「無敵装甲車ジャガーノート　大激突“破壊編”／大勝負“再生編”（原題:KNIGHT OF THE JUGGERNAUT）」に登場する。
ナイト2000がジャガーノートの猛攻で破壊され、RC3とその友人達が復活に向けて修理中の間にマイケルが敵のアジトに潜入する際の足代わりとしてRC3から借りた愛車のポンコツオープンカー。自画自賛でマイケルに「気をつけな320馬力のオープンカーだ」と言い放って鍵を渡した。車種は68年シボレー・インパラ・コンバーチブルでカラーはホワイトであると思われるがボディの所々が黒く薄汚れ、サビのある車である。ライセンスプレート（ナンバープレート）はKLP832。
登場したのはこのエピソードだけで以降には登場しない。
フェレット(FERRET)
シーズン4第5話「凶悪の牙・襲われた財団司令室!!（原題:THE WRONG CROWD）」に登場する。
マーケット工業が開発した自爆機能を装備した車。自動走行し、ビルを5つ吹き飛ばせる爆薬を搭載し、目標を破壊するまでは止まらない走る爆弾。ナイト財団のトレーラーを強奪したホランダ（マーク・シュナイダー、声：若本規夫）一味が財団トレーラーのコンピューターを使ってニコラス（ゲイリー・ハッシュバーガー、声：関俊彦）がフェレットのハッキングをしたがプログラムにミスがあり、フェレットは財団トレーラーを爆破標的として向かってくるようになる。それを知ったマイケルはボニーとともにフェレットの標的をナイト2000に仕向けるよう再プログラミングを施し、そのままマーケット工業のテスト走行場まで誘導し、本来の標的である小屋へ誘き寄せ激突寸前でターボブーストで飛び越え突っ込ませて自爆させた。カラーはレッドとホワイトでブラックのソーラーパネルが装備されている。
リンクス・インペリアル(LYNX IMPERIAL)
シーズン4第6話「復活ナイト2000！大改造パワー全開（原題:KNIGHT STING）」に登場する。
パラメイヤン国の一等書記官である、サイモン・カラスカス（ウォルター・ゴデル、声：安部徹）が探していたクラシックカー。世界に2台しかなく55年にバロンがスピード世界記録を達成した車。カラスカスが同大使館に保管している殺人バクテリアを奪回するため、K.I.T.T.がボニーの開発したスーパー・クールド・プラスチックを使ってリンクス・インペリアルに変装し、潜入した。カラーはトマトレッドでブルーのマーキング塗装がされている。変装していたK.I.T.T.はリンクスの色とスタイルを大いに気に入り、外装をリンクスに改造するようデボンに頼もうとするほどであったが、マイケルとRC3に「きっとカーマニアが束になって追いかけてくる」と言われて、「自分の楽しみは走る事で逃げ回る事はしたくない」と撤回している。
ホーバークラフト(L.I.PROTOTYPE HOVERCRAFT)
シーズン4第7話「対決！恐怖の武装ホーバークラフト!!（原題:MANY HAPPY RETURNS）」に登場する。
エイミー・ローウェル（D・D・ハワード、声：駒塚由衣）が社長を務める、ローウェル・インダストリー社が開発しテスト中にクライスト（ピーター・マーク・リッチマン、声：仁内建之）一味に奪われた軍事ホーバークラフト。逃亡を阻止すべく駆け付けたマイケルとK.I.T.T.を相手にミサイルや機銃で攻撃するものの歯が立たず、隙をみて海に逃げるもナイト2000から発射されたグラップリング・フックを掛けられ、ウインチの巻き上げとリバース走行で引っ張るパワーに負けて砂浜に引き戻される。特徴はジャイロスコープ、ガイダンスシステム、ロケットランチャー、機銃が装備。ボディカラーはイエローでブラックのストライプが入っている。
火炎放射器付ピックアップトラック (FLAMETHROWER PICK-UP TRUCK)
シーズン4第17話「山火事！放火犯を新兵器で追え！（原題:HILLS OF FIRE）」に登場する。
山火事を引き起こさせるために、ウィルソン（デビッド・レイナー、声：大友龍三郎）の指示でマヌエル・ゴメス（ガレッド・ピアソン、声：小室正幸）が使用した火炎装置が装着された特殊車両。終盤ウィルソンが運転して逃走を図り、追い詰められ前方に回り込んだナイト2000に火炎放射を行うが、すぐに二酸化炭素で消化される。かなわないと見たウィルソンは更に逃走するが、再び前方に回り込んだナイト2000に乗り上げ大破する。特徴は火炎放射器、6連マウントライト、四輪駆動。車種は79年シボレーK35・カスタムデラックス3+3でボディカラーはオリバーグリーン。ライセンスプレート（ナンバープレート）は2E83109。

## スタッフ
- 製作総指揮 - グレン・A・ラーソン
- 音楽 - ステュー・フィリップス → ドン・ピーク
- テーマ音楽 - グレン・A・ラーソン、ステュー・フィリップス
- 製作 - グレン・A・ラーソン・プロダクションズ、ユニバーサルTV
- 放映 - 米国NBC

### 日本語版スタッフ
- 演出 - 壺井正
- 翻訳 - 平田勝茂
- 効果 - PAG
- 調整 - 高橋久義
- テレビ朝日担当 - 猪谷敬二

## エピソードリスト
アメリカで放送された順番に記載、また日本（テレビ朝日）版での放映順話数も併記する。(★)は2時間スペシャル回で、各シーズンの第1話がそれぞれの対象となっているが、シーズン2のみ他2話が2時間スペシャル回(シーズン2のみの括りだと計3話)となっている。日本版での放映順話数の（※）はテレビ朝日版での未放映エピソードで邦題タイトルはDVD版より。なおこれらテレビ朝日未放映エピソードとDVD版では全て原語音声と翻訳字幕のみだったが、2014年11月27日にリリースされたコンプリートブルーレイBOXで全話日本語吹替版が出揃う事となった。またシーズン2以降の各話の括弧内は通算話数を表記。
| 各話 | 日本版 | 邦題                                                    | 原題                                    | 放送日         |
| ---- | ------ | ------------------------------------------------------- | --------------------------------------- | -------------- |
| 1    | 1      | ナイトライダー1／電子頭脳スーパーカー誕生(★)            | Knight of the Phoenix(★)                | 1982年9月26日  |
| 2    | 6      | ナイトライダー6／重戦車砲撃網大突破                     | Deadly Maneuvers                        | 1982年10月1日  |
| 3    | 27     | 荒野の大戦争！地獄の暴走族スコーピオンズ対ナイト2000    | Good Day at White Rock                  | 1982年10月8日  |
| 4    | （※）  | 炸裂サミーの壮絶スタントショー                          | Slammin' Sammy's Stunt Show Spectacular | 1982年10月22日 |
| 5    | 28     | 死の山荘脱出作戦!!ナイト2000殺しのバリケード大突破!!    | Just My Bill                            | 1982年10月29日 |
| 6    | （※）  | 命をつなぐ水 渓谷の水を守りぬけ!                        | Not a Drop to Drink                     | 1982年11月5日  |
| 7    | 26     | デボン逮捕！決死の脱獄・迫る巨大トレーラー！橋上の対決  | No Big Thing                            | 1982年11月12日 |
| 8    | 7      | ナイトライダー6／激闘!善と悪2台のナイト2000             | Trust Doesn't Rust                      | 1982年11月19日 |
| 9    | 29     | 決死の替え玉作戦!ナイト2000凶悪武装軍団(秘)計画を暴け!! | Inside Out                              | 1982年11月26日 |
| 10   | 31     | 消えた証人を探せ!爆走ナイト2000 波止場の大激突!!        | The Final Verdict                       | 1982年12月3日  |
| 11   | （※）  | 潜入!殺人アカデミー テロリストの野望を砕け              | A Plush Ride                            | 1982年12月10日 |
| 12   | （※）  | 大統領暗殺犯を追え!記憶喪失の美女の謎                   | Forget Me Not                           | 1982年12月17日 |
| 13   | （※）  | 闇の武器商人を追え!マイケル決死の潜入捜査!              | Hearts of Stone                         | 1983年1月14日  |
| 14   | 32     | 爆殺!狙撃!事故続出!恐怖のサバイバルレースに勝て!!       | Give Me Liberty... or Give Me Death     | 1983年1月21日  |
| 15   | 30     | 殺しの暗号トパーズの謎!大追跡!ジェット機に飛び乗れ!!    | The Topaz Connection                    | 1983年1月28日  |
| 16   | （※）  | 偽礼大量生産!平和な町にはびこる組織犯罪                 | A Nice, Indecent Little Town            | 1983年2月18日  |
| 17   | 25     | 激突!キット対マイケル・悪魔の洗脳!奪われたナイト2000    | Chariot of Gold                         | 1983年2月25日  |
| 18   | （※）  | 危機一髪!ナイト2000 窮地の女性を救え!                   | White Bird                              | 1983年3月4日   |
| 19   | （※）  | 陰謀を暴け!トラック乗りを狙う強盗                       | Knight Moves                            | 1983年3月11日  |
| 20   | 33     | コンピューター泥棒を追え!ナイト2000 大追跡ジャンプ!!    | Nobody Does It Better                   | 1983年4月29日  |
| 21   | （※）  | 死の銃撃戦!マイケル・ナイト2000                         | Short Notice                            | 1983年5月6日   |

| 各話    | 日本版 | 邦題                                                     | 原題                                 | 放送日         |
| ------- | ------ | -------------------------------------------------------- | ------------------------------------ | -------------- |
| 1 (22)  | 2      | ナイトライダー2／無敵ゴライアスvsナイト2000(★)           | Goliath(★)                           | 1983年10月2日  |
| 2 (23)  | 9      | 刑務所脱獄！復讐の時限爆弾を探せ！                       | Brother's Keeper                     | 1983年10月9日  |
| 3 (24)  | 21     | 殺人ヘリ攻撃ミサイルの恐怖！決死の空中戦・超パワー全開   | Merchants of Death                   | 1983年10月16日 |
| 4 (25)  | 18     | 危うしナイト2000！スクラップ地獄・脱出！空中ターボ噴射!! | Blind Spot                           | 1983年10月23日 |
| 5 (26)  | 8      | 驚異のスーパーカーナイト2000水上爆進！黄金像の謎を暴け！ | Return to Cadiz                      | 1983年10月30日 |
| 6 (27)  | 11     | 宝石強盗゛黒猫゛の正体を暴け！怪盗キャットvsナイト2000   | K.I.T.T. the Cat                     | 1983年11月6日  |
| 7 (28)  | 12     | スペシャル・カーを取り戻せ！ナイト2000車ドロ壊滅作戦     | Custom K.I.T.T.                      | 1983年11月13日 |
| 8 (29)  | 15     | 盗まれたナイト2000・知能戦！天才マイコン少年vsキット     | Soul Survivor                        | 1983年11月27日 |
| 9 (30)  | 14     | 壮絶ジャングル戦！絶体絶命！ナイト2000底なし沼脱出不能!! | Ring of Fire                         | 1983年12月4日  |
| 10 (31) | 10     | 激闘！魔の巨大ダム捜査・ナイト2000決死のターボ・ジャンプ | Knightmares                          | 1983年12月11日 |
| 11 (32) | （※）  | 危険なクリスマス！強盗犯を目撃した少年を救え！           | Silent Knight                        | 1983年12月18日 |
| 12 (33) | 13     | ナイト2000地中大突入！地図に隠された秘宝の謎を追え!!     | A Knight in Shining Armor            | 1984年1月8日   |
| 13 (34) | 22     | トップモデル殺人事件！宝石に隠された陰謀をブッつぶせ!!   | Diamonds Aren't a Girl's Best Friend | 1984年1月15日  |
| 14 (35) | 16     | 電撃スクランブル！ナイト2000凶悪暴走強盗団を壊滅せよ!!   | White-Line Warriors                  | 1984年1月29日  |
| 15 (36) | 17     | 死線48時間リミット寸前！決死のレール・ウェイ大走破!!     | Race for Life                        | 1984年2月5日   |
| 16 (37) | 19     | 激走!殺人レース・荒野に死を呼ぶマッドライダーを倒せ!!    | Speed Demons                         | 1984年2月12日  |
| 17 (38) | 3      | ナイトライダー3／替え玉博士略奪作戦(★)                   | Goliath Returns(★)                   | 1984年2月19日  |
| 18 (39) | 20     | 復讐の罠！マイケルは2度死ぬ・シグナルGO！高層ビル激突    | A Good Knight's Work                 | 1984年3月4日   |
| 19 (40) | 4      | ナイトライダー4／殺人ミサイル壊滅作戦(★)                 | Mouth of the Snake(★)                | 1984年4月8日   |
| 20 (41) | 24     | ビデオテープは死のサイン！芸能界潜入！マイケル歌手に!!   | Let It Be Me                         | 1984年5月13日  |
| 21 (42) | 23     | 巨大ブルドーザーの罠!体当り転落！恐怖の土砂生きうめ      | Big Iron                             | 1984年5月27日  |

| 各話    | 日本版 | 邦題                                                      | 原題                     | 放送日         |
| ------- | ------ | --------------------------------------------------------- | ------------------------ | -------------- |
| 1 (43)  | 5      | ナイトライダー5／強敵！赤い殺人カー(★)                    | Knight of the Drones(★)  | 1984年9月30日  |
| 2 (44)  | 43     | 凶悪バイク・ギャング！顔を消した男!!                      | The Ice Bandits          | 1984年10月7日  |
| 3 (45)  | 46     | ひき逃げ！死のスピードレース！黄金のスーパーカーを追え!!  | Knights of the Fast Lane | 1984年10月14日 |
| 4 (46)  | 36     | 幽霊殺人事件・謎のゴリラを追え                            | Halloween Knight         | 1984年10月28日 |
| 5 (47)  | 34     | 悪魔のナイト2000カールまたまた出現！復讐の空中大勝負!!    | K.I.T.T. vs. K.A.R.R.    | 1984年11月4日  |
| 6 (48)  | 38     | 爆走デビル・トラック！必殺クラッシュ！巨大タイヤの恐怖    | The Rotten Apples        | 1984年11月11日 |
| 7 (49)  | 39     | 地獄に落ちたマイケル！裏切り！逃亡！死のバイオ兵器強奪    | Knight in Disgrace       | 1984年11月18日 |
| 8 (50)  | 40     | マイケル連続危機！殺人フリスビーが襲う！猛毒が狙う！      | Dead of Knight           | 1984年12月2日  |
| 9 (51)  | 35     | 恐怖の高電圧・消えたナイト2000                            | Lost Knight              | 1984年12月9日  |
| 10 (52) | 47     | 復讐のカメレオンマン・千の顔を持つ男                      | Knight of the Chameleon  | 1984年12月30日 |
| 11 (53) | 51     | 恐怖の殺人改造車！激突！断崖の対決!!                      | Custom Made Killer       | 1985年1月6日   |
| 12 (54) | 48     | 狙われた名馬！転倒に秘められた陰謀!!                      | Knight by a Nose         | 1985年1月13日  |
| 13 (55) | 37     | ナイト2000 魔の毒液に溶ける！決死の再生・立ち直れキット!! | Junk Yard Dog            | 1985年2月3日   |
| 14 (56) | 44     | 強敵！ミサイル装甲車vsナイト2000!!                        | Buy Out                  | 1985年2月10日  |
| 15 (57) | 49     | 真夜中の転落死！高層ビルに隠された罠                      | Knightlines              | 1985年3月3日   |
| 16 (58) | 50     | 謀略！デトロイト・マフィア！死の19番ホール                | The Nineteenth Hole      | 1985年3月10日  |
| 17 (59) | 41     | 暗躍！謎の忍者軍団・超高温ビーム砲の恐怖!!                | Knight & Knerd           | 1985年3月17日  |
| 18 (60) | 53     | 爆走コンボイ軍団！トラック野郎とナイト2000                | Ten Wheel Trouble        | 1985年3月24日  |
| 19 (61) | 42     | 女賊アマゾネス！狙われた最新鋭ミサイル!!                  | Knight in Retreat        | 1985年3月29日  |
| 20 (62) | 52     | トンネル爆破！ナイト2000暗黒からの大脱出!!                | Knight Strike            | 1985年4月5日   |
| 21 (63) | 45     | 死の空中ブランコ！疑惑のサーカス団!!                      | Circus Knights           | 1985年5月5日   |

| 各話    | 日本版 | 邦題                                                       | 原題                        | 放送日         |
| ------- | ------ | ---------------------------------------------------------- | --------------------------- | -------------- |
| 1 (64)  | 54     | 無敵装甲車ジャガーノート 大激突“破壊編”／大勝負“再生編”(★) | Knight of the Juggernaut(★) | 1985年9月20日  |
| 2 (65)  | 60     | 美女とナイト2000を取り戻せ!!                               | KITTnap                     | 1985年9月27日  |
| 3 (66)  | 62     | ハイジャック！人質ボニーを救え                             | Sky Knight                  | 1985年10月18日 |
| 4 (67)  | 71     | 死を呼ぶ聖地・恐怖のガラガラ蛇                             | Burial Ground               | 1985年10月25日 |
| 5 (68)  | 61     | 凶悪の牙・襲われた財団司令室!!                             | The Wrong Crowd             | 1985年11月1日  |
| 6 (69)  | 55     | 復活ナイト2000 大改造パワー全開                            | Knight Sting                | 1985年11月8日  |
| 7 (70)  | 65     | 対決！恐怖の武装ホーバークラフト                           | Many Happy Returns          | 1985年11月15日 |
| 8 (71)  | 63     | 謀殺！サーキットに忍び寄る魔手                             | Knight Racer                | 1985年11月29日 |
| 9 (72)  | 57     | 疑惑・女子刑務所に消えた怪盗!!                             | Knight Behind Bars          | 1985年12月6日  |
| 10 (73) | 69     | 無法街！嵐のシカゴ・ブルース                               | Knight Song                 | 1985年12月13日 |
| 11 (74) | 74     | 復讐の鎮魂歌・さらばナイト2000                             | The Scent of Roses          | 1986年1月3日   |
| 12 (75) | 58     | 謀略！復讐の暗殺車ナイト2000                               | Killer K.I.T.T.             | 1986年1月10日  |
| 13 (76) | 66     | 恐怖のチェインソー・死を呼ぶ森林                           | Out of the Woods            | 1986年1月17日  |
| 14 (77) | 59     | 死の魔術・アリバイに隠された謎                             | Deadly Knightshade          | 1986年1月24日  |
| 15 (78) | 64     | 死のリング！仕掛けられた世界戦!!                           | Redemption of a Champion    | 1986年1月31日  |
| 16 (79) | 72     | 大追跡！凶悪のオフロード・レース                           | Knight of a Thousand Devils | 1986年2月7日   |
| 17 (80) | 70     | 山火事！放火犯を新兵器で追え                               | Hills of Fire               | 1986年2月14日  |
| 18 (81) | 56     | 恐怖の溶岩地獄・死の中米大冒険                             | Knight Flight to Freedom    | 1986年2月21日  |
| 19 (82) | 68     | 死を呼ぶ映画・28番ステージの怪                             | Fright Knight               | 1986年3月7日   |
| 20 (83) | 67     | 野望の血脈・奇襲ニンジャ軍団                               | Knight of the Rising Sun    | 1986年3月14日  |
| 21 (84) | 73     | 黒魔術ブードゥー！恐怖の脳支配                             | Voo Doo Knight              | 1986年4月4日   |

## 日本での放送
- 日本ではシーズン1 - 3までにラインナップされている2時間スペシャル（5本）とTVシリーズ放映開始に合わせてシーズン1の2エピソードを2時間に編集した『ナイトライダー6』を『日曜洋画劇場』の映画枠で放映。
- 『欽ちゃんのどこまでやるの!』の終了後に始まった『遊びにおいで〜Come on-a my House』が低迷し3ヶ月で打ち切られたのを受けて1987年1月7日からテレビ朝日系列の水曜21時枠で、4月からの刑事ドラマ枠（現在も継続）立ち上げまでのつなぎ番組としてTVシリーズが始まるが、ボニーとエイプリルの2人の女性メカニックの登場順に関する混乱（シーズン1・3・4がボニー、シーズン2のみエイプリル）を防ぐという理由から、シーズン2がシーズン1より先に放映され、シーズン1初回にあたる「激突!キット対マイケル 悪魔の洗脳!奪われたナイト2000（原題:CHARIOT OF GOLD）」（アメリカではシーズン1第17話）の次回予告では、前述のようにマイケル（佐々木功＝現：ささきいさお）の声で「次回から新メンバーのボニー・バーストウが登場します!」と紹介された（ストーリーラストが、マイケル、デボン、K.I.T.T.によって、敵組織の洗脳から無事解放されたボニーの「歓迎会」が開かれるという展開）。その結果、先に放映されたシーズン2に比べて出演者が若干若返った印象となった他、ナイト2000の機能追加の順序等に関する矛盾（先に放送されたシーズン2で頻繁に使用されていたマイクロジャムを、ボニーが新機能として追加する場面がある）、財団トレーラーの仕様が異なる（黒地に金のラインとチェスの「ナイト」が描かれたコンテナが、話によっては白一色の初期タイプになっている）といった別の混乱が生じた。
- 放映開始から数話は、オープニング終了直後に「ナイトライダー誕生エピソード」としてパイロット版をダイジェストで紹介する日本オリジナルの演出がなされた。これは、前述の「日曜洋画劇場」枠で放映されたパイロット版を未見の視聴者に対し、物語の背景を分かりやすく解説したものである。
- 1985年6月2日に日曜洋画劇場枠で「ナイトライダー3」として放映されたシーズン2第17話「替え玉博士略奪作戦」では、オープニング直後に上述の「ナイトライダー誕生エピソード」から連続する形で、この話の前日譚にあたる「ナイトライダー2（シーズン2第1話「無敵ゴライアスvsナイト2000）」のダイジェストが日本オリジナルの演出として放映された。
- K.I.T.T.のボイスインジケーターは、本来テレビ朝日未放映エピソードであるシーズン1第12話「大統領暗殺犯を追え!記憶喪失の美女の謎（原題:FORGET ME NOT）」まではパイロット版（第1話）と同様に「発声に合わせて四角部分が赤く点滅する」仕様で、シーズン1第13話「闇の武器商人を追え!マイケル決死の潜入捜査!（原題:HEART OF STONE）」（こちらもテレビ朝日未放映エピソード）以降は「発声に合わせてバー型のLEDが発光する」仕様に改造されており、このエピソードの開始時点でK.I.T.T.が「新しい音声モジュレーターのご感想は?」とマイケルに尋ね、マイケルは「いいねえK.I.T.T.、気に入った」と言っている。しかし日本では、前述の理由でシーズン2が先に放送された為、ボイスインジケーターの仕様が異なるエピソードでは、混乱を防ぐ為にK.I.T.T.の発言シーンは全て中盤以降の仕様に差し替えて放送された。
- オープニングのシーンはシーズン1ではタイトルロゴ「KNIGHT RIDER」が本来は画面上部（K.I.T.T.の上）に表示されているのだが、やはりシーズン2以降の画面下部（K.I.T.T.の下）に表示となっており、メインキャスト紹介もシーズン2時の映像をそのまま流用、ボニーの紹介箇所のみシーズン3時の映像に差し替えられている。また日本版では上部に片仮名で「ナイトライダー」のロゴが表示される。シーズン2に相当するオープニングでは色は赤色、シーズン1・3では金色である。シーズン4に相当するオープニングでは漢字と片仮名で「新ナイトライダー」のロゴが赤色で表示され、こちらのロゴ文字体は先述のものとは異なっており、いずれもDVD版にはこれらは一切表示されない。シーズン1のオープニングにK.I.T.T.の車内が一瞬映るが、K.I.T.T.ボイスインジケーターがなぜか【Knight rider 2000】の文字となっている。
- エンディングも、本来シーズン1第17話までは「ナイト2000を運転するマイケルのアップと荒野のハイウェイ（一本道）を走行するナイト2000」の仕様であるが、上述のボイスインジケーター変更と同じ事情に伴い、これに相当するエピソードでは、混乱を防ぐためにシーズン2以降のアイキャッチと同じ「夜明けの砂漠を正面からナイト2000が向かってくる」仕様に統一されている。本来、このエンディングのシーンではナイト2000のフロントバンパー形状がパイロット版そのものでありシリーズ版と異なっていたため、これらの場面が差し替えられた要因のひとつでもある。

- アイキャッチがシーズン1のみ他と異なる仕様で、上記のK.I.T.T.のボイスインジケーターのような差し替えを行わなかったため余計に別の混乱が生じた（夜明けの砂漠をナイト2000（シーズン2）→左端にライトを照らすナイト2000（シーズン1）→再び夜明けの砂漠をナイト2000（シーズン3）→夜明けの砂漠をSPM仕様のナイト2000（シーズン4））。
- デボンのフルネームはパイロット版のみ「デボン・シャイアー」、以後のシリーズ版では「デボン・マイルズ」となっており、混乱を防ぐという理由から、日本版では先出の「デボン・シャイアー」で終始統一されている。またシーズン4第1話「無敵装甲車ジャガーノート 大激突“破壊編”／大勝負“再生編”（原題:KNIGHT OF THE JUGGERNAUT）」でデボンがノルドストロム一味に拉致され、マイケルが彼の行方を捜す際に「デボン・シャイアー・マイルズ」と尋ねる場面がある。
- 次回予告は各冒頭でのティーザー（ハイライトシーン）を流して主役のマイケル（佐々木功＝現：ささきいさお）の声で「ナイトライダー、次回をお楽しみに!!」で締めくくられている。なおシーズン4（新ナイトライダー）では次回予告は無くなっている。
- 次回予告（＝各冒頭のティーザー）のBGMはシーズン2までは「Knight」（シーズン1第17話までのエンディングBGM）が使われていたが、シーズン3以降は「END TITLE」が使われている[注 58]。
- 原語版シーズン1でのオープニングには第12話までは効果音(Sound Effect)が無かったが、K.I.T.T.のボイスインジケーター及び財団トレーラーのコンテナのデザインが変更された第13話以降は効果音が付加されている。なお日本語版シーズン1オープニング（日曜洋画版、ナイトライダー6）では最初から効果音が付いており、コンプリートブルーレイBOXに収録されているシーズン1オープニングにも日本語版では第1話から全て効果音が付いている一方で原語版はオリジナル同様第13話以降となっている。なおシーズン2以降は原語版・日本語版両方とも全て効果音が付いている。
- 日本版ではシーズン1第20話「コンピューター泥棒を追え!ナイト2000大追跡ジャンプ!!（原題:NOBODY DOES IT BETTER）」の次話にシーズン3第5話「悪魔のナイト2000カールまたまた出現!復讐の空中大勝負!!（原題:K.I.T.T. VS. K.A.R.R.）」となった時、K.I.T.T.の内装が「後期型」に変わっていることに伴い、この次回予告では、前述のようにマイケル（佐々木功＝現：ささきいさお）の声で「ナイト2000の宿敵K.A.R.R.が海の中からよみがえってきた。次回からはナイト2000の内装が新しく、面白さ倍増、どうぞお楽しみに!!」と紹介されている。本来はシーズン3第1話「ナイトライダー5・強敵!赤い殺人カー（原題:KNIGHT OF THE DRONES）」のエピソード中盤に「前期型→後期型」にバージョンアップするという場面が描かれていた。
- 日本でのシリーズ初放送時の1987年8月に放送された日本独自の特別編成番組『ナイトライダー・スペシャル』内で放映された2本のエピソード（シーズン3第9話と第4話）は再放送時にはシーズン3の最後（「無敵装甲車ジャガーノート大激突“破壊編”（原題:KNIGHT OF THE JUGGERNAUT）」の前）に放送されている。また、同番組内でナイト2000の機能紹介をする「ナイト2000徹底分析」、及び当時まだ放映されていなかったシーズン3の見所エピソードを紹介する「ナイトライダー最新情報」の2コーナーはこれ以降、再放送されていない。
- 1988年2月、シーズン4第1話（2時間）を2週に分けて放送し、『ナイトライダー』シリーズは終了。
- またこのシーズン4第1話のオープニングは日本独自のものとなっており、メインキャストの紹介が省略され全体的に短いものとなっている。なお、シーズン4DVD版では本来通りメインキャスト紹介ありのオープニングとなっているものの日本語吹替が収録されていなかった。しかしブルーレイ版では日本語吹替版が収録されている。ただし同シーズン第2話以降の音声がそのまま流用されているためオープニングラスト部分の映像と効果音が合っておらずSPM変形時の効果音が入っている。また2週に分けられたため、後半部分となる場面が始まる前に前回のあらすじとして前半部分の経緯をマイケル（佐々木功＝現：ささきいさお）の声で説明する場面がありこれも日本独自のものである。
- 時間帯を変えて（関東地区では、1988年11月から1989年3月毎週土曜日15:00 - 15:55）、シーズン4を『新ナイトライダー』として放映。
- 『新ナイトライダー』は関東地区での初放映の際、「ハイジャック!人質ボニーを救え（原題:SKY KNIGHT）」をもって打ち切られ、約7ヶ月後の10月2日夕方5:00の再放送後にシーズン4の未放映エピソード12本が初放映された。
- マイケル役のハッセルホフは、シーズン4第11話「復讐の鎮魂歌・さらばナイト2000（原題:THE SCENT OF ROSES）」を最終話にして欲しいと要望したが、却下されてしまいがっかりしたという逸話があり、米国版では第21話「黒魔術ブードゥー!恐怖の脳支配（原題:VOODOO KNIGHT）」が最終話となっている。
- 日本放映版では、ハッセルホフの要望に応え、「復讐の鎮魂歌・さらばナイト2000（原題:THE SCENT OF ROSES）」が最終話となり、先述の「黒魔術ブードゥー!恐怖の脳支配（原題:VOODOO KNIGHT）」はこのエピソードの直前に順番が変更されている。さらにこのエピソードの最後の場面は、オリジナルのラストシーン（財団に戻る決意をしたマイケルを乗せて走り去るナイト2000で、米国オリジナル版ではここで従来通りのアイキャッチ「夜明け砂漠をSPM版ナイト2000が正面から向かって、Executive Producer "GLEN.A.LARSON"」となっているがここでは省略）に続いてナイト2000の走行シーン（シーズン4第4話「死を呼ぶ聖地・恐怖のガラガラ蛇（原題:Burial Ground）」の使いまわし）とBGMが追加され、スタッフロールが表示されるという日本独自のものとなっている。最後のアイキャッチにおいて、「巨大な悪に立ち向かう、現代の騎士、ナイトライダー。明日、彼を待ち受ける者は、果たして、誰か」と言う、オリジナルにないナレーション（小林清志）が追加され、オープニング映像の部分箇所と最後は同じく「夜明け砂漠をSPM版ナイト2000」となっており「Executive Producer "GLEN.A.LARSON"」の表示が「新ナイトライダー 終」の表示に置き換えられている（これはシーズン4DVD版には収録されておらず上述通り米国仕様版のままである）。
- 上述通り全84話中74話が日本で放映されたが、テレビ朝日未放映エピソードで残った10話中9話がシーズン1で、残り1話がシーズン2でのエピソードとなっている。よってシーズン3以降のエピソードは日本では全て放映されたことになる。
- なおシーズン3第8話「マイケル連続危機！殺人フリスビーが襲う！猛毒が狙う！（原題: DEAD OF KNIGHT）」に関してテレビ朝日放映当時（1987年9月14日）は劇中流れる挿入BGMの権利関係上の問題点に抵触してなかったが、現在（2015年以降）では抵触する模様で再放送もできない状態であり、日本語完全吹替版としての本エピソードは未放映のままである。
- テレビ朝日での本放送ではナイト2000のベース車となったファイアーバード・トランザムの製造元であるゼネラルモーターズ社の販売代理店であったヤナセがスポンサーの一つだった為、姉妹車のシボレー・カマロなど、ゼネラルモーターズ社製品を中心としたTVCMが番組の合間に流れていた。

### アイキャッチ
CMへ移行する際のアイキャッチもシーズン毎に異なっている。
- シーズン1では、直前の画面が右端下へ1/4縮小でスクロールして、左側にライトを点灯したナイト2000が出る（パイロット版でコムトロン本社から空港に向かうナイト2000のシーン）という構図（正確にはパイロット版と第4話以降のシーズン1全話で第2話と第3話のみアイキャッチは無し[注 59]）。
- シーズン2第2話からシーズン4第1話までは、直前の画面が中央へ吸い込まれるように消えて行き、夜明けの砂漠をナイト2000が正面に向かってくるという構図となった（ただし、シーズン2第1話「ナイトライダー2・無敵ゴライアスVSナイト2000（原題:GOLIATH）」のみナイト2000とゴライアスが正面から対決するといった構図となっている）。
- テレビ朝日放映版では丁度そのアイキャッチが流れる直前場面が未放映箇所である場合は、それより前の場面でテレビ朝日独自のアイキャッチを流していた。米国オリジナルでのアイキャッチはその場面が『外周側が削られつつ』吸い込まれていくのがオリジナル版の描写であるのに対し、日本独自版では『全体がそのまま縮小する』といった描写となっている（シーズン2第20話「ビデオテープは死のサイン!芸能界潜入!マイケル歌手に!!（原題:LET IT BE ME」）の終盤を見比べればその差は歴然）。
- シーズン4では基本的にシーズン2・3と同じ構図であるが、時間帯がより早くまだ薄暗い砂漠を正面に向かってきてシーズン4以降に搭載されたスーパー追跡モード（以下SPM）形態でのナイト2000が来る構図となっている（ただし、シーズン4第1話「無敵装甲車ジャガーノート 大激突“破壊編”／大勝負“再生編”（原題:KNIGHT OF THE JUGGERNAUT）」のみSPM搭載前であるため、シーズン2・3時のものとなっている）（正確にはシーズン4第2話以降）。
- 上記でのシーズン2・3のアイキャッチとシーズン4のアイキャッチでのナイト2000であるが前者はやや右寄り（運転するマイケル基準であれば左寄り）であり、それに対して後者は中央に向かって速度が前者より少し遅目である。
- またアイキャッチのBGMがシーズン3以降上記の形になった後も原語版では時折そうでない場合が多々あったが、日本語吹替版ではそういった場面においても上記のBGMが使われている。ただし2014年11月27日にリリースされたブルーレイ版では原語版と同じ形に修正されている。なおそれ以前に発売されているDVD版では修正されていなかった。
- エンドロール（『Executive Producer "GLEN.A.LARSON"』のクレジットが出る場面）において、パイロット版(第1話)を含むシーズン1第4話から第15話と第17話までは「ハイウェイを走る」シーンだったが、シーズン1第16話「偽礼大量生産!!平和な町にはびこる組織犯罪（原題:A NICE,INDECENT LITTLE TOWN）」のエンディングで一度だけ先述の「夜明けの砂漠をナイト2000が正面に向かってくる」シーンとなり、その後シーズン1第18話「危機一髪!ナイト2000 窮地の女性を救え!（原題:WHITE BIRD）」からシーズン3終了となる第21話までこの形で統一されるようになった[注 60]。さらにシーズン4第1話以降はやはりSPM形態での同シーンとなっている。なおシーズン1第2話及び第3話はラスト1シーンのカットで『Executive Producer "GLEN.A.LARSON"』のクレジットが出る。
- 上記エンドロール後のスタッフロール（日本放映版は各エピソードでの吹替えキャストの紹介）のBGMはシーズン3までは「Test Drive」が使われており、シーズン4では「END TITLE」となっている。
- ただし米国版シーズン3以前で2時間スペシャル回になるエピソードでは「END TITLE」が使われている。
- また上記の日本放映版でのキャスト紹介は上から順に、
  - (1)マイケル（デビッド・ハッセルホフ）/佐々木功＝現：ささきいさお
  - (2)デボン（エドワード・マルヘアー）/中村正
  - (3)ボニー（パトリシア・マクファーソン）（エイプリル（レベッカ・ホールデン））/小山茉美（潘恵子）
  - (4)キット（ナイト2000）/野島昭生
  - (5)RC3（ピーター・パロス）/水島裕

の表記となっている。

## 関連作品

### 新ナイトライダー2000
『新ナイトライダー2000（原題:Knight Rider 2000）』が1991年に製作された。
製作当時から見て近未来である西暦2000年、警官は銃規制が進んだことで実弾銃使用が撤廃され、代わりに超音波銃の携行が義務付けられており、犯罪者の服役は冷凍睡眠となっているシアトル市を舞台にした物語。
捜査中に仲間に裏切られて頭部に銃撃を受け、その影響による記憶の欠落を補うため、かつてK.I.T.T.に使用されていたメモリーチップを頭に組み込まれた元警官の女性、ショーン・マコーミック（スーザン・ノーマン）が主人公である。
ナイト財団では、10年前（1990年）にマイケル・ナイトが退職しており、残ったデボンと元弁護士のラッセル・マドック主任（カーメン・アルジェンツィアノ）の下、バーチャル・リアリティを搭載したナイト2000の発展型・ナイト4000の製作が進められていた。2人はハロルド市長を相手にナイト4000のプレゼンテーションを行い、犯罪撲滅のための必要性を訴えるが、同席していたダニエルズ警察長官に「犯罪捜査は警察だけで十分」と突っぱねられ、必要性を証明したいのなら30日以内に完成させるよう要求される。
折りしも銃使用撤廃派市会議員の暗殺事件が発生しており、助けが必要だと感じたデボンは、引退して釣りのガイドや車いじりをして過ごす「第三の人生」を送っているマイケルの元を訪ね、協力を要請する。デボンの熱意に打たれたマイケルは、K.I.T.T.を相棒にすることを条件に、ナイト4000が完成するまでの30日間だけ財団に復帰するが、肝心のK.I.T.T.とナイト2000はマドックによって解体されてしまっていた。マイケルは売却されたK.I.T.T.のパーツを買い戻させて再生し、自らの愛車である1957年型シボレー・ベルエアに搭載して捜査を開始するが、安物のチップを使って再生されたK.I.T.T.は、手配中の犯罪者と一般人を間違えるなどかつてのような性能を発揮できないでいた。
一方、銃撃された時の記憶を失くしたショーンは、ダニエルズから警官の職務に就くのは不適格であると言われ、警察を辞職してナイト財団に新たな職を求める。K.I.T.T.のチップがショーンに移植されていると知ったマイケルは、ショーンとともに捜査を開始する。当初は、マイケルとK.I.T.T.を見下した態度を取っていたショーンであったが、銃撃の真相をK.I.T.T.の協力で思い出し、次第に連携が取れるようになっていく。
やがて、遂にナイト4000が完成し、デボンとマドックはテスト走行を行う。デボンは、性能はナイト2000を遥かに凌ぐと評価しながらも、マドックの声で話し、道路に飛び出してきた鹿を「はねても実害はない」と言い放って避けようともしないナイト4000に、K.I.T.T.のような人間性が感じられないと不満を抱く。
テスト走行を終えナイト4000を降りたデボンは、犯人一味に襲われて拉致されてしまう。犯人一味は意識不明となったデボンの記憶を抽出し、ナイト財団がまだ手掛かりを何も掴んでいない事を確認すると、そのまま薬剤を投与しデボンを殺害してしまう。
死の間際デボンが最後に見た夢は、ウィルトン・ナイトの遺志を継ぎナイト財団総帥として悪と戦う決意をしたマイケルと、「二人の友情と一人の男の夢」に乾杯する場面（オリジナルパイロット版のラストシーン）であった。
捜査を進める中、マイケル達は犯人一味に追われ、K.I.T.T.の提案で車ごと海に飛び込み追跡をかわすものの、K.I.T.T.は機能を停止してしまう。
デボンの死にショックを受けたマイケルは、「自分が手を貸したせいでデボンを死なせてしまった」と自責の念にかられふさぎ込んでいたが、ショーンの叱咤で再び気力を取り戻す。
財団に戻ったマイケルは、K.I.T.T.を自分の愛車からナイト4000に移植する。マイケルとショーンは、新たなボディを得たK.I.T.T.（＝ナイト4000）とともに事件の真相に迫ろうとする。
この作品はパイロット版のみの製作にとどまったが、CICビクター株式会社からビデオソフトがリリースされた他、『ナイトライダー』シーズン1 DVD-BOX及び『コンプリートブルーレイBOX』に特典として収録されている。また、テレビ朝日系を中心とした各地方局で深夜映画として放映された。日本語吹替え版は製作されていない。
新主人公・ショーンの「脳にメモリーチップを埋め込まれた元警官」という設定は、旧ナイトライダー初期原案における「脳に埋め込んだメモリーチップによりK.I.T.T.と意思疎通が可能」というマイケル・ナイトの没設定をなぞったものであると言える。
当作品でナイト4000のモデルとなったのは、ダッジ・ステルスをベースに新たに制作された車両で当時のコンセプトカーであるポンティアック・バンシーに類似したデザインで制作されたオリジナルカー。
以後も、『ナイトライダー』の続編・新作とされる作品がいくつか製作されている。

### ナイトライダー2010
1994年に2時間ドラマとして放映された。
近未来のメキシコ。アメリカとの国境付近の「ゾーン」と呼ばれる区域で、不法移民を助ける運び屋で生計を立てる一匹狼の青年・ジェイク・マックィーン（リチャード・ジョセフ・ポール）と、臓器の不法密売を行っている大企業のボス・ジェード（ブライオン・ジェームズ）の戦いを軸にし、「ジェードの部下に襲われ死に瀕した養父（黒人であり、白人のジェイクを引き取って育てた）から受け継いだ正義の心と高性能エンジン」「父の形見のエンジンを搭載して製作した高性能な改造車（マスタングをベースとし、防弾効果のあるシートを車体に貼り付け、銃火器を搭載している）」「その車に、ジェードに殺されたジェイクの恋人・ハンナ（ハドソン・レイク）の意思を宿したクリスタルを搭載し、彼女の意思で自由に会話や情報収集、自動走行などができる」など、元祖ナイトライダーのコンセプトを骨子として部分的に織り込んでストーリーが紡がれていく。
なお2014年11月27日にリリースされた『コンプリートブルーレイBOX』に特典DVDとして初収録されている。

### チーム・ナイトライダー
1997年10月から1998年9月まで放映された連続テレビドラマ。
90年代に入り、F.L.A.G.はさらなる事件に対処するために、カイル・スチュワート、ジェニー・アンドリュー、デューク・デパルマー、エリカ・ウエスト、ケビン“トレック”サンダースの5人のスペシャリストを集め、それぞれに人工知能による意思を持った車両（ダンテ、ドミノ、ビーストの自動車3台およびカット、プラトのバイク2台）を1台ずつ与えて実働チームを結成した。彼らは「チーム・ナイトライダー（略称TKR）」と呼ばれ、人々にもその活躍は広く知られていた。
マイケル・ナイトの情報はF.L.A.G.内でも最高機密とされていたが、終盤になって突然マイケルを名乗る人物が登場する。更に、「TKRメンバーの一人・ジェニーがマイケルの実子ではないかという疑惑」「その正体はガース・ナイトと思しき敵「メビウス」の存在」「F.L.A.G.ヨーロッパ支部からやってきた、ドイツ語を話しアメリカ人を嫌う車両「Knight Alpha」の人工知能の正体が、かつてナイト2000に搭載されていたK.I.T.T.であった」など、様々な謎が登場する。しかし、番組自体が1シーズンのみで終わってしまったため、それらの謎は掘り下げられることはなかった。

### ナイトライダー（2008年）/ナイトライダーNEXT
詳細については以下の英語版の各項目を参照
- パイロット版の項目
- 連続テレビシリーズの項目

2008年2月17日夜にNBC系列で『Knight Rider』新作のパイロット版が特番として放映され、同年9月24日から翌年3月4日まで毎週水曜日20:00 - 21:00の時間帯で全17話（当初は全22話予定だったが、諸事情により短縮された）の連続テレビシリーズ版が放映された。これまでの数ある続編作品としては元祖主人公であるマイケル・ナイト（デビッド・ハッセルホフ）が登場し、次世代となる新主人公で自身の息子であるマイク・トレーサー（ジャスティン・ブリューニング）にバトンを受け継がせるシーンもあり、最も正統な続編と見られる。時代観は前作でのシーズン1（ウィルトン没後）から25年後の時代としており、前作でのシーズン4終了以降ではない。前作でのナイト財団はあくまでも単独での捜査を常としていたが、今回の新生ナイト財団は「ナイトインダストリー」と呼ばれることが多く、中盤までFBIと密接な協力関係にある。
日本では2012年1月16日から7月2日まで、フジテレビの深夜枠『登龍門』で『ナイトライダーNEXT』の邦題で日本語吹替え版が全19話（本国では2時間番組だったパイロット版が「序章」前後編の2話に分割して放映されたため）放映された。また日本語版制作スタッフも旧作である初代シリーズを手掛けたプロデューサーが全面指揮をしている。先述通り本作の日本放映はフジテレビ系列で前作（テレビ朝日）とは違う系列。なお「序章」を除き、邦題タイトルには全て「○○ナイト」、「ナイト○○」といったように「ナイト」という文字が必ず入っており、原題にも「KNIGHT」の文字が必ず入っている。

#### あらすじ（パイロット版）
民間軍事会社「ブラックリバー社」の一味が、チャールズ・グレイマン博士のある研究成果を強奪するために自宅を急襲。博士はコンピュータと人工知能の権威であり、かつてナイト財団でナイト2000の開発に関わっていたほどの優秀な科学者だった。だが、博士は尋問のショックで心臓発作を起こして急死。それがきっかけとなり、研究室に眠っていた新たなるK.I.T.T.「ナイト3000」が覚醒。遺された娘のサラ・グレイマンを守るために飛び出していった。
一方でサラは、スタンフォード大学でナノテクノロジー工学の講師を務めていたが、ブラックリバー社の追手に捕まり窮地に陥る。しかしそこにK.I.T.T.が駆けつけてピンチを免れた。K.I.T.T.は博士が事前にプログラムしていた指示に従い、サラの幼馴染である元特殊部隊員・マイク・トレーサーの助力を得るためラスベガスに向かう。マイクと合流したサラとK.I.T.T.は、死んだかに見せかけて生きていたチャールズ（実際に死んだのは影武者のベン）や、FBI捜査官のキャリー・リヴァイ、マイクの母であるジェニファーとも合流。途中でジェニファーが命を落とすという悲劇があったものの、マイクとサラはブラックリバー社の野望を挫くことに成功した。
後日、ジェニファーの葬儀の場でチャールズは、ブラックリバー社のような陰謀を企む組織や個人が多数存在していることを告げ、「狂った世界を変えよう」とマイクに協力を求めるが、母の死を引きずるマイクは一度は断る。しかし、実の父である初代のマイケル・ナイトとの対話を経て、世界を変えるために新生ナイト財団への参加を決意する。こうして、新たなる「ナイトライダー」が誕生した。

#### あらすじ（連続ドラマ版）
チャールズ、サラ、キャリーにアレックス・トーレス、ビリー・モーガン、ゾーイ・チェの3人を加えた新生ナイト財団こと「ナイトインダストリー」でK.I.T.T.と共に捜査活動に従事していたマイクだが、様々な事件に対処していく中で、マイクを知っているという人物にあちこちで遭遇する。その度に彼は自分に全く覚えのない事件の話や身の上話を聞かされて混乱し、捜査に支障をきたすまでになっていた。一計を案じたキャリーは、公衆の面前でマイクを麻酔銃で撃ち、彼の死を偽装。過去を捨てて新たな名前として父と同じ「マイケル・ナイト」を名乗ることになったマイクだが、その影では「K.A.R.R.(カール)」というキーワードがチラついていた。

#### 登場人物（ナイトライダー（2008年）/ナイトライダーNEXT）
主要登場人物の内、マイク、K.I.T.T.、サラの3名はパイロット版を含む全話において皆勤登場する。
ビリー、ゾーイの2名はパイロット版以外の第1話以降の全話に登場。
チャールズはパイロット版から第12話までの登場（ただし第11話終盤で死亡しており第12話ではホログラムメッセージでの登場）。
キャリーはパイロット版から第11話までの登場。
トーレスは第1話から第12話までの登場。

##### 全話における主要人物
マイク・トレーサー / マイケル・ナイト（2代目）Mike Traceur / Michael Knight (Second Generation)
演 - ジャスティン・ブリューニング Justin Bruening、日本語吹替 - 丹沢晃之
本作の主人公。前作の主人公、初代マイケル・ナイトの実子である。マイケルの息子であるが、姓は父方の「ナイト」ではなく母方である「トレーサー」となっている。イラク従軍の経験もある元アメリカ陸軍特殊部隊員であるため、腕っ節はかなり強く様々な銃器や爆薬の扱いにも慣れており、先代よりも戦闘的でアグレッシブな印象。なお前作において『拳銃等の所謂火砲は基本的に使わない』という方針であったが、本作では火砲は普通に使用しており、後述する新型K.I.T.T.にも火砲は装備されている。女性に対しても非常に積極的で、幼なじみであるサラとは恋人的な関係でありながらも結構なプレイボーイでもあるため、彼女から皮肉を言われたり睨まれることもしばしばである。パイロット版で登場した時にはレーサーだったが、資金がないためコブラらしき愛車を修理することもままならず、当然賞金を稼ぐこともできないために借金取りに返済を迫られて凄まれている状態であった。母親ジェニファーが敵の一味に殺害され、その葬儀において実父マイケル（初代）と初対面する。マイケル（初代）が25年前にウィルトン・ナイトから託された「1人の男が世界を変えられる」という言葉を受け継ぎ、ナイトインダストリーに参加する決心をする。
連続テレビシリーズ版の第1話「よみがえるナイト（原題:A Knight In Shining Armor）」において、イラク従軍経験による記憶障害（後に実際にはK.A.R.R.開発時のテストドライバーであったことを隠蔽するために記憶操作されていたことが判明する）が任務の妨げになるという理由から、キャリーに麻酔銃で銃撃されて表向きは死亡したことになった。それ以降は新たな名前として父と同じ「（2代目）マイケル・ナイト」を名乗る。作中では「マイケル」と名乗りだしてからも同僚達からは変わらず「マイク」と呼ばれ、K.I.T.T.やそれ以外の人物からは「マイケル」と呼ばれる。
K.I.T.T.（キット）Knight Industries Three Thousand
声 - ヴァル・キルマー Val Kilmer、日本語吹替 - 野島昭生
ナイト3000に搭載された人工知能。日本語吹替え版では旧作のナイト2000と同じ声になっているが、旧ナイト2000の人工知能とは別の物である。K.I.T.Tとは、Knight Industries THREE Thousand の略である。パイロット版でサラに「あなたの名前は？」と尋ねられた際、「私は"ナイトインダストリーズ3000"、通称"K.I.T.T."です」と返答している。日本語吹替え版ではマイクに対する呼掛けは当初は「マイク」であったが、マイクが父と同じ「（2代目）マイケル・ナイト」を名乗るようになってからは「マイケル」と呼ぶ。自身の開発者であるチャールズのことを父と慕う。性格は初代K.I.T.T.とは根本的に別物であるため所々違うが、共通点として話を追うごとに人間らしい感情を学んでいき、物語後半になると初代K.I.T.T.以上にユーモラスで時には悪乗り（寝起きのマイクが乗車中、急ブレーキを掛けてハンドルに頭をぶつけて目を覚まさせる、軍の鬼教官の台詞（「腕立て20回だ、マイケル・ナイト!貴様はクズ野郎で…」）を言う、マイクが犯人の乗る車の後ろにいるにも関わらず自分の判断で車に向けてガトリング砲を発砲し、事件解決後マイクとガトリング砲の使用を巡って口論になるなど。また、敵の追撃を逃れるためにターボブーストで側転しながら頭上の高架道路に飛び移った際には、直前マイクに「横はだめです!」と警告したにも関わらずマイクが実行したため、「だめぇぇぇーっ!!」と絶叫している）する場面も見られる。第12話「ナイトの夜明け（原題:Knight To King's Pawn）」冒頭でトーレスの手によって内蔵コアを抜かれてしまうが、すんでのところで自身の記憶媒体をインターネットに流してバックアップを取り、後にマイク達がそのデータをネット上から回収し、車体奪還時に回収したデータメモリを接続しメイン機能の復活を果たした。しかし、突貫作業でのプログラミングであったため修復機能であるナノスキンシステムが作動せず、直後のK.A.R.R.戦では苦戦を強いられた。決着後にゾーイの手によってナノスキンシステムの修復を施され、ボロボロになった姿が瞬時に元の姿に完全修復した。物語後半ではマイクが窮地（命の危機）に陥った場合、優先的にSSCへ連れ戻すようサラにプログラミングされている。
サラ・グレイマン Sarah Graiman
演 - ディアンナ・ルッソ Deanna Russo、日本語吹替 - 加納千秋
チャールズの娘でナイト3000のプログラマーを担当。本作におけるヒロインの1人。マイクの同僚であり、また幼なじみであり恋人同士の仲でもあった。パイロット版では、スタンフォード大学でナノテクノロジー工学の講師を務めていたが、父とK.I.T.T.を狙う民間軍事会社・ブラックリバー社の起こした事件に巻き込まれてマイクと再会。事件解決後に父とともにナイト財団を再興し、メインスタッフとして加わる。第12話では前話で犠牲となったチャールズが亡くなったことで落胆していたが、父の遺言メッセージを聴き、彼の遺した遺産を受け継ぎ中盤以降で復帰。第13話「スワット・ナイト（原題:Exit Light, Enter Knight）」以降では死亡した父に代わりマイクらの総指揮官となる。常日頃からマイクの身を案じており、第4話「ハード・デイズ・ナイト（原題:A Hard Day's Knight）」では毒を盛られ衰弱していくマイクを懸命に介護したり、第17話「アイ・ラブ・ナイト（原題:I Love The Knight Life）」では上記のように命の危機に面した場合K.I.T.T.にマイクを自分の下へ連れ戻すようプログラムした。
第12話以前では旧作のボニー（エイプリル）に相当する役割を担っていたが、工作員としての戦闘訓練も受けており、敵と格闘してノックアウトすることもしばしば。第13話以降は（チャールズの後釜として）旧作のデボンに相当する役割を担っている。
パイロット版では、髪の色は茶色で比較的ナチュラルなメイクであったが、連続シリーズ版では黒髪で目元を強調したメイクとなっており、印象が変わっている。
ビリー・モーガン Billy Morgan
演 - ポール・キャンベル Paul Campbell、日本語吹替 - 中尾一貴
マイクの同僚で、数々の理学学位（応用物理学、量子物理学、電気機械工学、化学、離散数学、応用数学）を有する技術者。主に調査活動やハッキングなどによってマイクの捜査を支援する。コンピュータと情報処理のエキスパートで大のゲーム好きのいわゆるギーク/ナード系の人物ではある（ゲームの攻略法を巡って喧嘩になったオタクに殴られる、紙で手を切り「痛いよママ〜」とつぶやきながら部屋を出て行くなど）が、潜入調査やマイクのフォローの為に現場に出ることもあり、肝は座っている模様。大人子供を問わず女性が苦手だと語っているが、劇中では捜査で知り合った女性とかなり親密な仲になったことが2度ある。第3話では海が苦手（日焼けすると「じんましん」が出てしまうため）が発覚。結局サラと共に現場に出てくるが、本人は周囲を壁に囲まれている方が気が楽とこぼしていた。第8話「ナイト・イン・ベガス（原題:Knight Of The Zodiac）」ではマイクのサポートとしてともにラスベガスへ向かい、SUVからアタックモードに変形したナイト3000を運転し（変形もビリーが命令）、マイクの危機に駆けつける活躍を見せる。第12話ではトーレスによりチームを解散されたが、マイクやゾーイとともに残ってK.I.T.T.の奪還に協力し、第17話では犯人を追うマイクが終盤で犯人が人質を取り、マイクが動けない場面で背後から犯人に不意打ちして状況を打破するといった活躍をこなし、旧作におけるRC3に相当する役割を果たしている。
ゾーイ・チェ Zoe Chae
演 - スミス・チョー Smith Cho、日本語吹替 - 志田有彩
マイクの同僚でコンピュータのエキスパートで9か国語を操る。サラに並ぶヒロインの1人。ビリーとともにSSC内でコンピュータを駆使した情報分析でK.I.T.T.とマイクを支援する。絶対音感の持ち主。第3話「サーフィン・ナイト（原題:Knight Of The Iguana）」では、不在のキャリー以外でサーフィンができる唯一のメンバーであったことからマイクとともに捜査に参加して偽装夫婦を装い、その際の偽名としてマイクは「デボン」、ゾーイは「ボニー」と名乗った。第17話でのマイクの話によると料理は不味い（＝下手）とのこと。同僚のビリーにはよくちょっかいを出したりいびったりしているが、時には賭けごとをしたり、ビリーが喧嘩に勝てるよう格闘の稽古をつけたりと仲は悪くない。第12話ラストで、チャールズのF.L.A.G.再興を託すビデオメッセージを見た際には、ビリーと抱き合っている。ゾーイ役のチョーは第12話までオープニングのキャスト紹介ではゲスト扱いであったが、第13話以降はレギュラーとなっている。トーレスの死後（第13話以降）は、SSCのボスを自称している。
第12話の終盤でK.A.R.R.戦でボロボロになったK.I.T.T.のナノスキンシステムを彼女が一人で修復を行い以降はサラがこれまでチャールズが担ってきた（旧作におけるデボンに相当する）役割を受け継いだことに取って代わり、旧作のボニー（エイプリル）に相当する役割となっている。
なおサラとの間柄は第3話において後半でサラがマイクに同行すると言い出した際、ゾーイは「これは私の任務!!」と言いK.I.T.T.の助手席の取り合いになった場面もあるが、第17話では、「チャールズやトーレスがこれまで担ってきた仕事を一人では支えきれない」と弱気になったサラを励ましたりと仲は良い。

##### 中盤までの登場人物（途中で死亡等で退場する人物）
チャールズ・グレイマン Charles Graiman
演 - ブルース・デイヴィソン Bruce Davison、日本語吹替 - 竹本和正
ナイト3000の開発者でマイクの上司。後述するK.A.R.R.やリサ＆ケイティなど多数のロボットを開発・制作した人物でもある。前作の設定では空白であった、ナイト2000開発チームにおける中心人物でもあり、本作では旧作のデボンに相当する役割に当たる。娘のサラとマイクの命を第一に考えており、任務至上主義のトーレスと対立することもある。また、サラが潜入任務のために露出度の高いビキニ姿になった際は、父親らしく苦々しい表情を浮かべることもあった。その一方で、第8話でSSCの環境監査にやって来たテス査察官とはかつて恋人同士の関係であり、サラの目の前で見つめ合ったり、監視カメラの前でキスをしたりと情熱的な一面を見せ、キャリーやゾーイがはやし立てる中、サラにたしなめられても平然としていた。マイクの両親であるマイケル・ナイトとジェニファー・トレーサーとは友人関係でもある。
パイロット版では冒頭にブラックリバー社の一味に襲撃を受け尋問された直後に心臓発作を起こして死亡したが、これは影武者であるベンの偽装（この際ベンは死亡した）であり本人は生き延びている。
第11話「ナイト最大の危機・後編（原題:Day Turns Into Knight）」で、それまでK.I.T.T.の移動手段として使用していたC-130輸送機が敵の策略を阻止するために損傷した際、機長とともに最後まで機に残って不時着させようと試みるが果たせず、機の爆発に巻き込まれ今度こそ本当に死亡する（ただし作中では爆発の直接描写は無く終盤でK.I.T.T.がそうなったという情報をマイク達に伝え、「私達は父（チャールズ）を失いました…」と告げた）。第12話では、自分にもしもの事があった時に備えて録画していたホログラムメッセージで登場し、これまで謎となっていた真実（K.A.R.R.のドライバーであったことの記憶を消された事実）を打ち明け、自分がいなくなってしまった後にトーレスがK.A.R.R.プロジェクト再開に動き出すだろうと予感しており、それだけは絶対に阻止してほしいと告げた。またK.I.T.T.のコンピュータに記録された3次元映像にも登場しており、ラストでは新たに遺産を受け継いだ娘サラに新たな指揮官としてF.L.A.G.を盛り立ててほしいと告げた。第13話以降は登場しない。
キャリー・リヴァイ Carrie Ruvai
演 - シドニー・ターミア・ポワチエ Sydney Tamiia Poitier、日本語吹替 - 甲斐田裕子
FBI捜査官でグレイマン親子の友人でもある。ナイトインダストリーの運営責任者の1人でもあり、非常時には彼女やトーレスが先頭に立って事態に対処する。先述の理由からマイクを麻酔銃で銃撃し、彼の死を偽装する。第10話「ナイト最大の危機・前編（原題:Don't Stop The Knight）」のラストで敵の仕掛けた爆弾により致命的な重傷を負い、11話で辛くも一命は取り留めたものの、CIAに勤務する父親から現場復帰は不可能であると告げられ涙した。そのため第12話以降は登場しない。
アレックス・トーレス Alex Torres
演 - ヤンシー・アリアス Yancey Arias、日本語吹替 - 里卓哉
NSAから派遣されたナイト財団（F.L.A.G.）責任者でキャリーの上司。任務の遂行を第一に考える任務至上主義者であり、マイクやサラの命を尊重するチャールズと対立する場面もあった。第11話までは各ミッションを統括するリーダー役であったが、マイクの軍歴の情報を隠蔽するなど時折黒い影を見せており、マイクからは疑いの目で見られていた。第12話では前話のラストで死亡したチャールズがいなくなったことで、遂にその本性を本格的に現し、K.A.R.R.開発に関わっていたことが判明。K.A.R.R.復活に邪魔になるSSCを閉鎖し、チームを解散させ、K.I.T.T.の内蔵コンピュータを奪い、車体も秘密倉庫に隠す。奪ったコンピュータでK.A.R.R.を本格的な兵器にしようとするも、そのK.A.R.R.に捕獲され、生体コンピュータとして取り込まれてしまった。マイクとK.I.T.T.によってグラップリングフックでK.A.R.R.の車内から引っぱり出されたものの、既に致命傷を負っていた。息を引き取る直前に自分の犯した過ち（チャールズがK.A.R.R.プロジェクトに反対していた意味をようやく理解できたこと）をマイク達に詫びている。
彼の生前時（第12話冒頭まで）には、SSC内は多数のスタッフ達が常に出入りする賑わった雰囲気であったが、彼の死後（第13話以降）のSSC内は主要メンバー4人（マイク、サラ、ビリー、ゾーイ）以外は誰もいない状態になり、少し寂しげな雰囲気となっている。それと同時に政府機関のバックアップが受けられなくなり、これまで使えていた軍事衛星やデータベースなどが使えなくなったため、捜査能力の若干の低下を招いている。
これに関しては第12話を境にこれまでのFBIとの連携関係が絶たれ、「ナイトインダストリー」（新生F.L.A.G.）が独立機関になったことによるためである。
政府機関の機密事項へのアクセス権を複数所有しており、死亡後にメインのアクセスコードは使えなくなったが、第17話ではゾーイの絶対音感により予備アクセスコードを解読された。第13話以降は登場しない。
主要登場人物の中で唯一『姓』の方をメインに呼ばれる人物である。ファーストネーム（名）である「アレックス」と呼ぶのは作中ではチャールズが直接本人と会話する場面でのみ確認できる。なお本項でもこれに準じる。
K.A.R.R.（カール）Knight Auto-cybernetic Roving Robotic exoskeleton
声 - ピーター・カレン Peter Cullen、日本語吹替 - 麦人
第12話に登場。乗用型戦闘用ロボットのAI。声優は原語版には旧作シーズン1第8話登場及び日本語吹き替え版共々のK.A.R.R.と同じ声になっているが、旧K.A.R.R.の人工知能とは別の物である。プログラムに致命的な欠陥があり、後述の暴走した経緯から機能を停止されてエリア51内に封印されていたが、トーレスによりK.I.T.T.のコアユニットを組み込まれ再起動される。しかし、それでもプログラムの抜本的な改善は不可能であり、何の進化も見られず再び暴走を起こした。
自身に命令できる人物は設計者であるチャールズのみと言っており、トーレスは「チャールズは死んだ。私が最高指揮官だ、私の命令に従え!!」と命令するが、それに対しK.A.R.R.は「お前の言い分は確かに正しい。チャールズがいない今、お前が2番目の指揮官だ、私はお前の命令に従おう」と返答した直後にトーレスに襲い掛かり自身の中に取り込み、「お前と私は一体化した、命令を下すのは私だ!!」と言いマイクの元へ走り出す。そして、マイクの応急処置で復活したK.I.T.T.と対峙し、元々のドライバーだったマイクを取り込もうとするが、トーレスをグラップリングフックで引き出され無人となったコックピットに、ターボブーストによる体当たりを受けて完全に破壊された。

##### パイロット版限定の登場人物
マイケル・ナイト（初代）Michael Knight (First Generation)
演 - デビッド・ハッセルホフ David Hasselhoff、日本語吹替 - ささきいさお
前作の主人公であり、今作の主人公であるマイクの父。本作ではパイロット版（日本語吹替え版では「序章・後編」部分）のみの登場。かつて婚約者であったスティービーとは別との女性（先述の通りスティービーは婚姻成立後に殺害されたために再婚に当たる）である元妻ジェニファーとの間に生まれた息子マイクに、25年前に自身がウィルトンから受け継いだ「1人の男が世界を変えられる」という言葉（死の床についたウィルトンがマイケルに託した遺言）を彼に語って聞かせ、自身と同じ道を歩ませるきっかけを与えた。本作では前作のウィルトンに相当する役割に当たる。日本語吹替版では息子マイクから「マイケル、また会えますか？」という呼び掛けにマイケルは「そう願っている」と笑顔で答えて退場する。
ディラン・ファス Dylan Fass
演 - ウェイン・カッサーマン Wayne Kasserman、日本語吹替 - ？（不明）
レーサーとしてのマイクとコンビを組むメカニックであり、友人。借金の形として人質に取られ、危うく砂漠に埋められそうになるがサラの肩代わりによりどうにか難を逃れた。パイロット版のみのキャラクターで、ラストシーンではグレイマン博士らとともにK.I.T.T.輸送機に乗り組んでいたが、レギュラー版には登場していない。
ジェニファー・トレーサー Jennifer Traceur
演 - スーザン・ギブニー Susan Gibney、日本語吹替 - 一城みゆ希
マイクの母親でマイケルの再婚相手。パイロット版のみに登場する。敵に追われるチャールズとともに身を隠しており、チャールズがナイト3000のドライバーとして息子マイクを指名するのを母である彼女は反対していた。初代K.I.T.T.（ナイト2000）のことも知っており、チャールズに「今度のK.I.T.T.もトランザム？」と尋ねており、それに対しチャールズは「今度はマスタングだ」と返答した。マイク達と合流した後で敵一味に捕まり、マイクの目の前でウェルザーに殺害されてしまった。ウィルトン・ナイトに同名の娘がいるが、全くの別人である。
ベン Ben
演 - ブルース・デイヴィソン、日本語吹替 - 竹本和正
パイロット版のみに登場したチャールズの影武者。敵に追われていることを素早く察知し、本物のチャールズを逃がしてマイクの母・ジェニファーの元へ走らせた。チャールズの身代わりとなって敵に捕まり、心臓発作を起こして死亡する。作中ではチャールズ役であるデイヴィソンが一人二役で演じており、両者の外観上の相違点は眼鏡の有無となっている（ベンは眼鏡をかけているが、チャールズは眼鏡をかけていない）。
ウェルザー Welther
演 - グレッグ・エリス Greg Ellis、日本語吹替 - 田中正彦
パイロット版に登場。ブラックリバー社の一員で、チャールズとサラを執拗に付け狙う4人組のリーダー。部下にクロス（ジャック・ヤング、声：三上哲）、スモーク（ケヴィン・ダニガン、声：山内健嗣）、ベル（ケヴィン・クリスティー、声：茶花健太）の3人とスパイである保安官のラムジー（クリス・ミルキー、声：石丸博也）がいる。
チャールズのコンピュータ技術を強奪するためにグレイマン邸を襲撃し、サラを誘拐しようとする。またK.I.T.T.のシステムをハッキングしようとするなど、かなりの強敵として描かれている。後半でマイクの母・ジェニファーを殺害。その後チャールズを車に乗せて連れ去ろうとしたが、後を追うマイクとK.I.T.T.に先回りされ、ナノマシンシステムの強固な防御力にものをいわせたブロッキングで車を大破させられて大怪我を負い（この衝撃で車に乗っていたウェルザーとチャールズ以外は全員死亡、チャールズは軽傷で済んでいる）、後から駆け付けたキャリーに逮捕された。最後は母を殺されて怒りの表情を見せ、銃を構えるマイクに怯むことなく「これで勝ったと思うな…」と捨て台詞を吐いて睨みつけた。

#### 登場メカ＆マシン
ナイト3000（K.I.T.T.）
本作では、ナイト2000に代わってスポンサーであるフォード製のシェルビー マスタングGT500KRをベースとしたナイト3000が登場する。搭載されているAIの名称はナイト2000と同じくK.I.T.T.であるが、正式名称は「Knight Industries Three Thousand」となっており、初代K.I.T.T.とは"別人"である。新型K.I.T.T.はナノマシンによる変形機構を備え、ノーマルのマスタングの他、1969年型のクラシックマスタング、ピックアップトラック（フォード F-150 FX4）、バン（E150）、SUV（フォード・フレックス）、パトカー（クラウンビクトリア・ポリスインターセプター）など、形状・色等の外観どころか、内装までもが全く異なる車に変形できる。この他、過激なエアロパーツで武装した「アタックモード」と呼ばれるモードに変形でき、かつてのナイト2000を凌駕する機構を多数備えている。主な機構は以下の通り。
- ナノマシンシステム

車体の色彩変更や変形機構に用いられる他、かつてのナイト2000の分子結合殻のように銃弾が全く通用しない（傷ついてもすぐに再生してしまう）、他車の体当たりにも全く動じないほどの強靭な防御力を与える。ただし、K.I.T.T.のシステムをダウンさせられるとこの機構も停止してしまう。ボディが損傷した際には、ナイトインダストリーズの基地・SSC（衛星監視室：Satellite Surveillance Chamber）内に設置されたロボット「リサ」および「ケイティ」によって、ナノペイントの再塗装・修復が行われている。一見万能に見える機構だがデリケートな一面もあり、変形中に他の機能を無理に併用したり強い衝撃を受けたりすると、システムダウンを引き起こしてしまうことがある。
- ターボブースト

ナイト2000のものよりもさらに進化しており、アタックモード時に車体後部に出現する独立した噴射口をコントロールすることにより、高速走行中に側転する、ドリフト状態からジャンプして頭上の高架道路に飛び移るなどの驚異的な機動を行うことができる。劇中前半では、前述のようにアタックモードに変形して使用していたが、後半ではノーマルモードでも使用している。
旧作では発動する際にはオプションボタン『TURBO BOOST』を押して作動させるものであったが、本作ではマイクが「K.I.T.T.、ターボブースト」と呼び掛けて作動させている。
- スキーモード

ナイト2000に装備されていたものと同様に、ターボブースト噴射口の片側のみを使用して車体を跳ね上げ、片輪走行を行う。
こちらも旧作では発動する際にはオプションボタン『SKI MODE』を押して作動させるものであったが、本作ではやはり同様にマイクが「K.I.T.T.、スキーモード」と呼び掛けて作動させている。
- GPSアクセス機能

進路上の全ての車と信号の動きを先読みし、敵の追跡から逃れるための最適なルートを割り出すことや、マイケルの周囲に監視の目を光らせて潜入任務を助けることなどができる。
- 高速インターネットアクセス機能

公的機関のデータベースへのアクセスによる情報収集などはもとより、第12話で内蔵コンピュータを敵に奪われた際には、自己の人格や記憶のデータのコピーを他のコンピュータに避難させている。
- グラップリングフック

ナイト2000に装備されていたものと同様に、車体フロント下部からワイヤー付きのフックを撃ち出し、対象物に引っ掛けて使用する。
- ボディスクリーン機能

フロントガラスだけでなく、ボンネットにも各種情報を表示させることが可能である。タブレット端末の情報を指でボンネットに向けてフリック操作することで、ボンネットに情報を投影することも可能。
- 3次元物体コピー機

自動車のキーや衣服など、小型の物体のデータを読み取り、色・形までそっくりそのまま偽造することができる。
- 応急処置機能

怪我の止血などの応急処置を行うことができる。第1話において指を切り落とされた男性の手を処置した際は、手をグローブボックス内に入れさせ、止血処置を施した上に、傷口を保護する防護具まで着けさせていた。
- 武装

ナイト2000にも装備されていたレーザーの他に、ロケットランチャー、ガトリング砲といった、ナイト2000には無かった火砲も装備されている。更に車体後部からは、麻酔ダーツやフレア弾の発射も可能。さらに車内のステアリングからスタンガンを発射でき、第17話で運転席に乗り込んだ悪党に対してそれを用いマイクの行方を尋問させる場面も見られた。
- 通信機器

前作の腕時計型通信機「コムリンク」に代わり、パイロット版では、車用のハンズフリーイヤホンのような形状の機器、連続ドラマ版では耳の穴に入れるタイプの超小型の機器が使用されている。名称は特になく、単に「通信機器」と呼ばれている。
- その他

前作同様インテリア関連もカスタマイズされているが、その内容はパイロット版と連続版では大幅に変更されている。
燃料は一般的な車と同じガソリンで、燃費は現代のHVを大幅に上回る1リッター平均約70km/lとK.I.T.T.が述べている。
ナンバーは白地に黒文字でKR（「Knight Rider」の頭文字）。
パイロット版：ナイト2000同様、各部が大幅に改造された仕様となっている。ステアリングは円周の上部がカットされたU字型で、前作同様に操縦桿を思わせる形状。ダッシュボードは中央のパネル部分に大きくモニターが備えられており、そこに各種情報を表示する（ナイト4000のように、ボイスインジケータもここに表示されている）。また、K.I.T.T.の制御により自律走行している際はシフトレバーとペダル類が格納され、ドライバーは運転席に座っているだけとなる。ドライバー自身が運転する場合は、シフトレバーとクラッチ操作でMT車として操縦する。
連続ドラマ版：形状的には、通常の2008年型フォード・マスタングと同タイプのAT仕様になっていること以外はほぼノーマルのGT500KRのままである（本来、ベース車とされるGT500KRにAT仕様は用意されていない）。ステアリングもカスタマイズパーツではあるが市販もされている一般的なD型ステアリングであり、シフトレバー・ペダル類の格納ギミック等もない。"ナイト3000"としての大きな変更点としては、ダッシュボード中央部にエアコン吹き出し口パネルに代わって中央に半球状のインジケータが付いたユニットが取り付けられ（設定ではここにK.I.T.T.のAIコアが内蔵されている）、K.I.T.T.の発声に合わせてリアルタイムで赤く波形表示が光るようになっていることが目立つ程度である。また非常に判りにくいと思うがこの半球状のインジケータ中心部はかつてのナイト2000と同じ「縦3列の伸縮式バーグラフ」が見られる。またスキャナーの発光色や作動音もナイト2000とほとんど同じ「フォンフォン」である（ナイト2000が状況に応じて適宜作動音を発していたのに対し、ナイト3000はほとんどの場面で常時作動音を発している）。それ以外の各種情報は、フロントウィンドウに対してホログラム状に投影されるようになっており、必要に応じて指でフリック操作して移動させること等もできる。
C-130輸送機
マイクやナイト3000を現場へ移送するなど、旧作における「ナイト財団の移動本部トレーラー」に相当する役割を持つ。第11話終盤で機体の損傷により爆発・炎上してしまい同乗していたチャールズはこれが原因で死亡した。第12話以降は登場しない。
K.A.R.R.（カール）
チャールズがK.I.T.T.以前に手がけていたプロジェクトで開発された、AI搭載の乗用型戦闘用ロボット。正式名称はKnight Auto-cybernetic Roving Robotic exoskeleton。
前作におけるK.A.R.R.との関連性は特に言及されていない。
国家安全保障局（NSA）が中心となり、戦闘行動時における兵士のサポートを目的に開発されていたようだが、暴走して関係者7名を殺害したためエリア51内の施設にて封印されていた。
第12話で登場した当初はK.I.T.T.と同型同仕様のGT500KRの形状をとっていたが（前作のK.A.R.R.同様、スキャナーの色はアンバー（ただし作中ではきわめてイエローに近い色）、作動音も前作の再登場（シーズン3）時のものとほとんど同じ。内装については映されたシーンがないため不明）、実際の劇中のほとんどでは4輪のタイヤが付いたフレーム状の脚にコクピットのある胴体と2本の腕を備えたロボット型の形態で行動しており、名称と第6話「悪夢のハロウィーン・ナイト（原題:Knight Of The Living Dead）」で表示された概念図からしてもそちらが基本形のようである。
別の過程を通って成長したAIであるK.I.T.T.のコアユニットと統合することによって制御が可能になると考えたNSAによって再起動されるが、結局はそれに強く反対していたチャールズの言葉通りになんら効果は見られず、その場に居て指示を与えようとしたトーレスを取り込んで暴走。駆け付けたK.I.T.T.とマイクに対し、K.I.T.T.を破壊し、元テストドライバーのマイクと「結合」しようとして襲い掛かるが、ターボブーストによる決死の体当たり攻撃を受けてバラバラに破壊され、機能を停止した。
作業用ロボット
チャールズが制作した、画期的なAIを搭載した作業用ロボットアーム。K.I.T.T.のように話すことはできないものの、人語を理解し、自らの感情を持つ。普段は2体のロボット、リサ＆ケイティがK.I.T.T.の修理を主に担当しているが、時にはマイクたちと一緒に水鉄砲の撃ちあいなどをして遊ぶなど、スタッフからも大切な仲間として扱われている。反面、ハンクのように別室で長い間作業をさせて貰えないなど無碍に扱われると、人間のように拗ねて反抗的になってしまうという難点も抱えている。

##### スタッフ
- 製作総指揮 - グレン・A・ラーソン
- プロデューサー - デイヴ・アンドロン、ゲイリー・スコット・トンプソン
- 監督 - スティーヴ・シル
- 脚本 - デイヴ・アンドロン、グレン・A・ラーソン
- 協力 - フォード・モーター、マックツールズ、ROBOTWORX

###### 日本語版スタッフ
- 演出：壺井正
- 翻訳：平田勝茂、瀬尾友子、石原千麻
- 企画：冨川八峰、山口泉
- プロデューサー：中冨将仁、佐藤大輔、村上栄一
- 制作協力：ポニーキャニオン
- 制作：フジテレビ

##### エピソードリスト
| 各話 | 邦題                         | 原題                             | 監督                | 脚本                          | 放送日         |
| ---- | ---------------------------- | -------------------------------- | ------------------- | ----------------------------- | -------------- |
| 0    | 序章（前編・後編）           | パイロット版                     | Steve Shill         | David Andron & Glen A. Larson | 2008年2月17日  |
| 1    | よみがえるナイト             | A Knight in Shining Armor        | David Solomon       | Gary Scott Thompson           | 2008年9月24日  |
| 2    | レーシング・ナイト           | Journey to the End of the Knight | David Straiton      | Philip Levens                 | 2008年10月1日  |
| 3    | サーフィン・ナイト           | Knight of the Iguana             | Bryan Spicer        | Rob Wright                    | 2008年10月8日  |
| 4    | ハード・デイズ・ナイト       | A Hard Day's Knight              | Allan Kroeker       | Dave Andron                   | 2008年10月15日 |
| 5    | ナイト・ハンター             | Knight of the Hunter             | Jay Chandrasekhar   | Patrick Massett & John Zinman | 2008年10月22日 |
| 6    | 悪夢のハロウィンナイト       | Knight of the Living Dead        | Leslie Libman       | Gary Scott Thompson           | 2008年11月5日  |
| 7    | ロックンロール・オールナイト | I Wanna Rock & Roll All Knight   | Matt Earl Beesley   | Rachel Mellon & Teresa Huang  | 2008年11月12日 |
| 8    | ナイト・イン・ベガス         | Knight of the Zodiac             | J. Miller Tobin     | Matt Pyken                    | 2008年11月19日 |
| 9    | ナイト・フィーバー           | Knight Fever                     | Milan Cheylov       | Matt Pyken                    | 2008年12月31日 |
| 10   | ナイト最大の危機・前編       | Don't Stop the Knight            | Bryan Spicer        | Rob Wright                    | 2009年1月7日   |
| 11   | ナイト最大の危機・後編       | Day Turns Into Knight            | Allan Kroeker       | Dave Andron                   | 2009年1月14日  |
| 12   | ナイトの夜明け               | Knight to King's Pawn            | Jeffrey G. Hunt     | Patrick Massett & John Zinman | 2009年1月21日  |
| 13   | スワット・ナイト             | Exit Light, Enter Knight         | Gary Scott Thompson | Gary Scott Thompson           | 2009年1月28日  |
| 14   | ファイト・ナイト             | Fight Knight                     | Nick Gomez          | Rob Wright                    | 2009年2月4日   |
| 15   | フライ・バイ・ナイト         | Fly By Knight                    | Jay Chandrasekhar   | Dave Andron                   | 2009年2月11日  |
| 16   | ナイト・アンド・シティ       | Knight and the City              | Guy Norman Bee      | Matt Pyken                    | 2009年2月18日  |
| 17   | アイ・ラブ・ナイト           | I Love the Knight Life           | Alex Zakrzewski     | Philip Levens                 | 2009年3月4日   |

### KNIGHT RIDER HEROES
2015年12月、『KNIGHT RIDER HEROES』の予告動画が公開された。

## ゲスト出演
日本でも放映された人気ホームコメディ『アーノルド坊やは人気者』の第6シーズン第8 - 9話『ハリウッド大事件（前・後篇）』にマイケル役のハッセルホフとK.I.T.T.がゲスト出演した。アーノルドと友人ダドリーがユニバーサルスタジオの見学ツアーでナイトライダーの撮影に遭遇する。このエピソードの中でのK.I.T.T.は、ひがみっぽくて性格が悪く、ナイト2000によりかかった2人に対して「触るな!私はスターだ」と怒鳴りつけた。その後、3人で記念撮影をした。
日本の音楽番組『ミュージックステーション』の1987年2月9日放送分でナイト2000（K.I.T.T.）がゲスト出演し、マイケルに代わり藤井フミヤが乗って野外から中継された。
オムニバスドラマ『世にも不思議なアメージング・ストーリー』においてシドニー・ラシック主演の『リモコン親父の逆襲』でテレビから飛び出すキャラクターの中でナイト2000（K.I.T.T.）がゲスト登場。主人公の自宅のキッチンに突っ込んでくる。
日本ではパイロット版のみがビデオソフト及びレーザーディスクにて発売されている、アメリカのアクションドラマ『驚異のスーパー・バイク ストリートホーク』の第4話後半で、ナイト財団(F.L.A.G.)のトレーラーの後ろ姿が写っている。
1989年からアメリカのFOXテレビで放送されている『ザ・シンプソンズ』のシーズン10第2話「発明は反省のパパ」"The Wizard of Evergreen Terrace"と、シーズン15第12話「バートの親友は誰?」"Milhouse Doesn't Live Here Anymore"にナイト2000（K.I.T.T.）がゲスト登場している。原語版の声はウィリアム・ダニエルズが担当している。
2005年公開の『ハービー/機械じかけのキューピッド』の冒頭でハービーの活躍を新聞記事で紹介するシーンで、ナイト2000がハービーと共演している。
2006年、日本では劇場未公開のコメディ映画『がんばれ! ベンチウォーマーズ』（THE BENCHWARMERS）にナイト2000（K.I.T.T.）が登場している。原語版の声はウィリアム・ダニエルズが担当している。
2008年11月1日の『SmaSTATION!!』の海外テレビドラマランキングで、本作がランクインしており、上記の『ミュージックステーション』での模様も再び放映された。
2014年9月2日に韓国Samsung Electronicsは、公式YouTubeチャンネルで、デビッド・ハッセルホフとナイト2000（K.I.T.T.）［声はウィリアム・ダニエルズ］が共演するスマートホームサービスのCM動画を公開。内容はSamsungのスマートホームのCMを撮影しているハッセルホフが、スマートホームの利点を説明するたびに、嫉妬したK.I.T.T.が「自分にもそんなことはできる」と反論したりエンジンを空ぶかししたりして撮影の邪魔をする。休憩中、「K.I.T.T.が嫉妬するなんて初めてだ」とメイク担当に愚痴るハッセルホフの前に新しい相棒を乗せたK.I.T.T.が現れ、「あなたがもっとスマートな相棒を見つけるなら私だって」と言い捨て走り去ろうとするところを、ハッセルホフが手首のスマートウォッチを操作することでゲートをリモートで閉めてK.I.T.T.を停車させ、得意がるところで終わる。題して「KITT vs Samsung smart home」。

## DVD / ブルーレイ

### DVD
これまでに数回にわたって、シーズン1 - 4までの各シーズンごとのBOXセットが発売されている。また、それとは別に全2巻の傑作選も発売された。
放映当時に日本語吹き替えがあった話は原則、全て吹き替えが収録されているが、テレビ朝日での放送時にカットされていたシーンは吹き替えが行われていない。
また、テレビ朝日未放映話は英語（日本語字幕対応）のみである。ただし後述のブルーレイ版はそれら全てに日本語吹き替えが追加新録されている。
加えて日本初放映時にテレビ朝日独自に編集を行った場面付近の吹替えも収録されておらず、テレビ放映時のオリジナルタイトル字幕、配役・出演者字幕、次回予告及び日本語版エンディングも未収録。
日本未放映話を収録するにあたっては、日本で放送された当時の邦題を彷彿とさせるセンスで新規に邦題が付けられている。
また収録エピソードの順番はパイロット版である「電子頭脳スーパーカー誕生（原題:KNIGHT OF PHOENIX）」を除き、原則的に「米国で放映された順番」となっている。
シーズン1・2では字幕切替に「日本語」・「英語」・「スペイン語」・「ポルトガル語」字幕と4種類の設定が可能あったが、シーズン3・4ではそれらは廃止され「日本語」字幕のみとなっている。またシーズン1・2ではオープニング前のティーザーが収録されておらず、シーズン3・4ではティーザーが収録されている。
シーズン1の前発売の「パイロット版」、及びシーズン4での「オープニング」の日本語吹き替えは収録されていない。
各シーズンのDISC1には第1話に相当するエピソードとして、シーズン1は「パイロット」版である「電子頭脳スーパーカー誕生（原題:KNIGHT OF PHOENIX）」、シーズン2は「ナイトライダー2・無敵ゴライアスvsナイト2000（原題:GOLIATH）」、シーズン3は「ナイトライダー5・強敵！赤い殺人カー（原題:KNIGHT OF THE DRONE）」、シーズン4は「無敵装甲車ジャガーノート 大激突“破壊編”／大勝負“再生編”（原題:KNIGHT OF THE JUGGERNAUT）」が収録されている。これはシーズン1はこの話が「全ての始まり」となるエピソードであるためであり、またシーズン2以降の3話はナイト2000が一度破壊され仕様変更が行われる話であるため、これらを各シーズンの第1話に持ってこないとそれ以降のエピソードとの辻褄が合わなくなってしまうためである（ただし廉価版のDVD-BOXでは「電子頭脳スーパーカー誕生(KNIGHT OF PHOENIX)」がシーズン1のDISC7・2話目に収録されている）。
シーズン2第10話「激闘！魔の巨大ダム捜査 ナイト2000決死のターボジャンプ!!（原題:Knightmares）」の序盤での、「ナイトとしての記憶を失くし、ロングであった頃の記憶しか思い出せなくなったマイケルがかつて勤めていた警察署で署員と話してからK.I.T.T.に発見されるまでのシーン」はテレビ朝日での地上波放送時に吹替が存在していたが、DVD版では日本語吹替が全く収録されていない。
シーズン4第1話「無敵装甲車ジャガーノート 大激突“破壊編”／大勝負“再生編”（原題:KNIGHT OF THE JUGGERNAUT）」の折り返しとなる前半部分終盤でナイト2000がジャガーノートに破壊された直後にボニーが駆け付けるシーンが丸々カットされている。さらにこの直後のトレーラー内でデボンが偽者であることをマイケルが確信し、ボニーにデボンが偽者だと言う場面の日本語吹き替えが収録されていない。なお後述のブルーレイ版では上述シーズン2第10話のシーンも含め、このシーンは収録されている。同様にブルーレイ版での日本語吹替もTV放映当時と同じく収録されているが一部録り直しになっている。
2011年2月16日、アシェット・コレクションズ・ジャパンからDVDマガジン「USアクションドラマコレクション」として刊行開始。収録内容はBOXのものを1巻ごとに分割したもの。全30巻を予定していたが、東日本大震災の影響により3号で休刊となった。

### ブルーレイ
2014年11月27日、NBCユニバーサル・エンターテイメントから「ナイトライダー コンプリート ブルーレイBOX」が発売された。ブルーレイ（本編）の24枚組+DVD（特典）の2枚組の計26枚セットとなっている。先述のDVD版と異なり収録エピソード順番は米国で放映された順番に正しく修正されている。
今回ブルーレイ化されるにあたり、オリジナル・フィルムからHD化を行い、片面2層24枚組に各シーズンを収録した。TV未放送のため今まで字幕版でしか存在していなかった10エピソード（シーズン1の9話+シーズン2の1話=計10話）を、ささきいさお、野島昭生を始めとする当時のオリジナルキャスト（マイケル＝ささきいさお、K.I.T.T.＝野島昭生、デボン＝中村正、ボニー＝小山茉美、エイプリル＝潘恵子、RC3＝水島裕）で吹き替え版を新規収録し、さらにDVD版では吹替がなかった3時間42分にも及ぶシーンも追加収録した。追加収録では声優陣のみならずスタッフの方も、演出に壺井正、翻訳に平田勝茂と、当時のスタッフが再結集している。
ゲスト側は基本的に追加吹替用にキャスティングされた数名の役者（宮崎敦吉、西島麻紘、瀬田ひろ美 、樋口あかり他）が持ち回りで代役を行っており、有川博、大久保正信、内海賢二、石田太郎、小林勝彦、北村弘一、小林修、富山敬、仁内建之など、すでに故人となっているキャスト及び、藤田淑子（この頃には療養中で活動休止状態であり、2018年12月に逝去）、家弓家正（発売同年の2014年9月に逝去）、飯塚昭三、納谷六朗（発売同年の2014年11月に逝去）、大塚周夫、（発売翌年の2015年1月に逝去）、柴田秀勝、平野文、大塚明夫、若本規夫、千葉繁などは当該シーンのみ代役となっている。その一方で上田みゆき、弥永和子（発売同年の2014年11月に逝去）といった往年のキャストが当時と同じ役で追加収録に参加している。
全エピソードを詳細に網羅した40ページの完全版ブックレットや、DVD版シーズン1に収録されていた「新ナイトライダー2000」と今回初となる「ナイトライダー2010」が特典としてそれぞれDVD各1枚ずつに収録されたものが同梱されている。ただし、字幕表示は「日本語」字幕のみで、またオープニング前のティーザーは今回全てカットされている。さらに初回生産分では限定特典として、1984年12月16日にテレビ朝日「日曜洋画劇場」で日本初放送された「ナイトライダー」（『電子頭脳スーパーカー誕生』）の吹替台本の復刻版が同梱されている。
この他、「ナイトライダーNEXT」の全19話を収録したDVD（9枚組）およびブルーレイ（6枚組）が2012年7月3日にリリースされた。こちらも放映当時にカットされていたシーンにも新規に吹き替えが行われており、完全ノーカット版となっている。
2016年10月11日にはアメリカのインディーズレーベル ミルクリークエンターテイメントから 「knight rider  Complete Series Blu-ray」が発売された。日本のブルーレイではティーザーが全てカットされていたがこのアメリカ版Blu-rayでは全てティーザーが収録されている。なお同時にComplete Series のDVD版も発売されている。
アメリカでは2025年7月22日、The Complete Seriesの4K UltraHDリマスター版BOXが発売される。

## サウンドトラック
超音速攻撃ヘリ エアーウルフ・ナイトライダー
キングレコード/1987年10月21日発売
日本国内で同時期にシリーズ放映され人気を二分していた『エアーウルフ』とのカップリング盤で、日本独自の企画によるもの。メインテーマと劇中BGMが数曲収録されているが両作品ともにオリジナル音源は一切使用されておらず、川井憲次らの編曲により新規制作されている。厳密にはサウンドトラックではなくカバーアルバムである。CDの他にLPレコードとカセット・テープも同時に発売された。
Original Television Soundtrack Recordings'KNIGHT RIDER' Volume 1
HI-TECH RECORDS/2000年発売
ドン・ピークが手掛けた6エピソードの劇中BGMを収録。ドン・ピークが直接携わっていないメインテーマは未収録だが、劇中で使用されたテーマアレンジ曲は多数収録されている。2009年4月にタイトルを変更し再発売された（後述）。
'KNIGHT RIDER' The Best of DON PEAKE Volume 1
Hitchcock Media/2004年発売
ドン・ピークが手掛けた4エピソードの劇中BGMを収録。2004年のファンイベント向けに制作された限定盤。2009年4月のVol.2のリリース時にパッケージを変更し再発売された。
Original Television Soundtrack 'KNIGHT RIDER'
Film Score Monthly/2005年発売
公式なものとしては初となるサウンドトラック。パイロット版を含めたステュー・フィリップス担当の劇中BGMをエピソード毎に抜粋し収録。プロデューサーのグレン・A・ラーソンとの共作によるメインテーマも収録されている。マスター音源からステュー・フィリップス本人の手によりリミックスが行われ、3,000枚限定でリリースされた。
'KNIGHT RIDER'Best of Don Peake Vol.2
Hitchcock Media/2009年4月発売
2エピソードの劇中BGMの他、ドン・ピークが新たにリミックスしたメインテーマ"Knight Rider Theme (Rockin' new treatment)"が収録されている。
'KNIGHT RIDER'Best of Don Peake Vol.3
Hitchcock Media/2009年4月発売
"Original Television Soundtrack Recordings:'KNIGHT RIDER' Volume 1"のリイシュー盤で同内容。Vol.2のリリースに合わせ、一連の作品としてタイトルを変更し再発売された。

## ゲームソフト
ナイトライダー（パック・イン・ビデオ/ファミコン版）
発売日：1988年9月30日/ジャンル：レース/媒体：ロムカセット
ナイトライダースペシャル（パック・イン・ビデオ/PCエンジン版）
発売日：1989年12月22日/ジャンル：レース/媒体：HuCARD
KNIGHT RIDER THE GAME/KNIGHT RIDER 2 THE GAME（Davilex Game/PlayStation 2、Xbox、ニンテンドー ゲームキューブ、PC版）
発売日：2002年11月22日（ヨーロッパ）、2003年2月12日（北アメリカ）/ジャンル：レース、アクション/媒体：CD-ROM
オランダのDavilex Game社から発売。第1作「KNIGHT RIDER THE GAME」は日本でも輸入販売されたが、第2作「KNIGHT RIDER 2 THE GAME」は日本未発売のようである。
3DCGで構成された世界でナイト2000を操り、ターボブースト、スキーモード、マイクロジャム、スーパー追跡モードといった機能を駆使して敵の追跡や建物の調査、敵車両との戦闘等を行う、ミッションクリア型のレースゲーム。各ステージをクリアしていくうちに、死んだ（あるいは破壊された）と思われていたとある敵の陰謀が次第に明らかになっていく。
第1作では、ナイト2000には武装は装備されておらず、敵車両との戦闘は劇中同様体当たりのみで行っていたが、第2作ではレーザー、プラズマガン、ミサイルの3種類の武器を内蔵している設定となり、状況に応じて自由に選択できる。
- その他、アメリカのアクレイム社から「KNIGHT RIDER」（LCDゲーム）が発売されている。
- スーパー大戦略 - 「Kidd」の名でユニットとして登場する（裏技を使い「The near future」という生産タイプを選択することで生産可能）。

## 関連商品
- ケー・ディー・システム 携帯充電器「ナイトライダー」（携帯電話をスタンドに差し込んでコネクタを装着するとテーマソングが流れて電飾が光る。充電中の着信時にはボイスインジケーターが点滅、フロントスキャナーも点灯、吹替版K.I.T.T.=野島昭生の声で着信を通知。セリフは13種。2002年7月発売）
- セルオート ユニバーサル・スタジオ正規プレミアムレーザー探知機「KNIGHT2000」（ナイトライダーの世界観を彷彿させるデザイン、オープニングムービーと警告画面、吹替版K.I.T.T.=野島昭生の声による完全オリジナル音声案内、2007年発売）
- 銀座「パチスロ ナイトライダー」（2008年4月稼動）

3Dポリゴンを駆使したグラフィックで演出がなされている。声優キャストは日本放映版と同じ。

マイケル・ナイト（ささきいさお）
K.I.T.T.（野島昭生）
デボン・シャイアー（中村正）
ボニー・バーストウ（小山茉美）
K.A.R.R.（麦人）
ガース・ナイト（有川博）
ナレーション（小林清志）
- ゲームブック「ナイトライダー・無人兵器ゴリアテの挑戦」（作：千葉暁、発行：1987年10月5日、刊：勁文社）

RC3が登場することからシーズン4以降の設定であるが、設定資料で紹介されたナイト2000のダッシュボードは2モニター仕様の前期型であり、またスーパー追跡モード、緊急ブレーキシステムおよびコンバーチブルモードは搭載されていない（シカゴでナイト2000が大破した際、RC3がより機能の高いボディの製作に協力したという記述があるのみ）。
本来K.I.T.T.は「Knight Industries Two Thousand」の略であるが、本書では「Knight Industry Total Think-system」と紹介されている。
深夜をナイト2000で走行中のマイケル（プレーヤー）が、謎の無人車に追跡される女性、コニー・ブライトンと遭遇する所から物語が始まる。コニーを助け調査を進めていくうちに、マイケルとK.I.T.T.は、ヘリコプターや戦車といった無人兵器を従える巨大武装トレーラー「ゴリアテ」の存在を知る事となるが、ゴリアテの正体は数年前に破壊したはずのK.A.R.R.であり、三度マイケルとK.I.T.T.に戦いを挑む。
マイケルがゴリアテの分析をK.I.T.T.に指示する際、以前戦ったゴライアスと比較させる場面がある。
ゴリアテを破壊すればハッピーエンドとなるが、ストーリーの分岐・展開次第では、マイケルが死亡したりK.I.T.T.が破壊されたりといったバッドエンドも存在する。
- テレ朝コミックス｢ナイトライダー｣（作画・城久人、発行・1987年8月15日）

パイロット版のエピソード『ナイトライダー誕生の謎』、シーズン2 第5話のエピソード『海底に眠る黄金像を追え！』、シーズン2 第8話のエピソード『盗まれたナイト2000』の3話を収録。ドラマと比べて駆け足で物語が進んでいく。2話目以降はK.I.T.Tがドラマ吹き替え版の丁寧口調ではなく、原語版に近い友達口調である。犯人に捕まっているヒロイン・ジェニファーが下着姿になっていたり、アンジェラがマイケルに裸で色仕掛けをしたりと、細かい所で雰囲気が異なる。『海底に眠る黄金像を追え！』では、フィン・クエスト号を追ってナイト2000が海上を走行する場面はドラマと同じであるが、船を止めるためボンネット右前方のミサイルランチャーからミサイルを発射している。移動本部トレーラーがGMC・ジェネラルではなくどちらかと言えばゴライアスのベース車両であるピータービルト352 ペースメーカーよりのトレーラーとなっている。
- テレ朝コミックス｢ナイトライダー2 爆走！ナイト2000｣（作画・城久人、発行・1987年12月15日）

シーズン2 第3話のエピソード『殺人ヘリ出現！攻撃ミサイルの恐怖』、シーズン2 第12話のエピソード『隠された秘宝の謎！格闘技大対決』、シーズン3 第5話のエピソード『復讐の空中大勝負！2台のナイト2000』の3話を収録。ドラマと違って殺人ヘリ(SX-411)が本来の丸い形のヘリではなく角ばった形のヘリになっており、倒し方も本来のマイクロジャムで着陸させないで体当たりで墜落させ倒している。K.A.R.R再登場のエピソードは本来メカニックがボニーなのにエイプリルになっている。
- 小説｢ナイトライダー｣（原作・グレン・ラーソン＆ロジャー・ヒル、訳・高村明良、発行・1987年9月5日）

パイロット版『電子頭脳スーパーカー誕生（Knight Rider The Movie, "Knight of the Phoenix"）』の小説版。
- 小説｢ナイトライダー2　目の赤い殺人車｣（原作・グレン・ラーソン＆ロジャー・ヒル、訳・図師千鶴、発行・1988年1月30日）

シーズン1 第8話『激闘！善と悪2台のナイト2000（Trust Doesn't Rust）』の小説版。前作の後日談となっていて、マイケルがボニーと初めて顔を合わせるシーンがある。ドラマでは威圧的な話し方だったK.A.R.Rが丁寧口調になっている。
- 小説｢ナイトライダー3　レーザーガン奪回作戦｣（原作・グレン・ラーソン＆ロジャー・ヒル、訳・小笠原成子、発行・1988年5月12日）

シーズン1 第13話『闇の武器商人を追え！マイケル決死の潜入捜査！（Hearts of stone）』の小説版。ドラマでは本エピソードの次の第14話目のエピソードである『爆殺！狙撃！事故続出！恐怖のサバイバルレースに勝て！！（Give Me Liberty... or Give Me Death）』で知り合うはずのリバティ・コックスと以前に知り合っていると記載されている。
- 「ナイトライダー・コンプリートブック」（ジョー・フート4世/リッチー・F・レバイン著、白倉三紀子/杉本しのぶ訳、2010年5月30日発行、株式会社イースト・プレス刊）

2002年にアメリカで発売された洋書「KNIGHT RIDER LEGACY」の日本語訳版。
- 「DMCプレミアムEV knight2000Ev」（2012年発売、販売：株式会社デロリアン・モーター・カンパニー、販売価格12,190,000円[税別]）
- 「DMC Knight2000GS」（2014年7月9日発売、販売：株式会社デロリアン・モーター・カンパニー、販売価格8,800,000円[税別]）
- 「Knight3000」（2014年9月25日発売、販売：株式会社デロリアン・モーター・カンパニー、販売価格11,300,000[税別]）